# Biserica de lemn din Bădeni

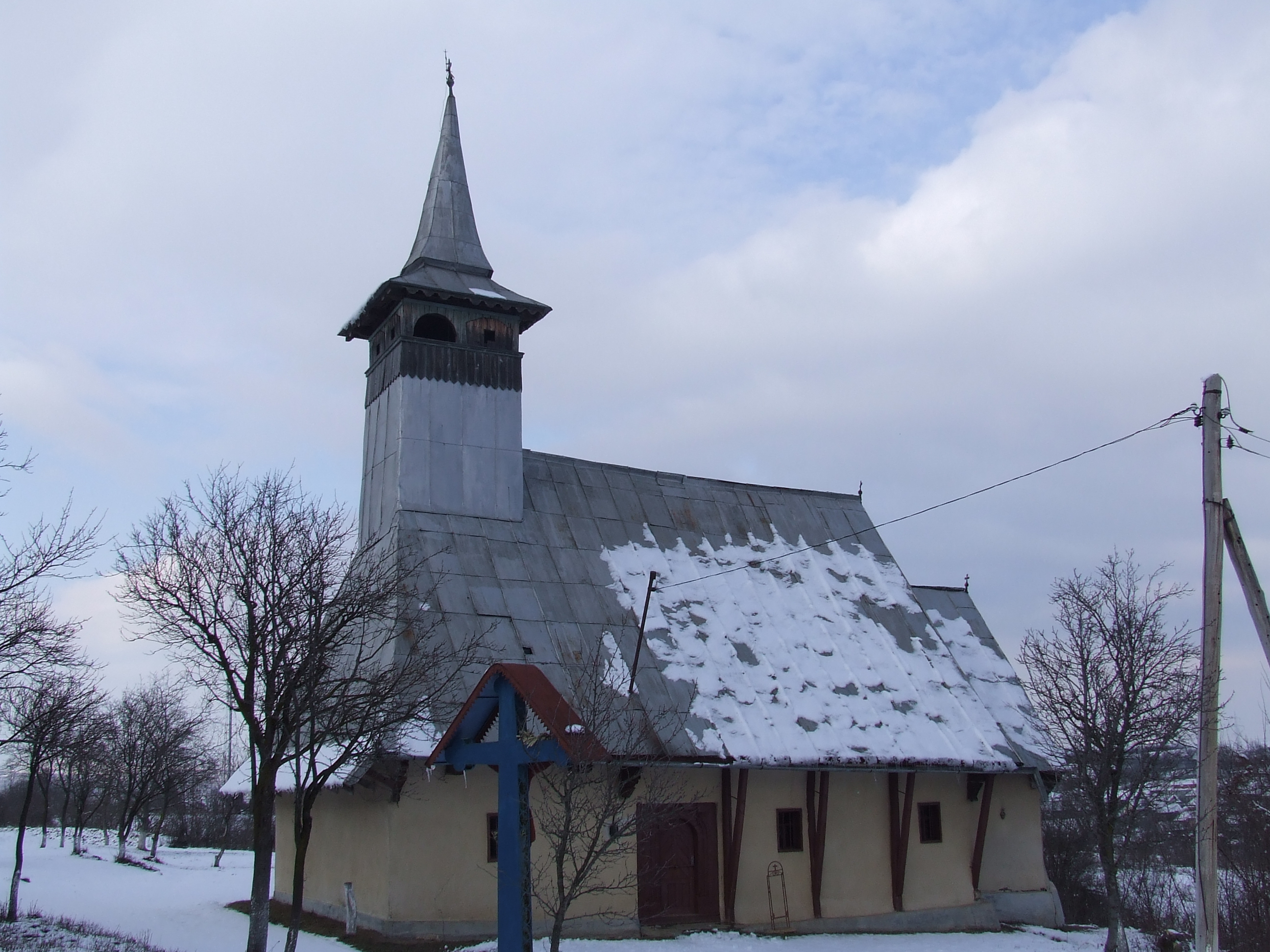
Biserica de lemn din Bădeni, foto: martie 2010.

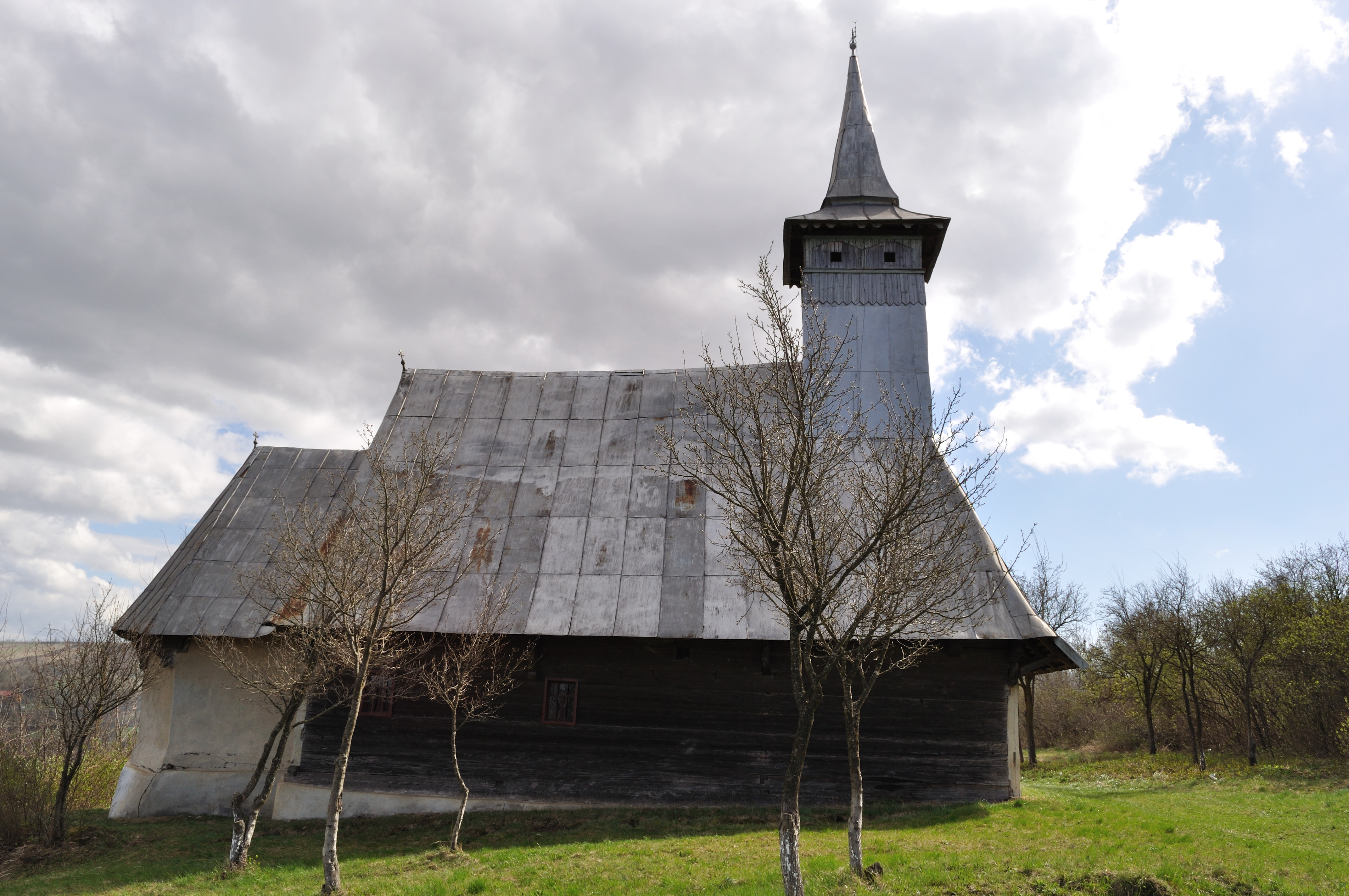
Biserica de lemn „Sfântul Nicolae” din Bădeni, foto: aprilie 2011.

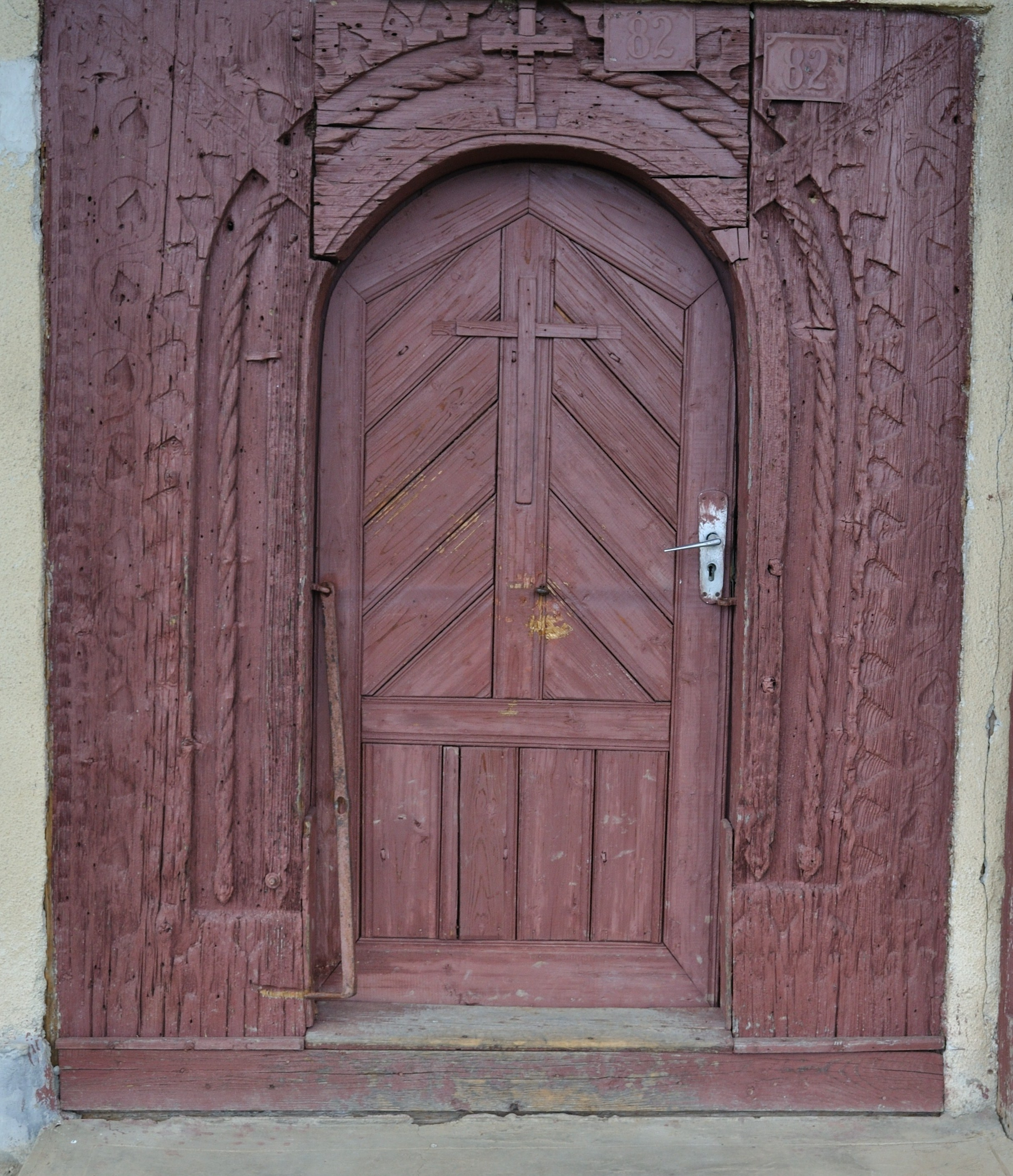
Ancadramentul intrării în biserică, bogat decorat cu
motivul frânghiei împletite și motive vegetale stilizate

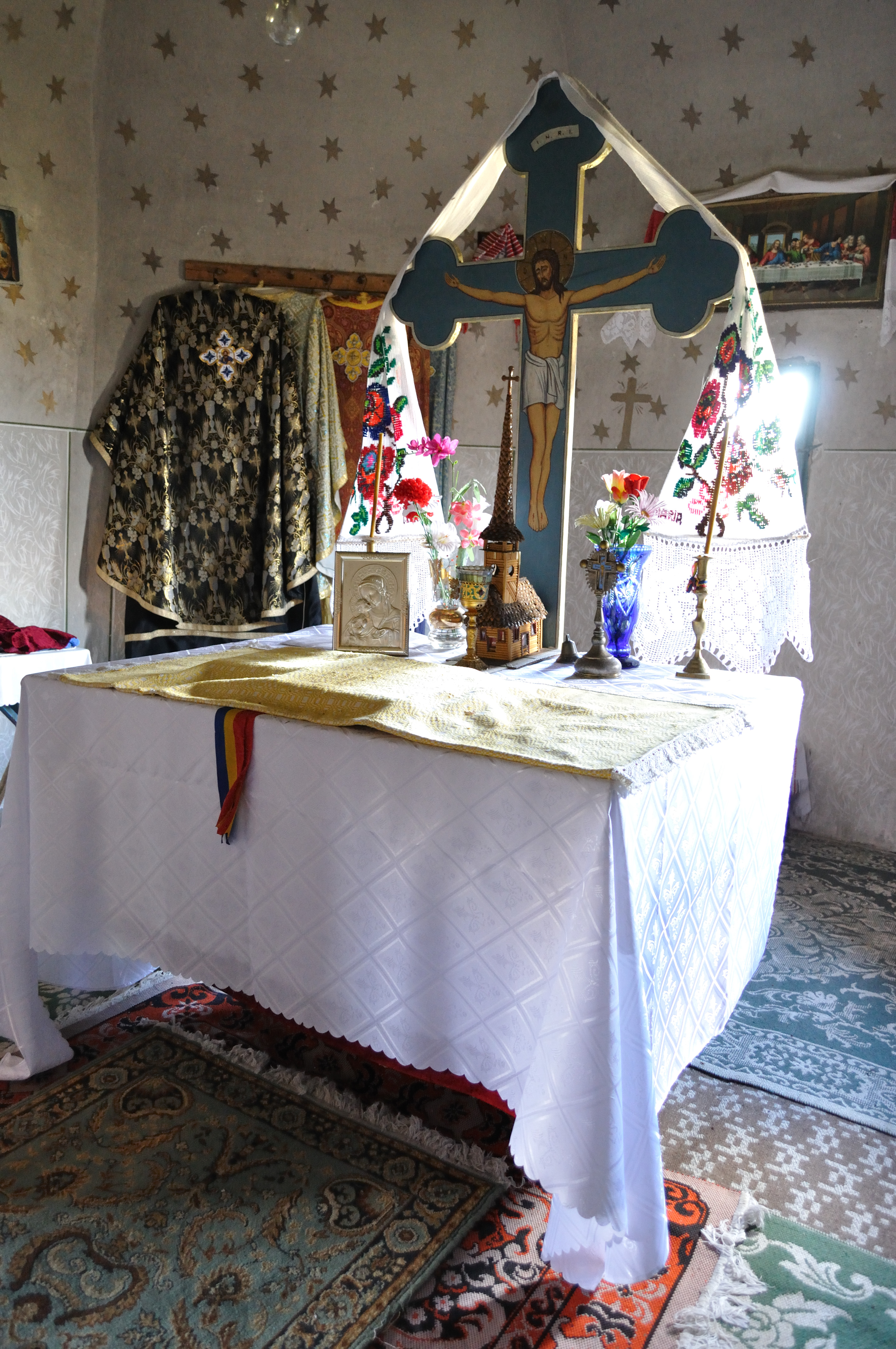
Masa altarului

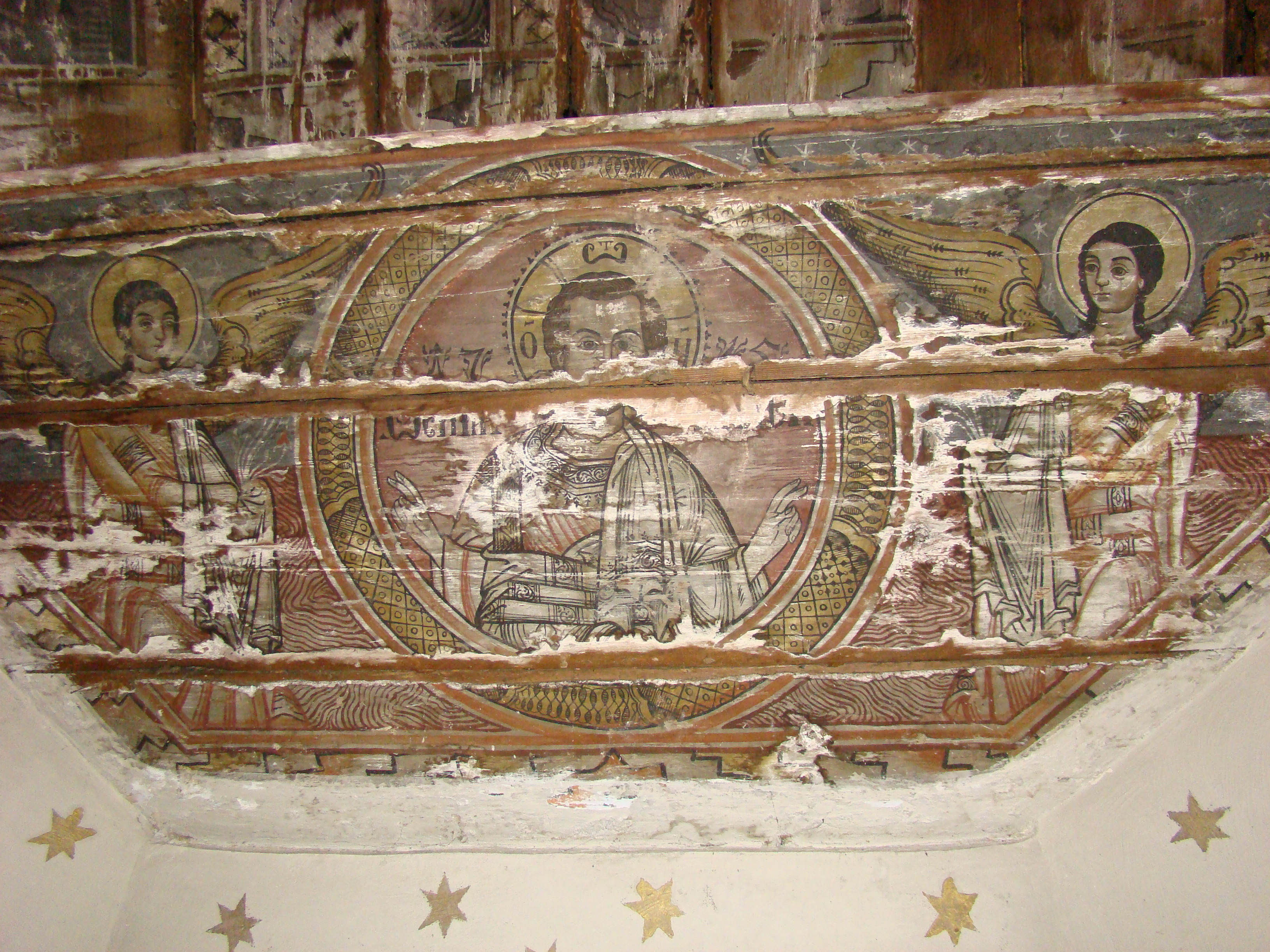
Pictura altarului

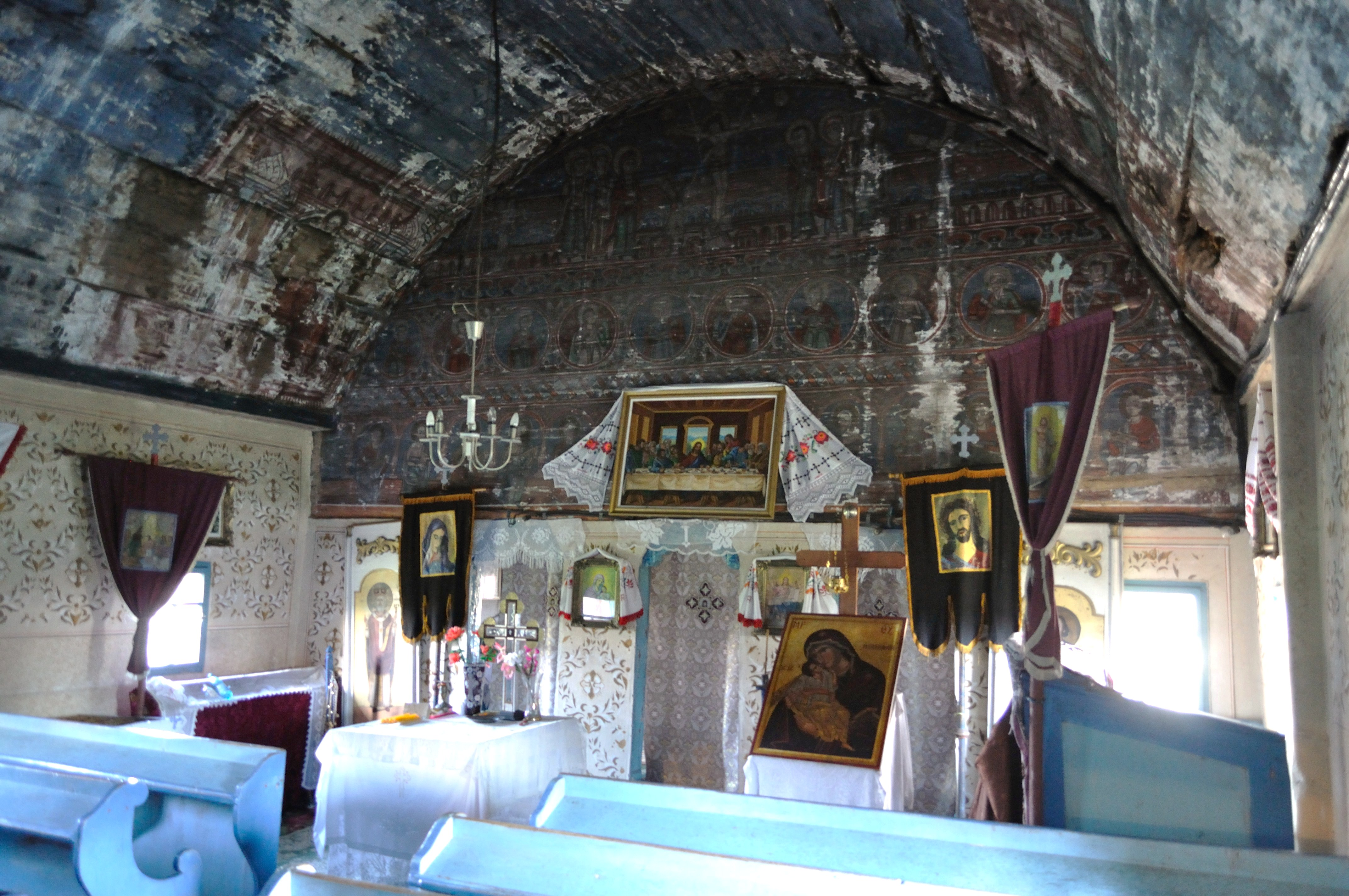
Interiorul navei

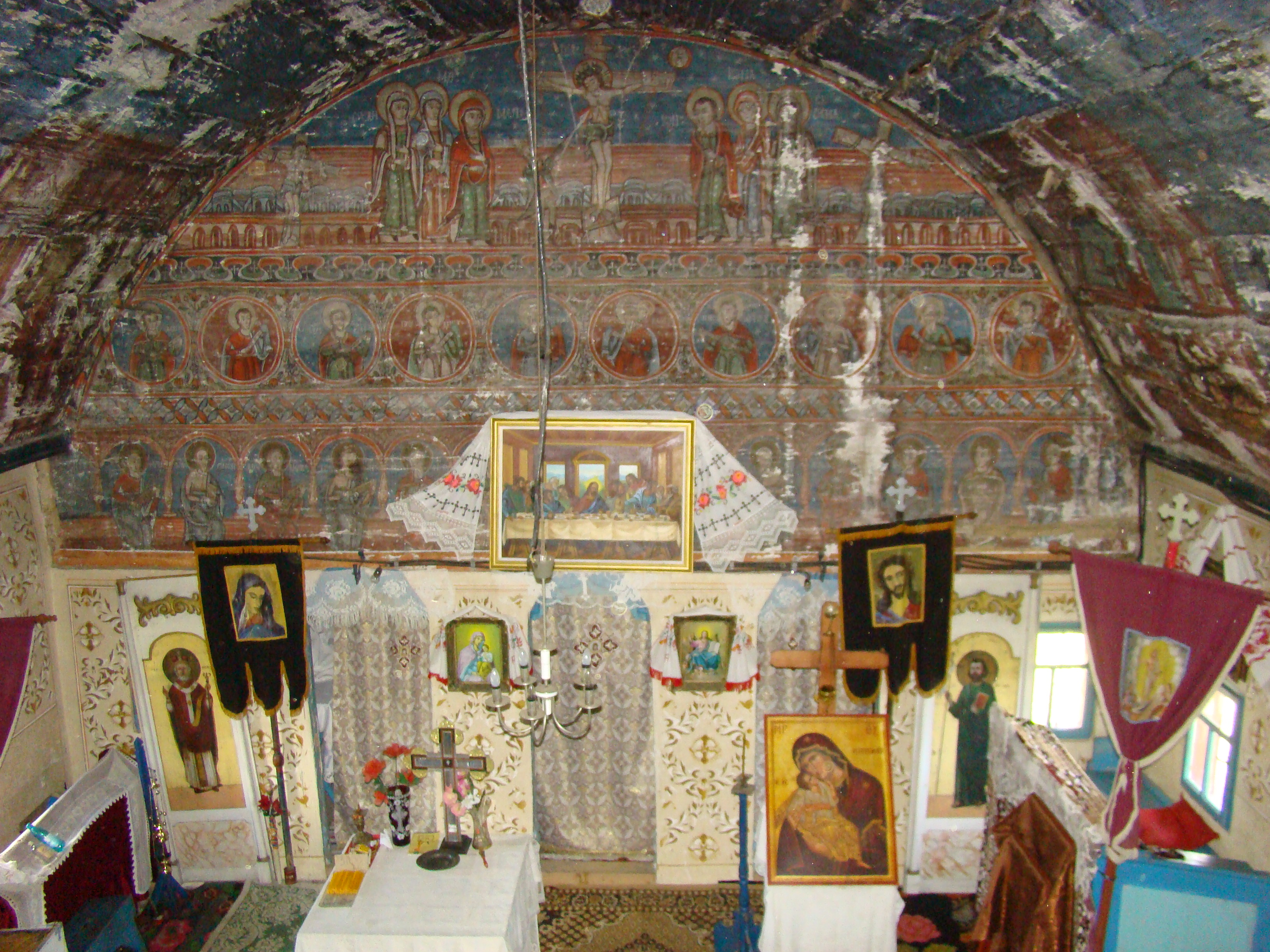
Iconostasul văzut din corul bisericii

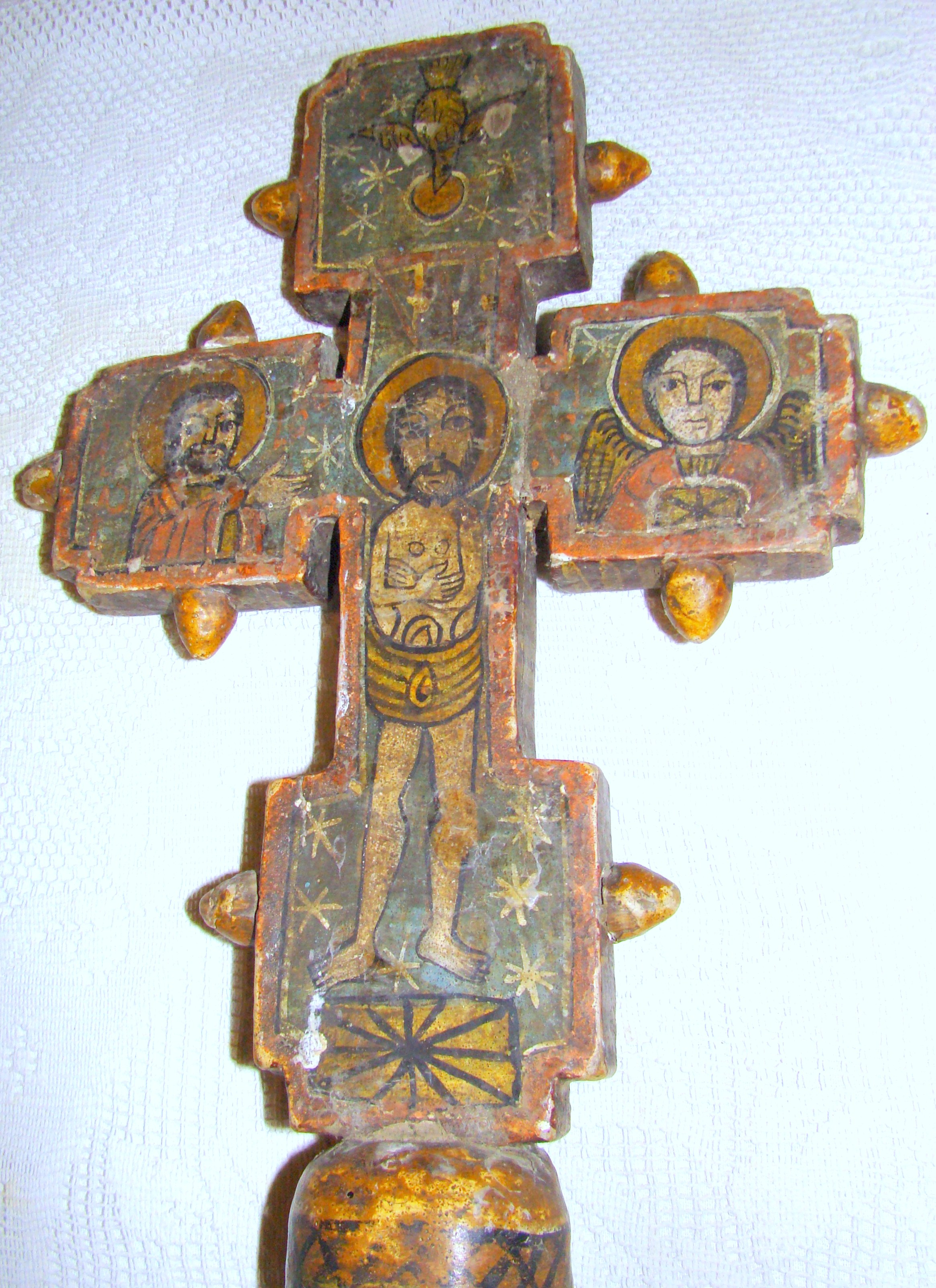
Cruce veche de lemn pictată

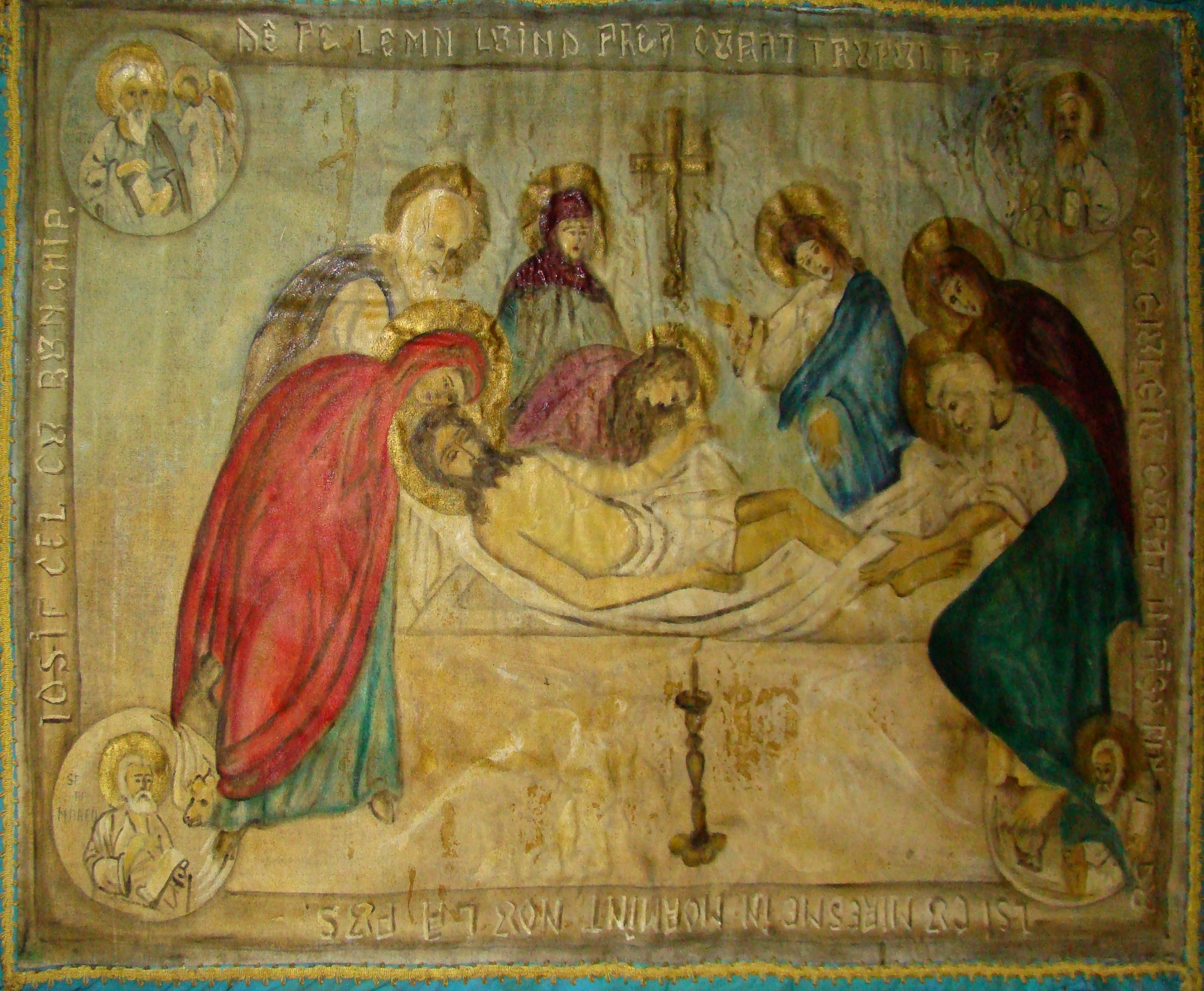
Epitaful

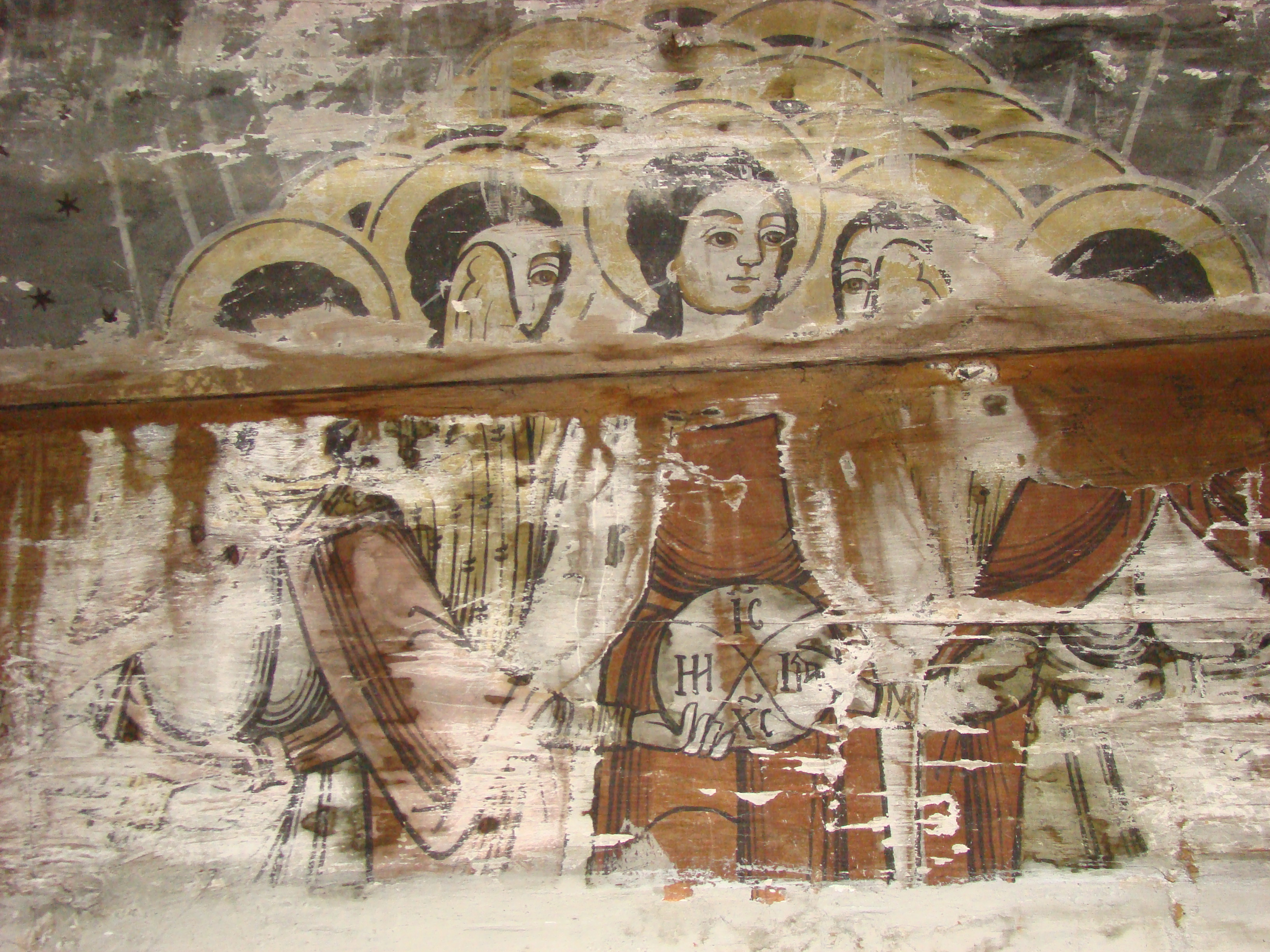
Ceată de îngeri

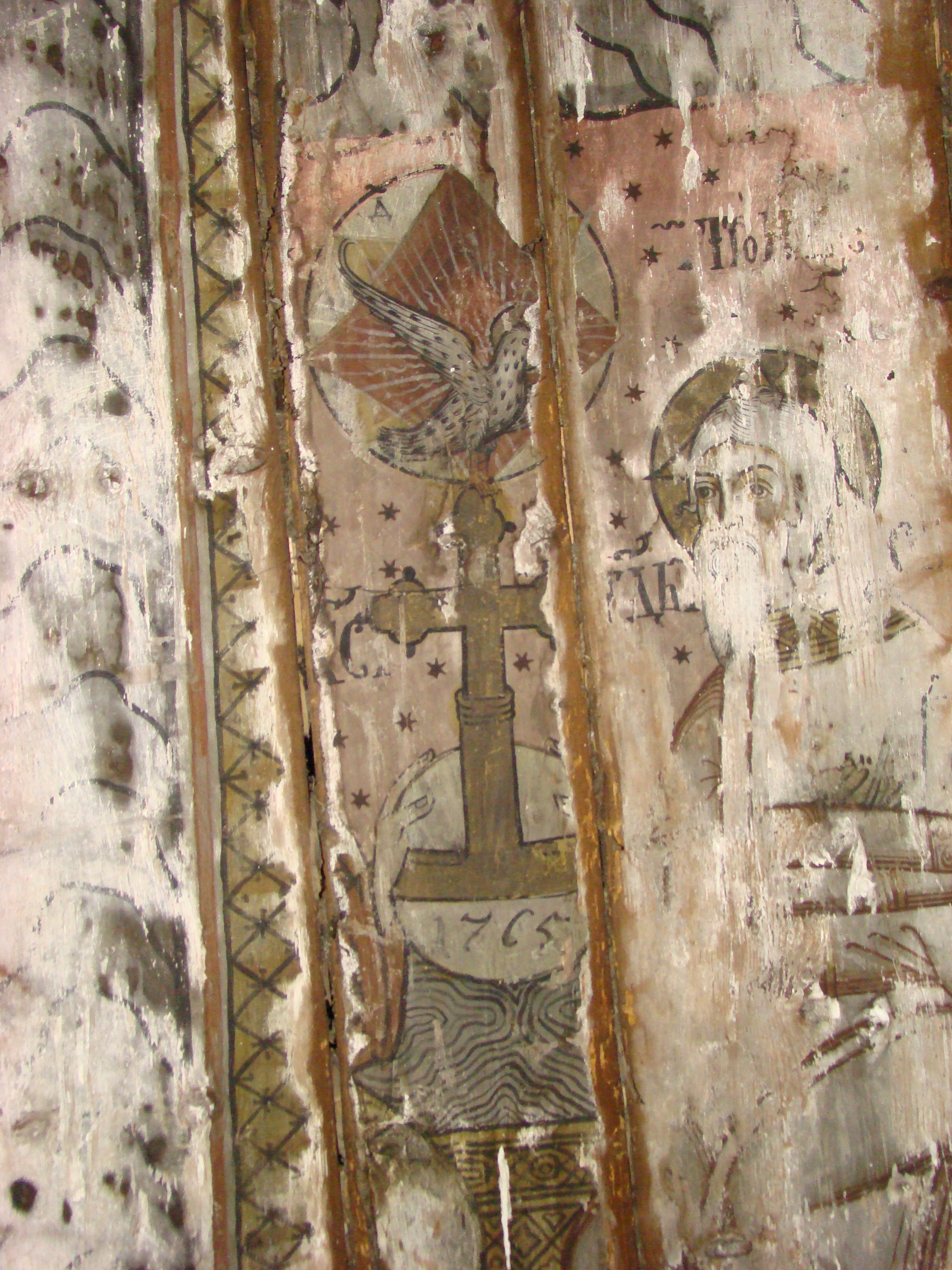
Bolta altarului, inscripția care datează pictura

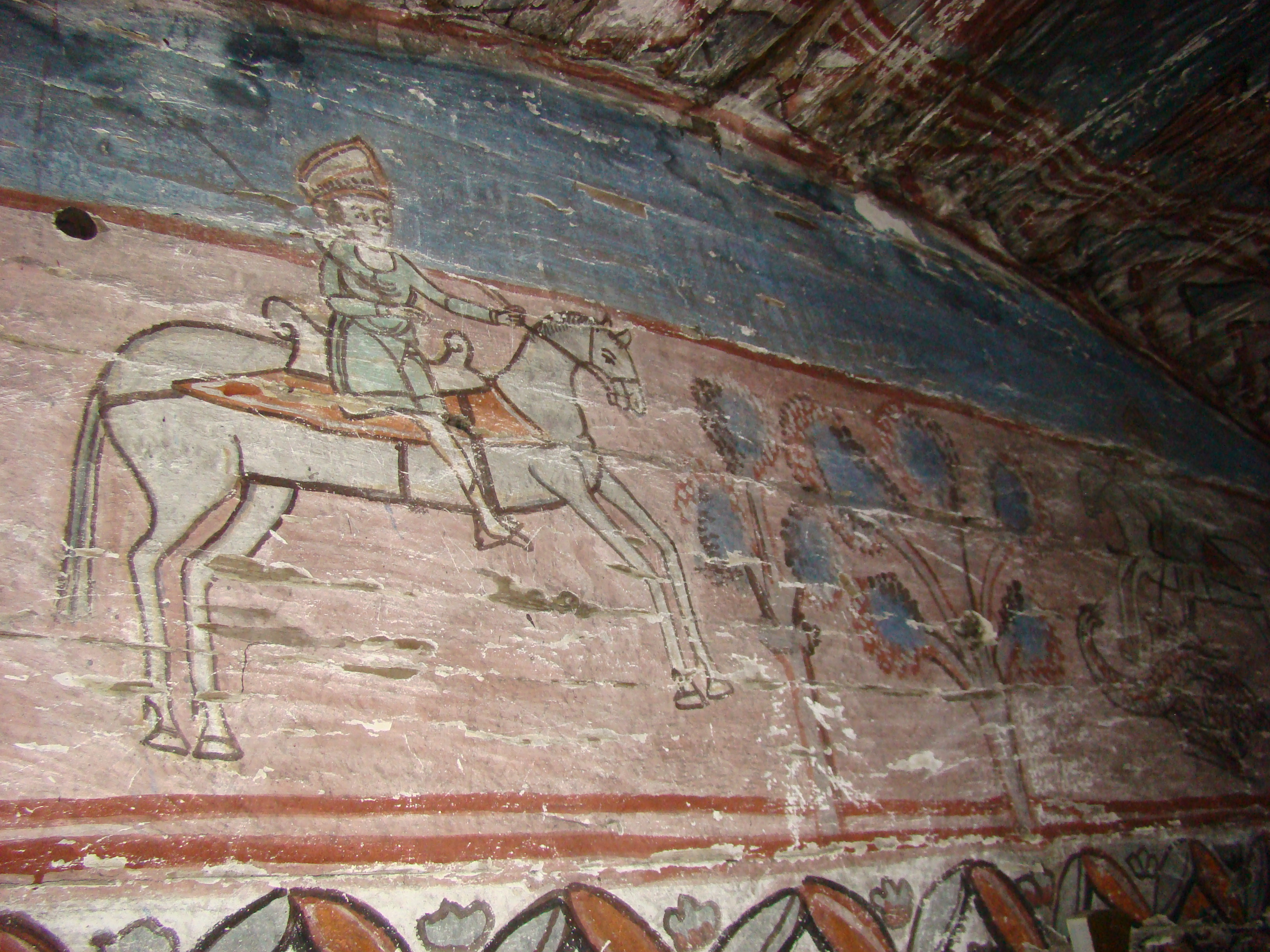
Timpanul de vest al naosului (detaliu)

Biserica de lemn din Bădeni, comuna Moldovenești, județul Cluj, datează din anul 1765. Biserica are hramul „Sfântul Nicolae” și se află pe lista monumentelor istorice din județul Cluj sub codul LMI:  CJ-II-m-B-07522.

## Istoric
La 7 km după ieșirea din municipiul Turda, spre Alba Iulia, se ramifică șoseaua spre satul Bădeni, localitate așezată pe afluentul cu același nume al Arieșului. Descoperiri arheologice importante permit atestarea unor forme de viețuire încă din epoca bronzului.
Biserica de lemn „Sfântul Nicolae”, monument de arhitectură, se află în partea de nord a așezării. Biserica este clădită din bârne de brad, pe o temelie de piatră, Edificiul a fost înălțat spre mijlocul secolului al XVIII-lea. Planimetria este cea comună zonei: absida altarului pentagonală decroșată, naos și pronaos rectangular, turnul ridicat peste pronaos. Intrarea se face pe latura sudică în naos. Pronaosul este tăvănit,iar naosul și parțial absida altarului sunt acoperite cu câte o boltă semicilindrică din scândură. Cafasul a fost adăugat în 1871.
Edificiul a suferit o serie de transformări exterioare, cum ar fi închiderea galeriei turnului, înlocuirea învelitorii cu tablă, tencuiala exterioară.
În absidă se păstrează fragmentar pictura murală datată pe boltă cu cifre arabe în 1765, realizată de un artist talentat, având un desen sigur și viguros. Pictura tâmplei aparține unui alt pictor din a doua jumătate a veacului al XVIII-lea, care mai păstrează în stilul său unele elemente de tradiție brâncovenească. Naosul conservă o parte din pictura murală, în special pe bolta cilindrică. Mai multe icoane pictate pe sticlă provin din centrul de pictură de la Nicula. 
Biserica necesită reparații și lucrări de consolidare urgente.

## Imagini din exterior

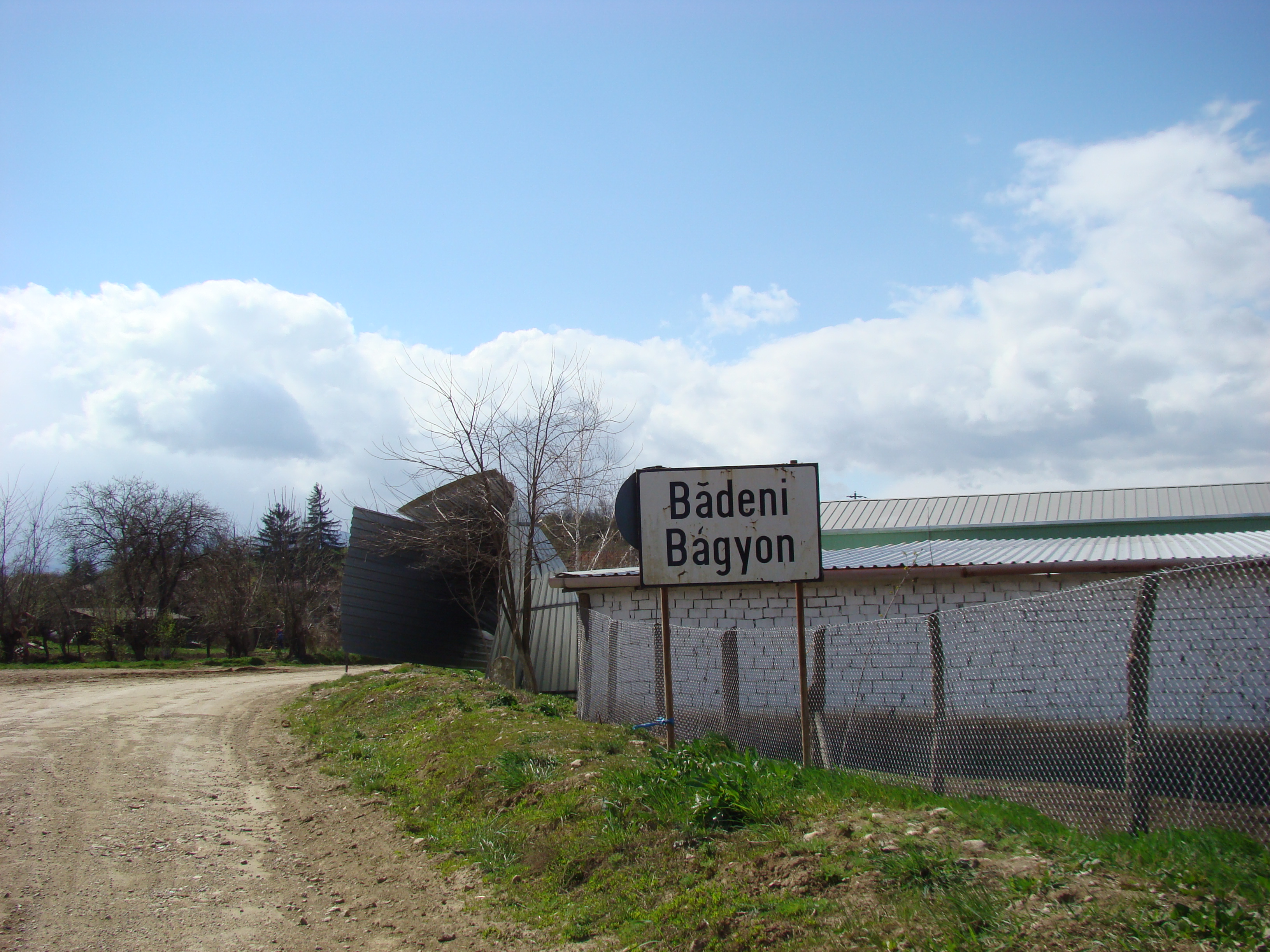
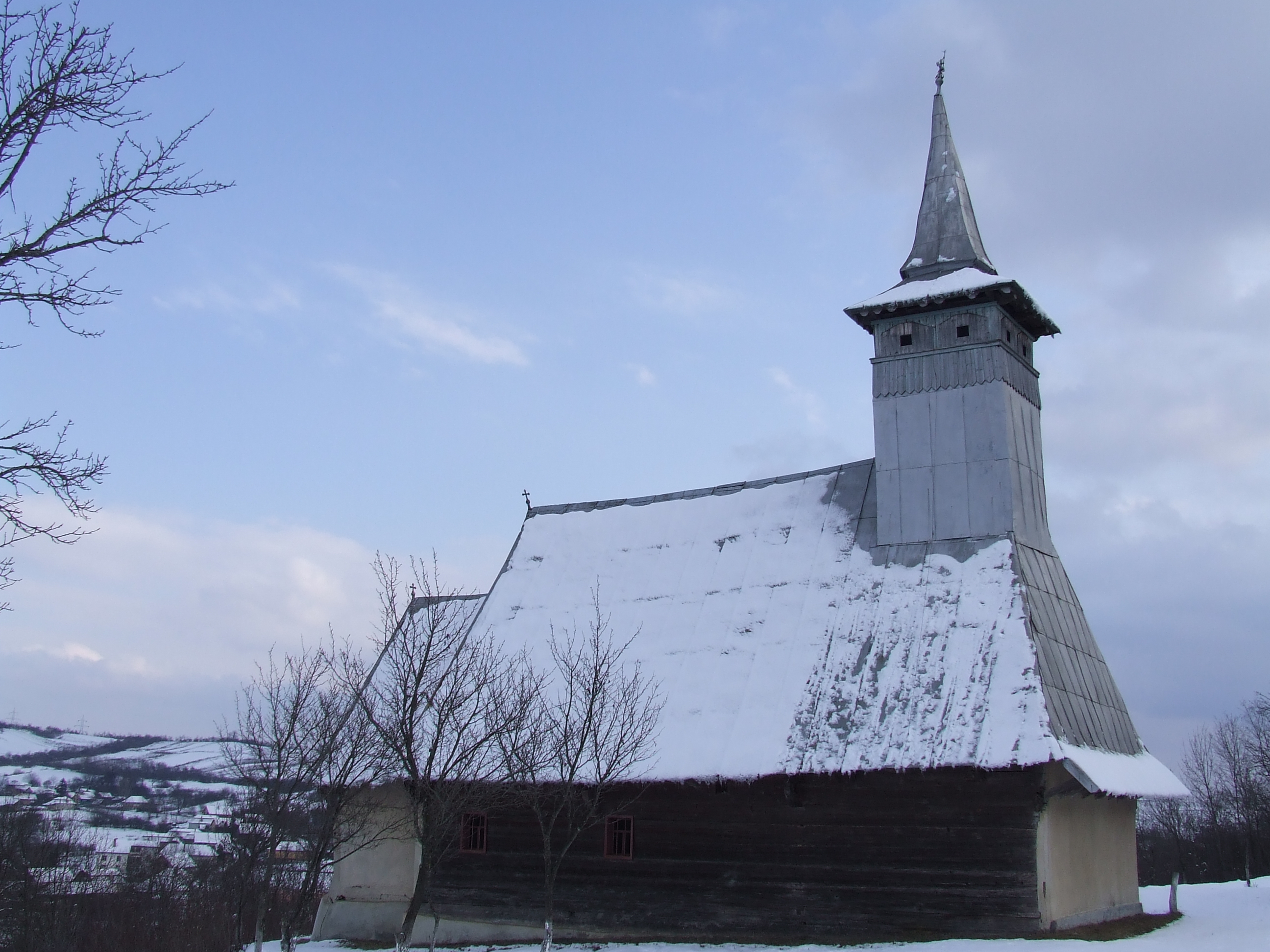
Biserica (nord)
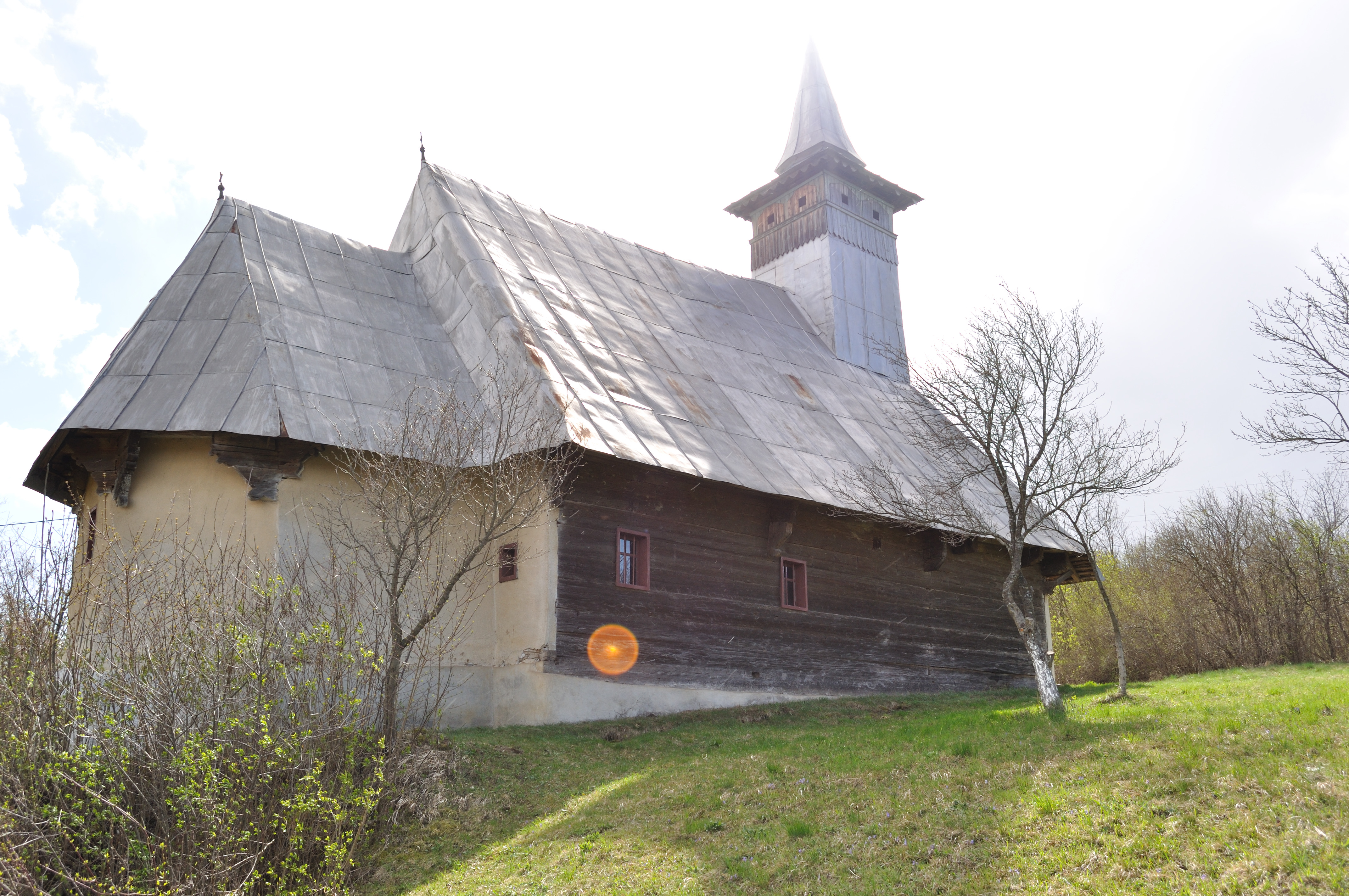
Biserica (nord-est)
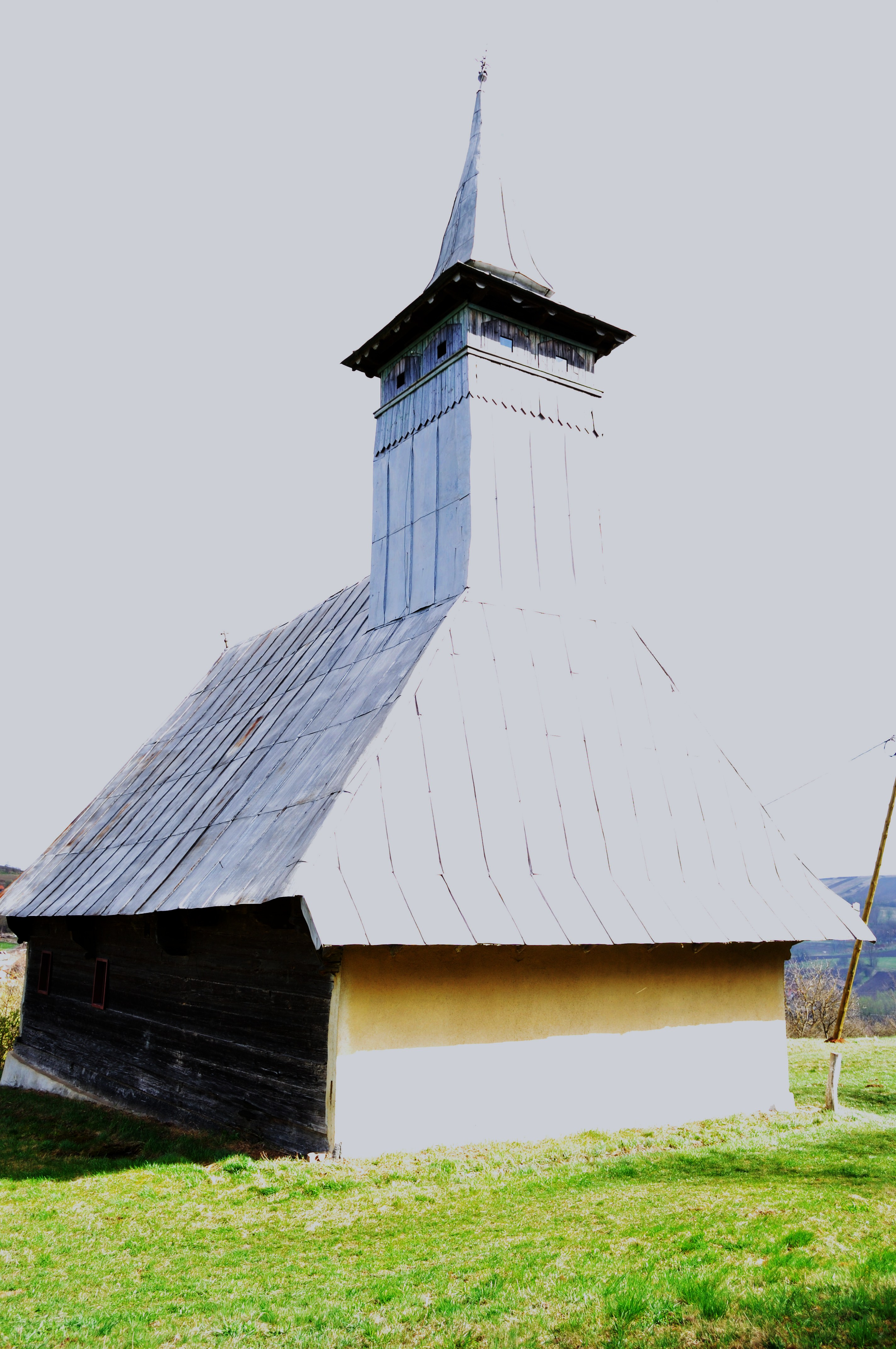
Biserica (nord-vest)
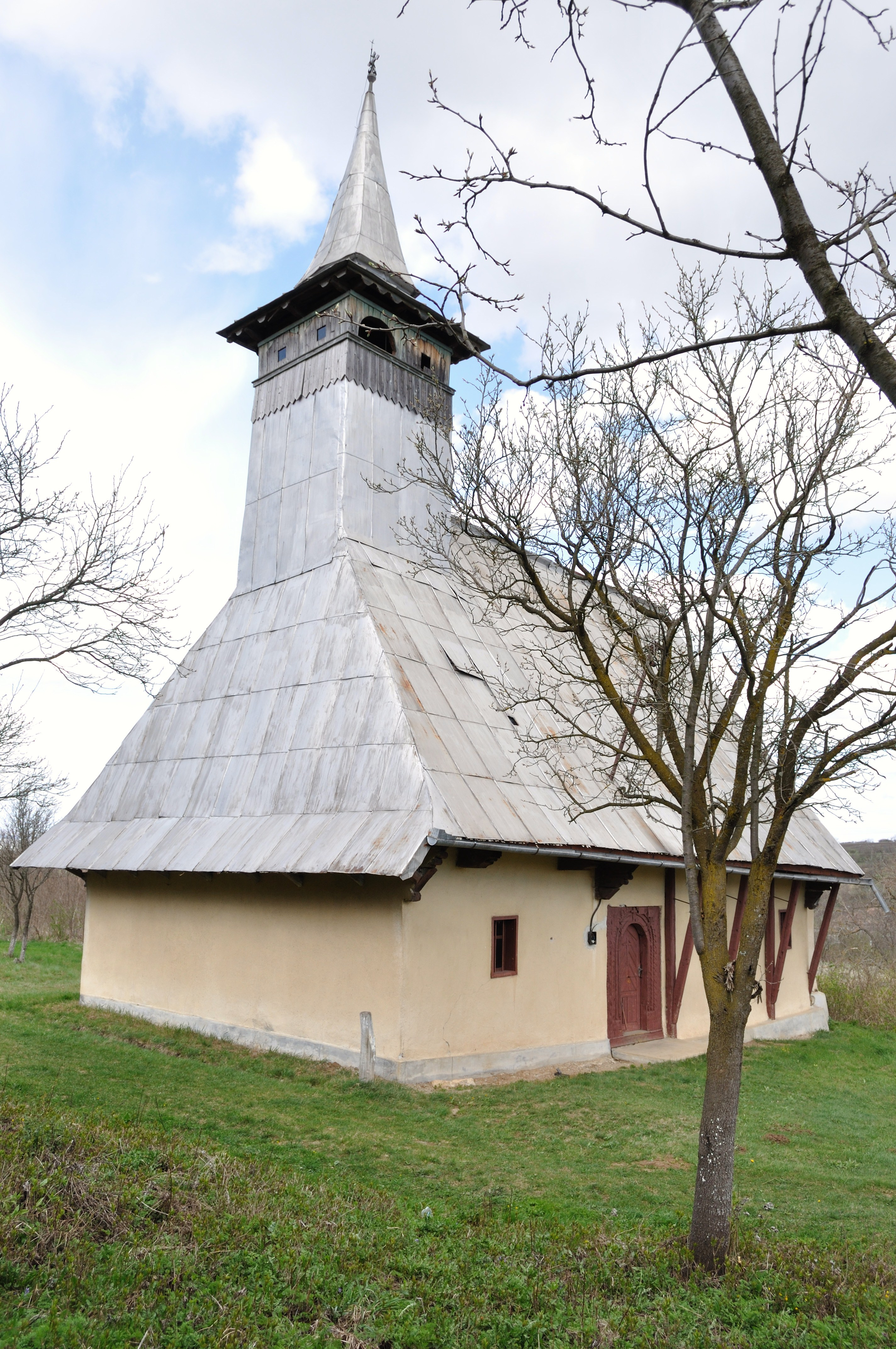
Biserica (sud-vest)
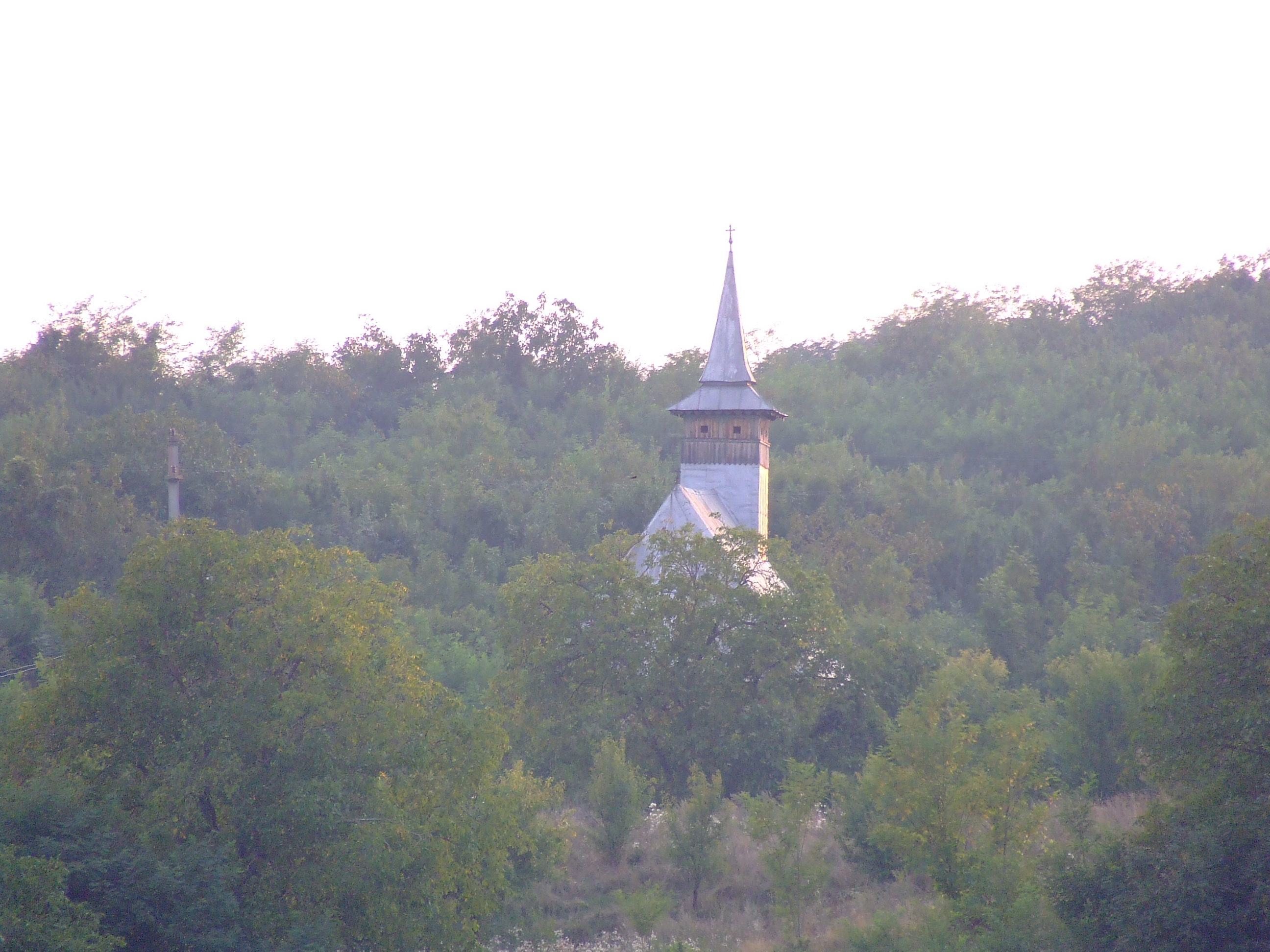
Biserica de lemn văzută din partea opusă a satului
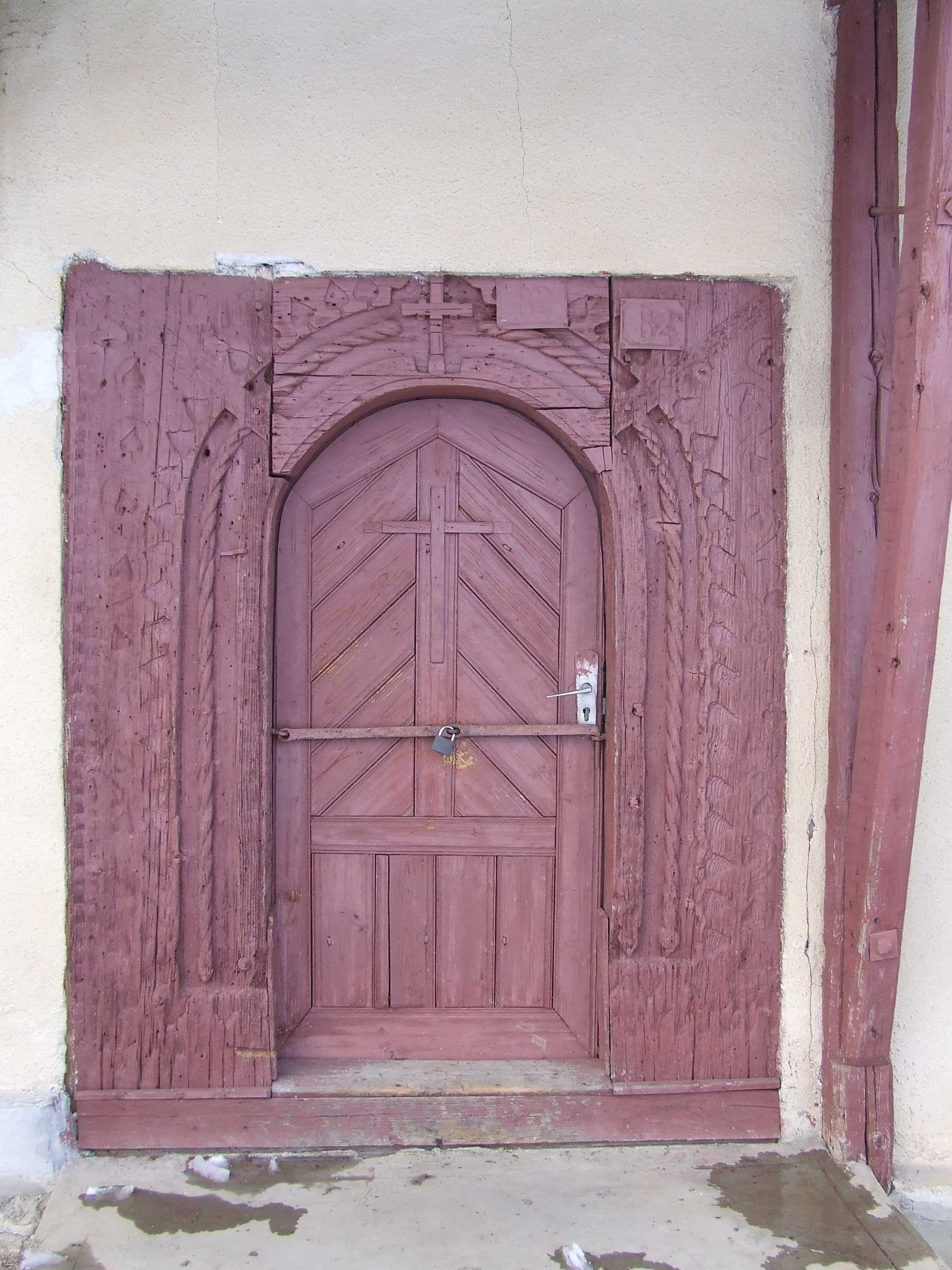
Portalul bisericii
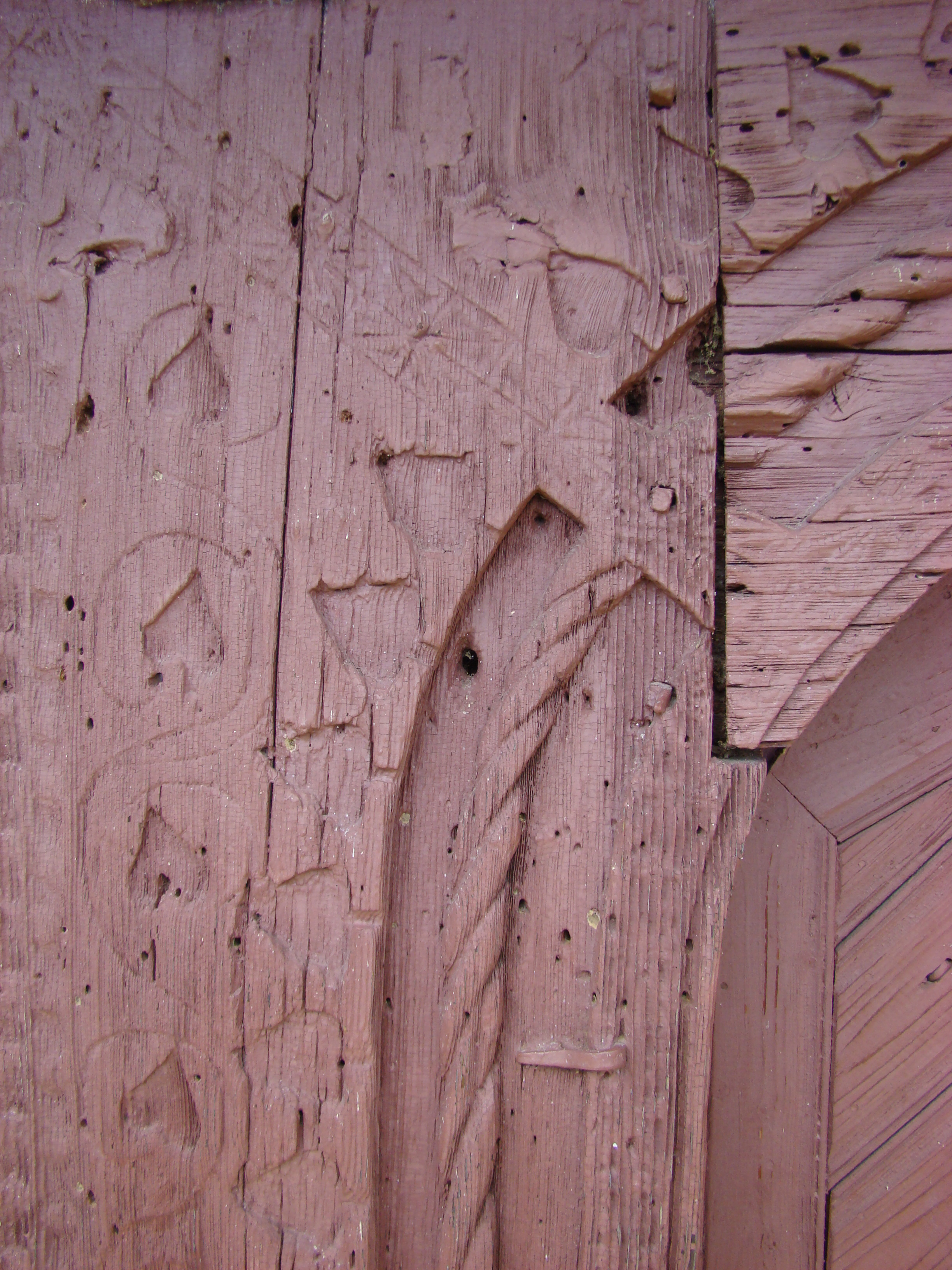
Portalul bisericii (detaliu)
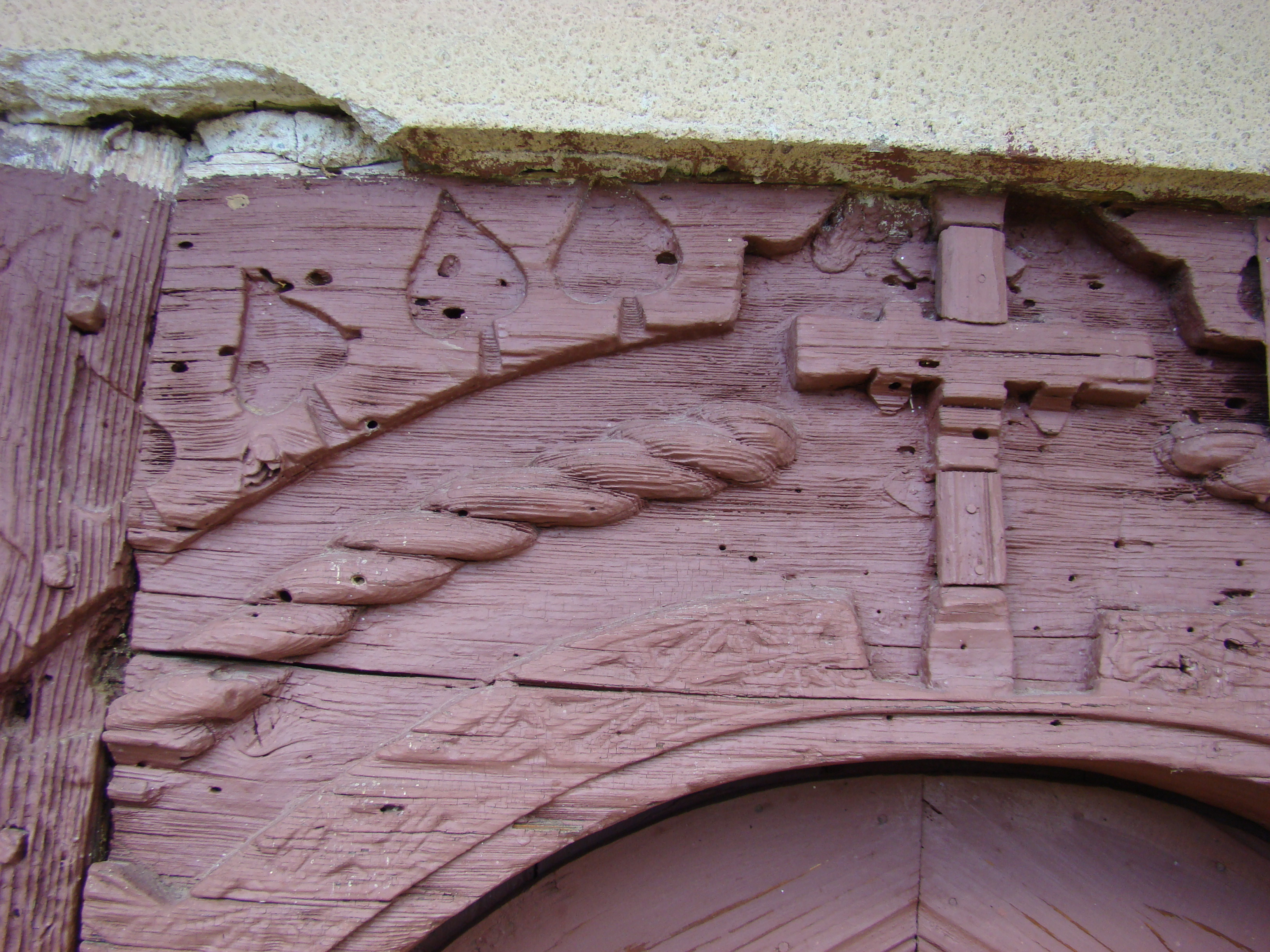
Portalul bisericii (detaliu)
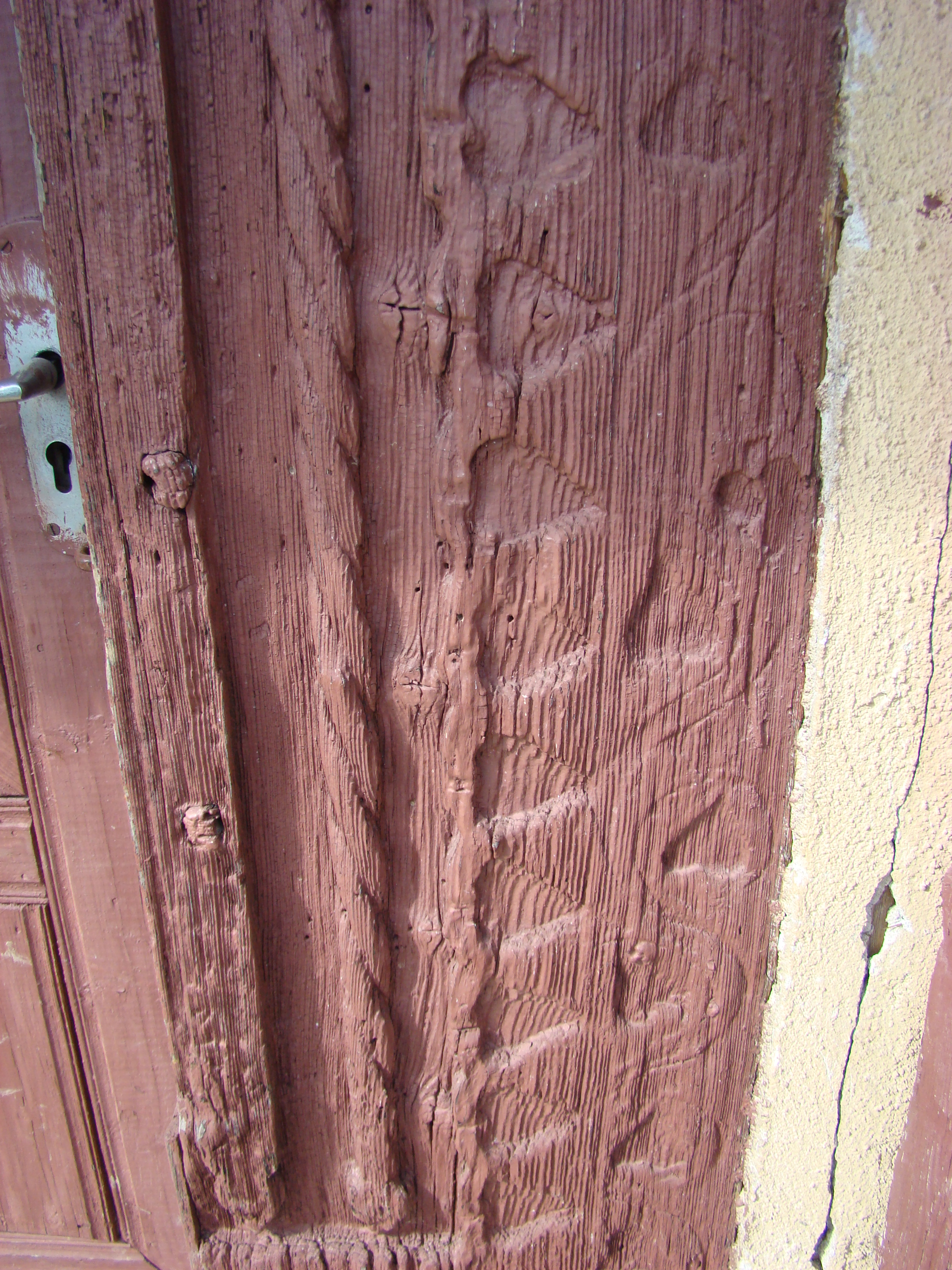
Portalul bisericii (detaliu)
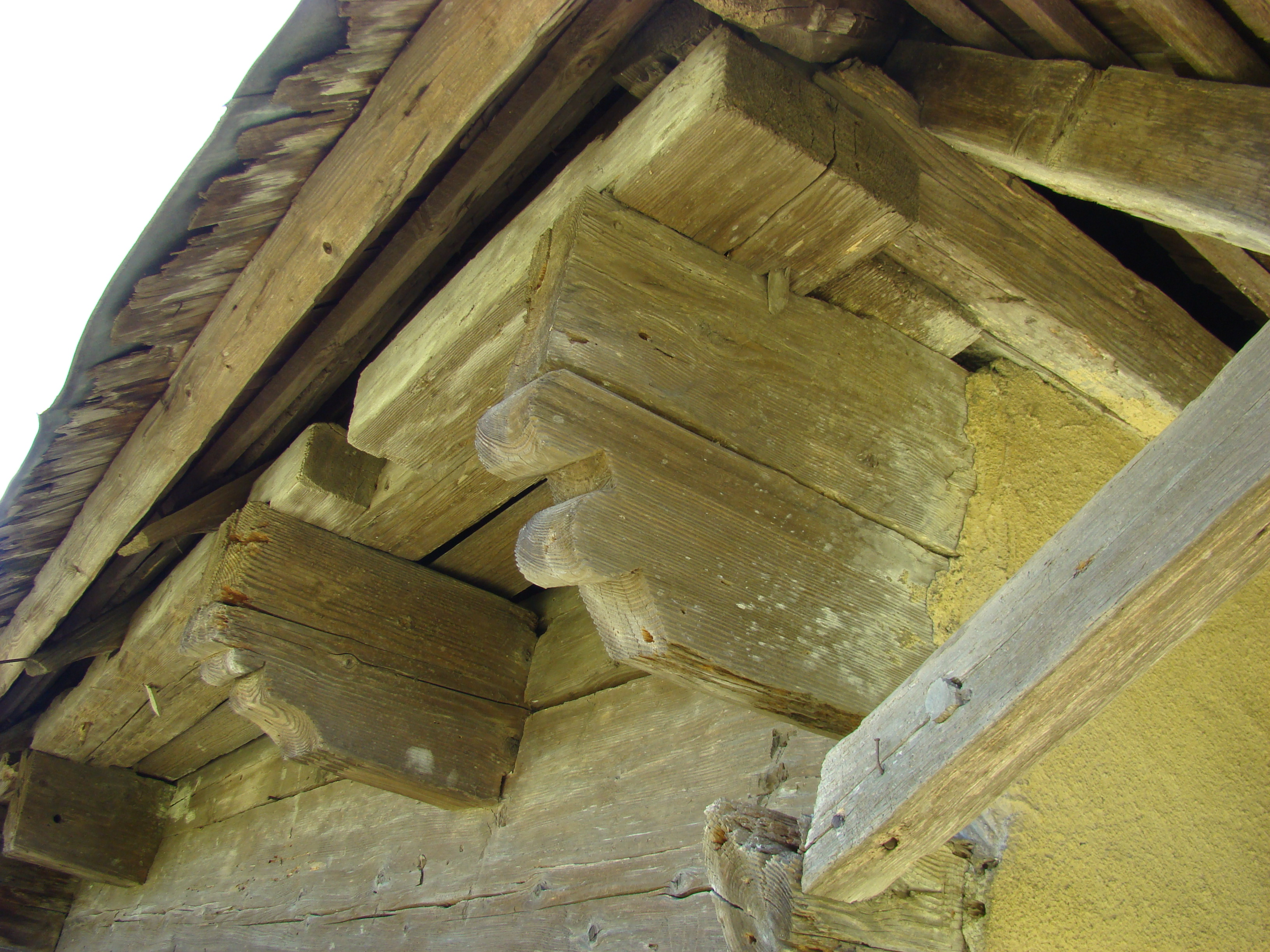
Console
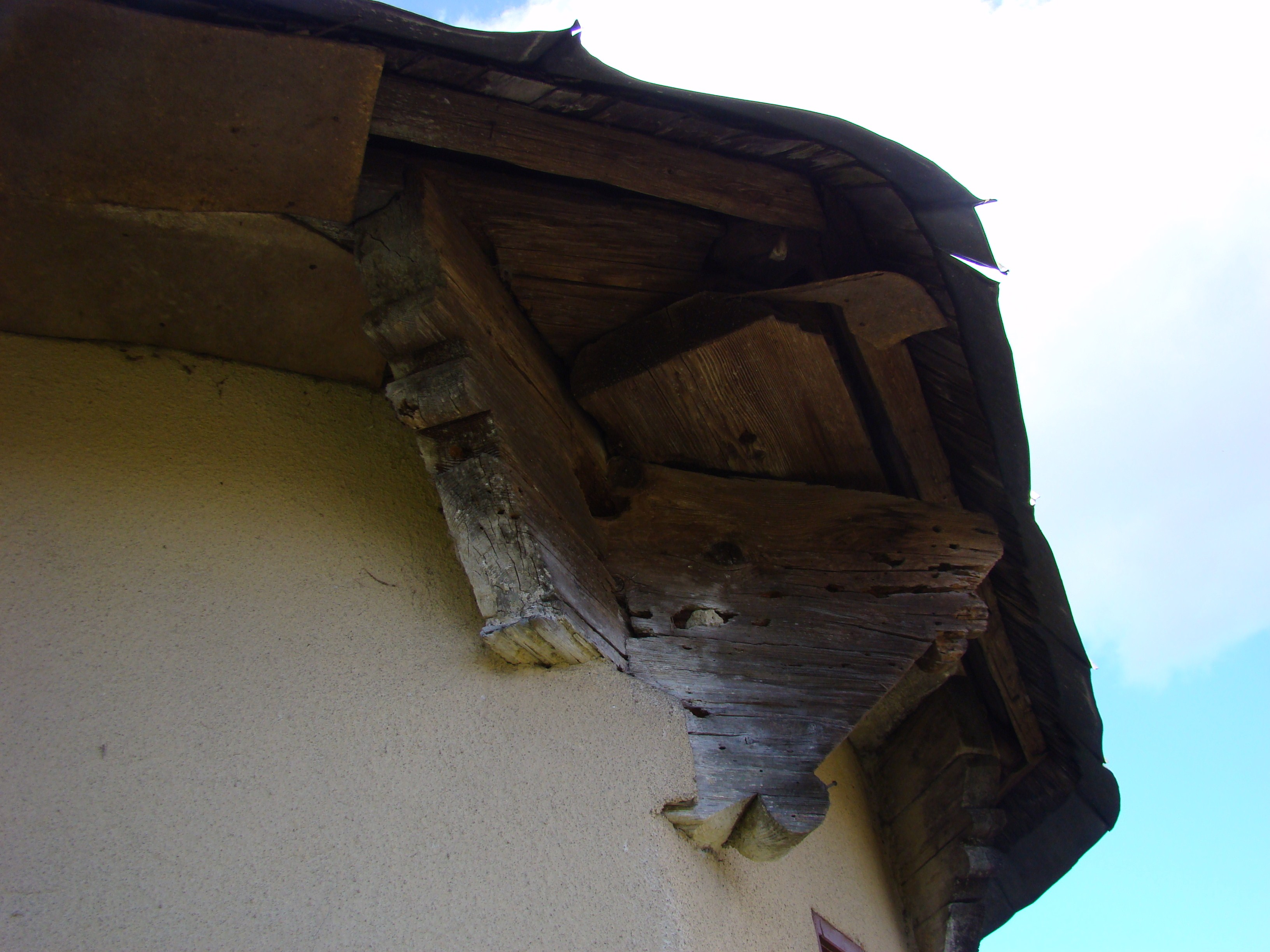
Console
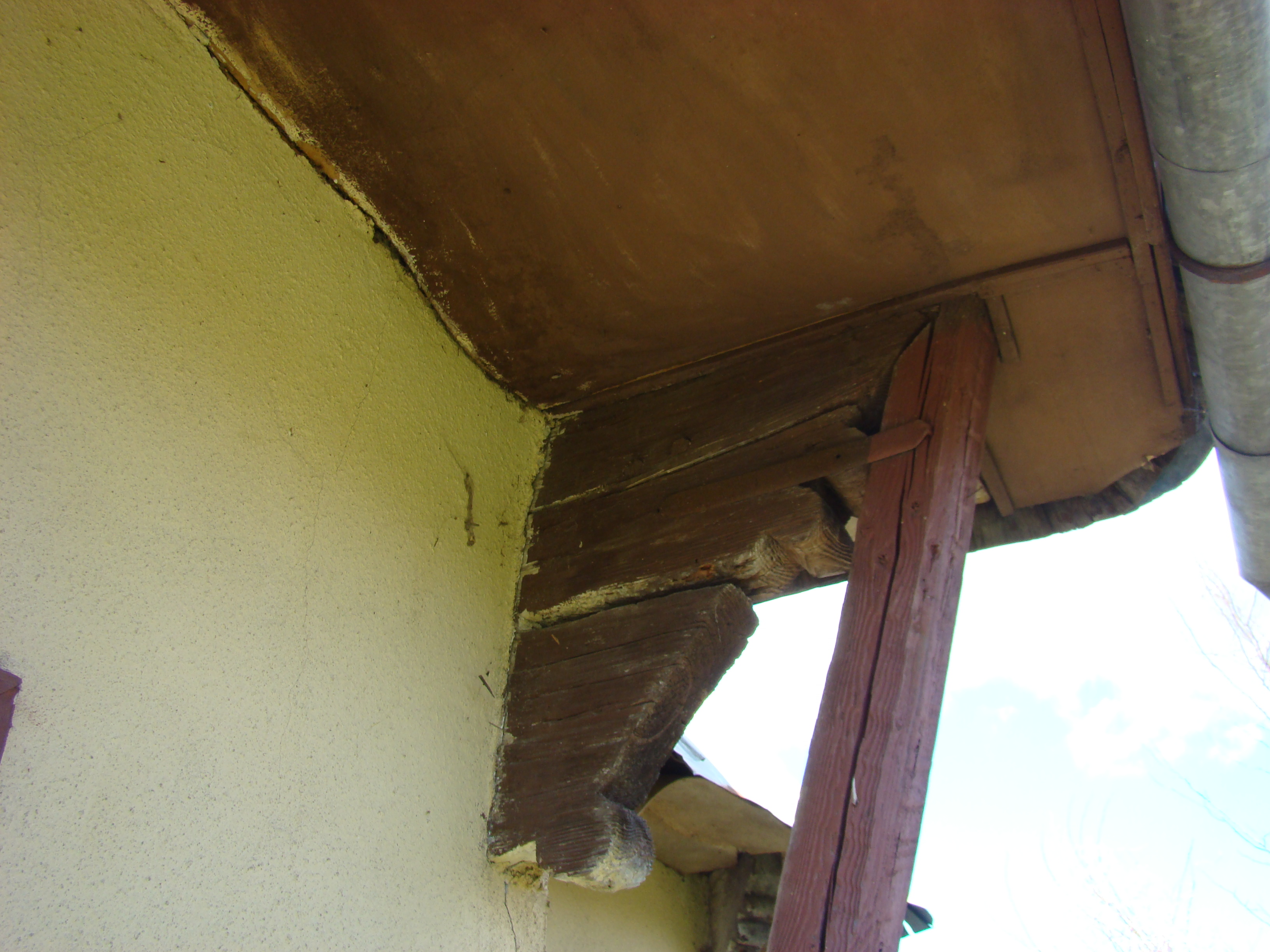
Console
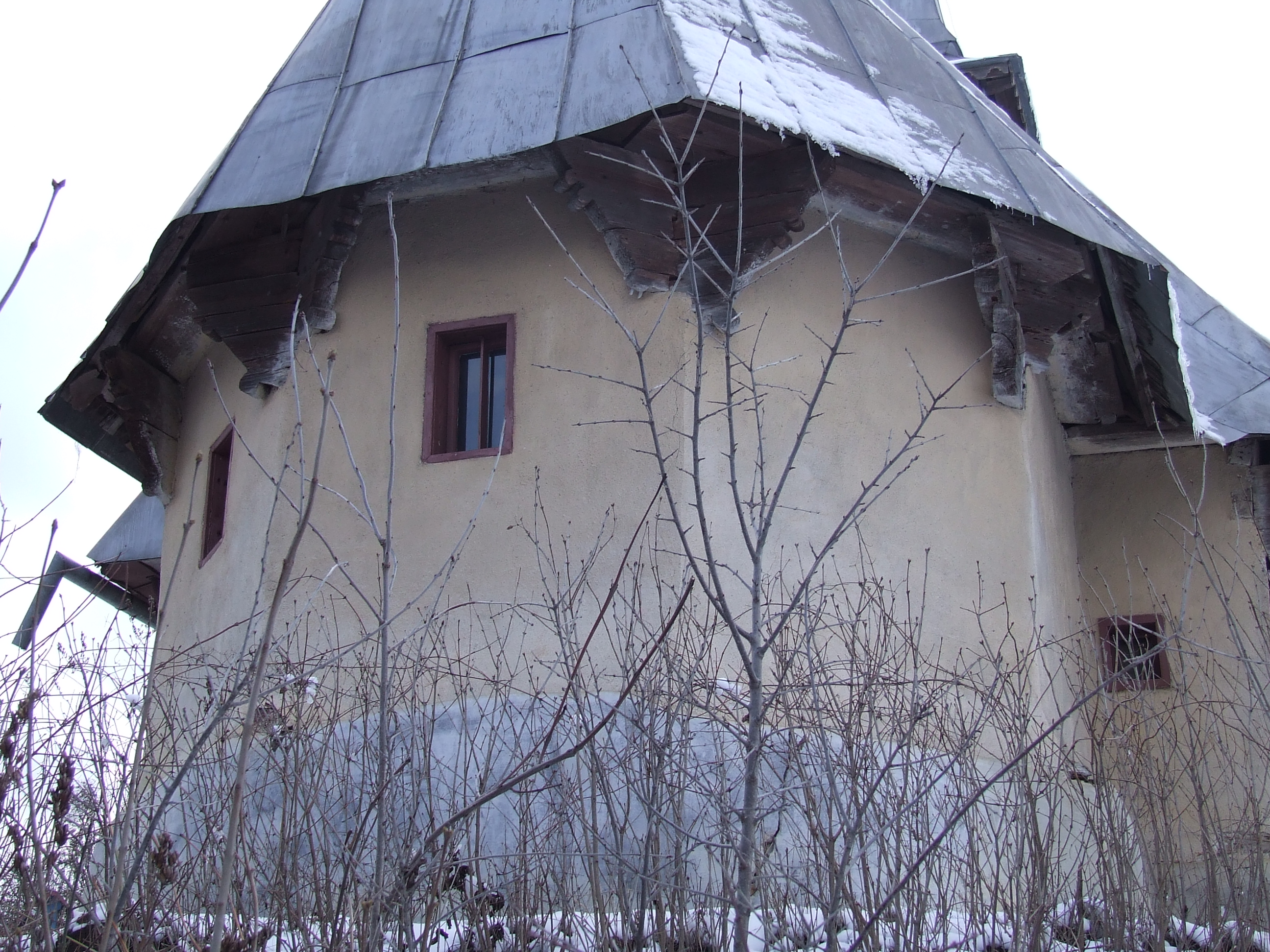
Absida altarului
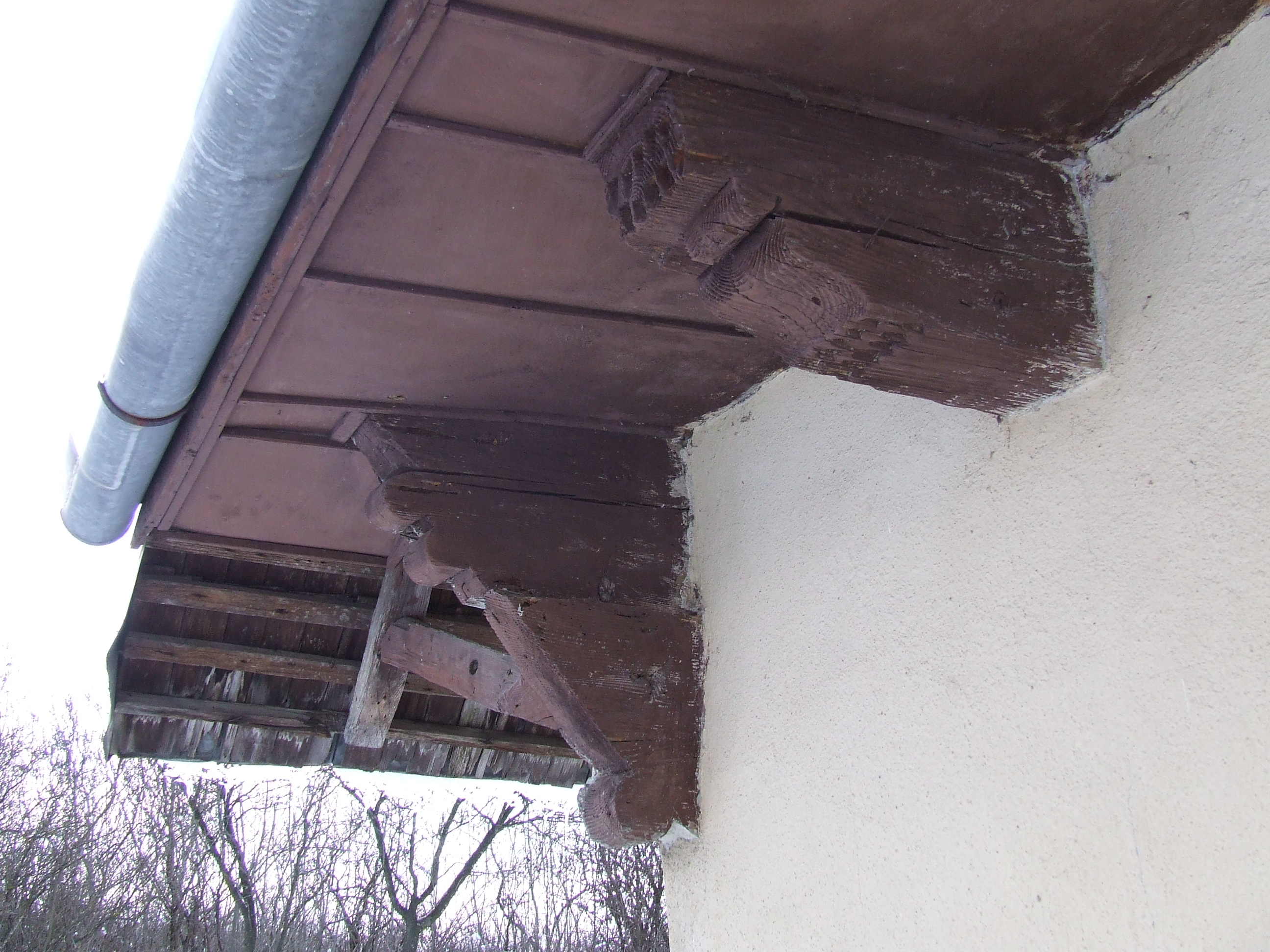
Console
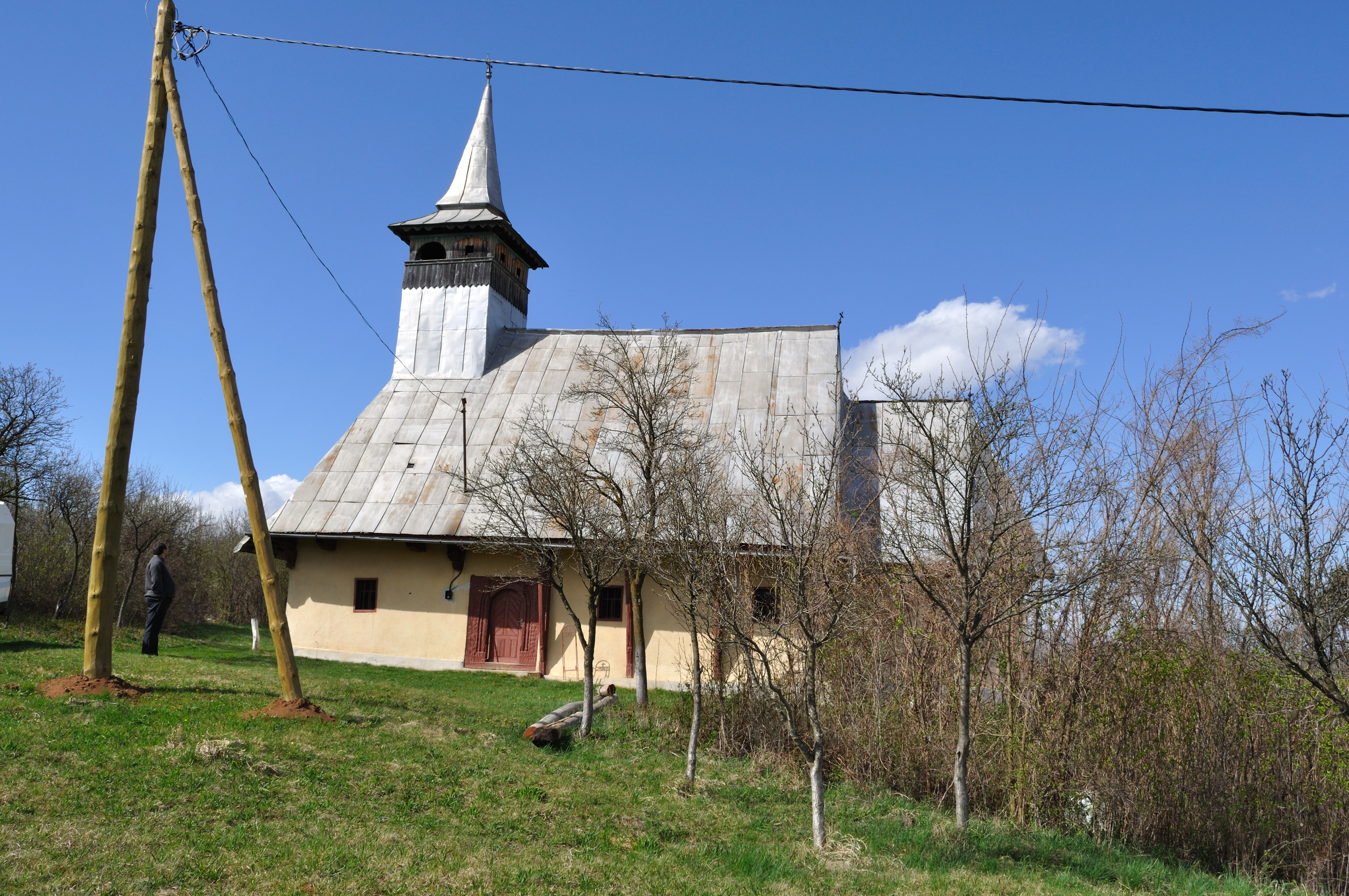
Biserica (sud)
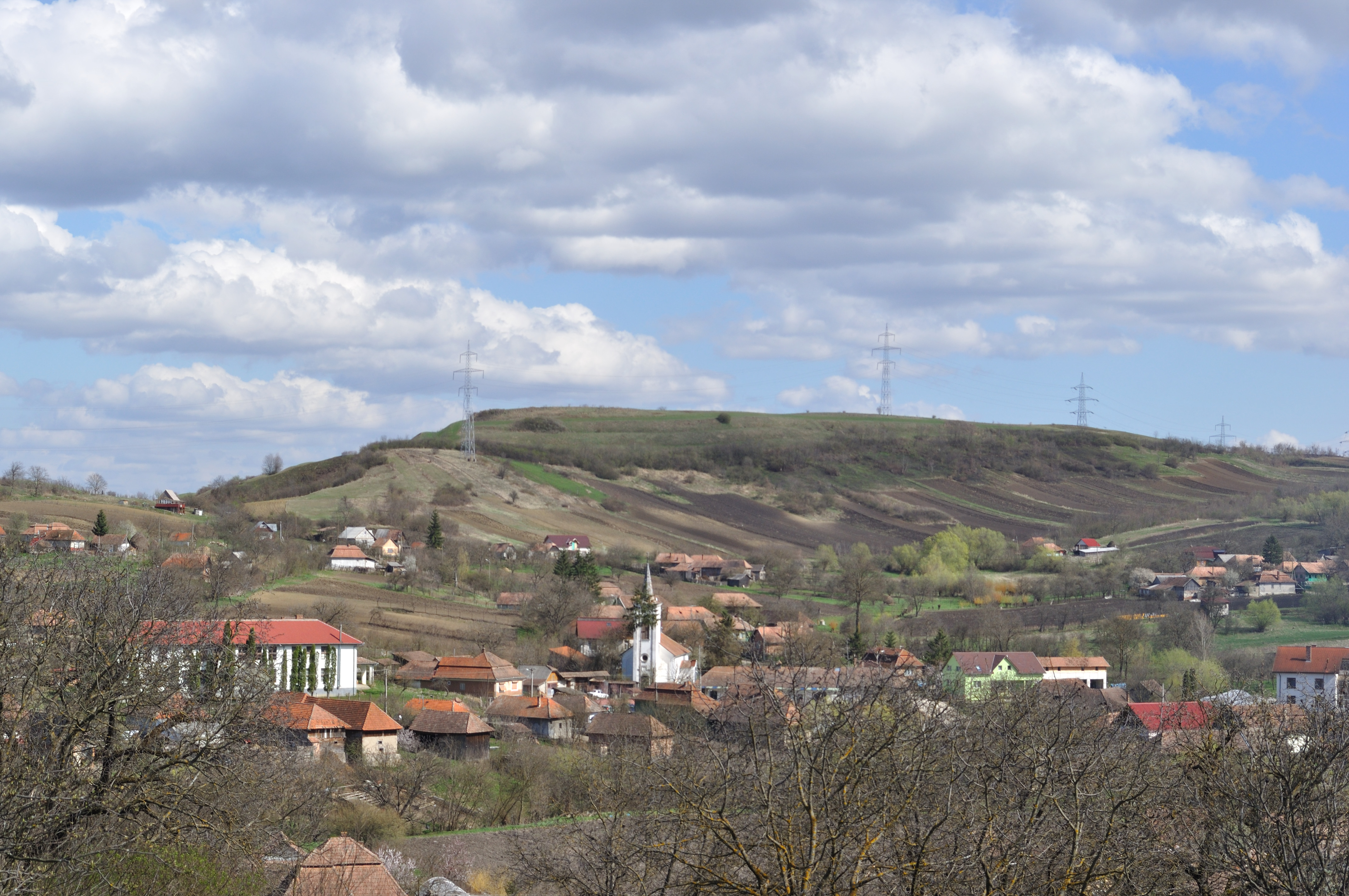
Împrejurimi

## Imagini din interior

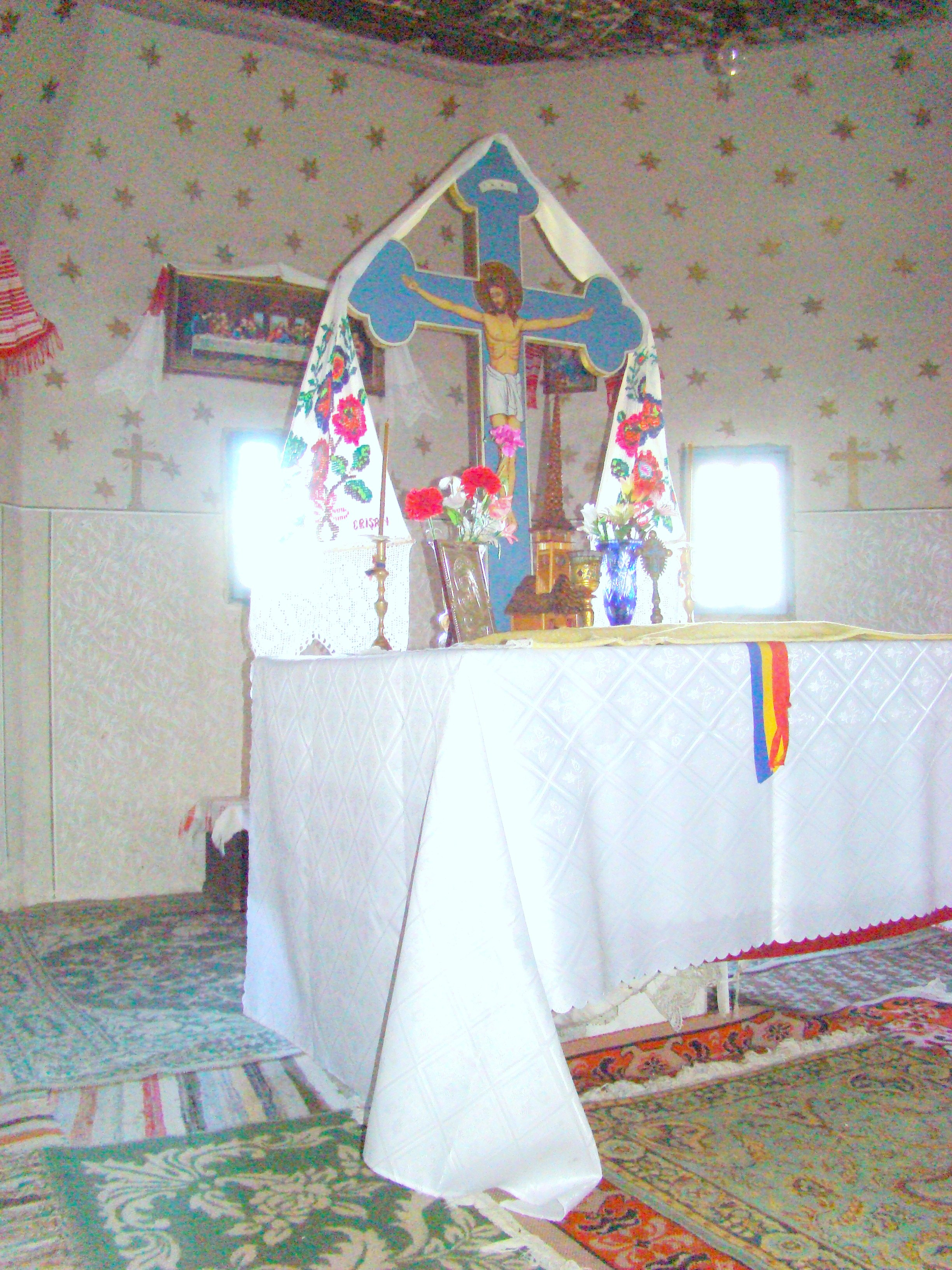
Masa altarului
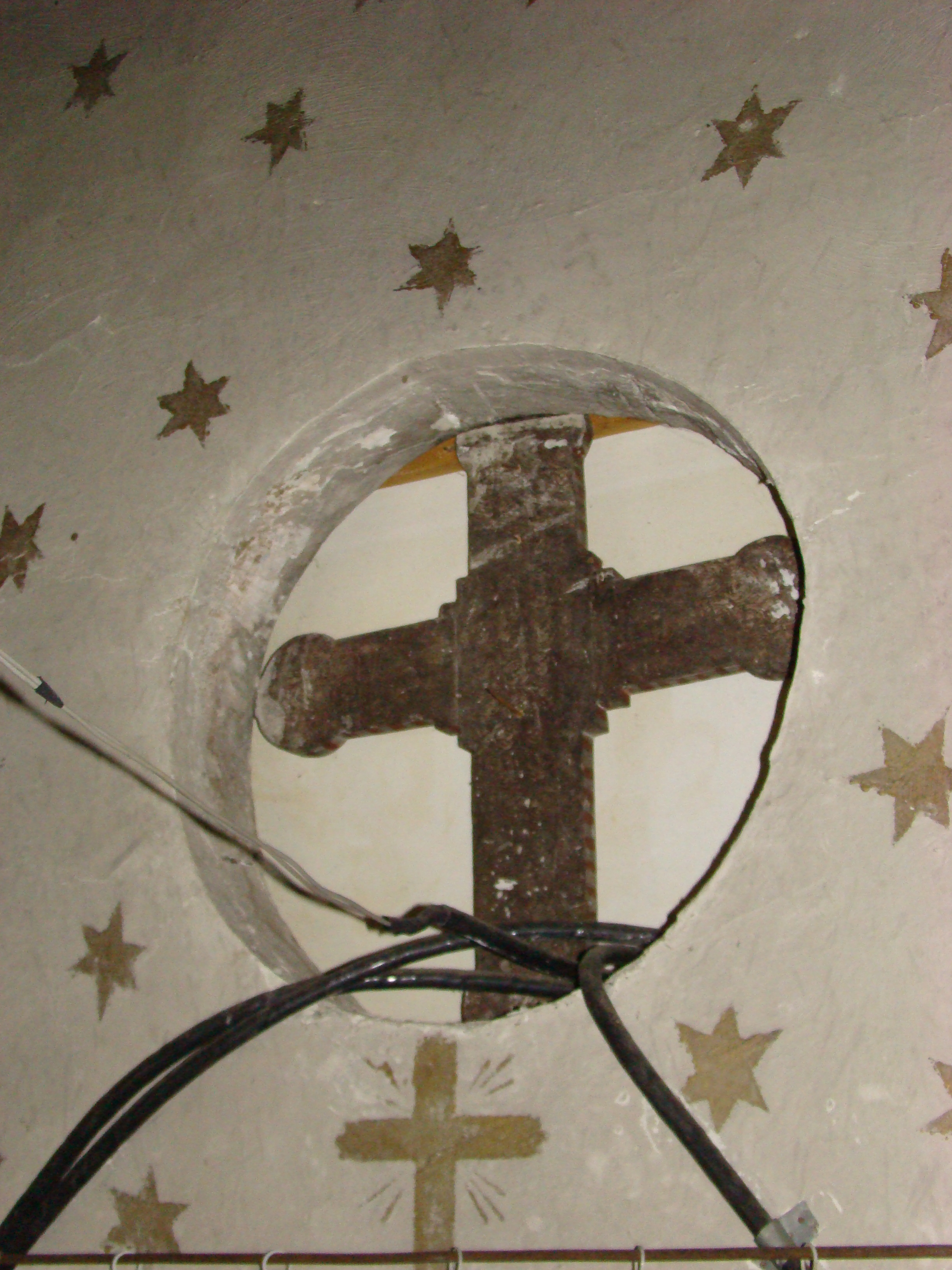
Cruce în altar
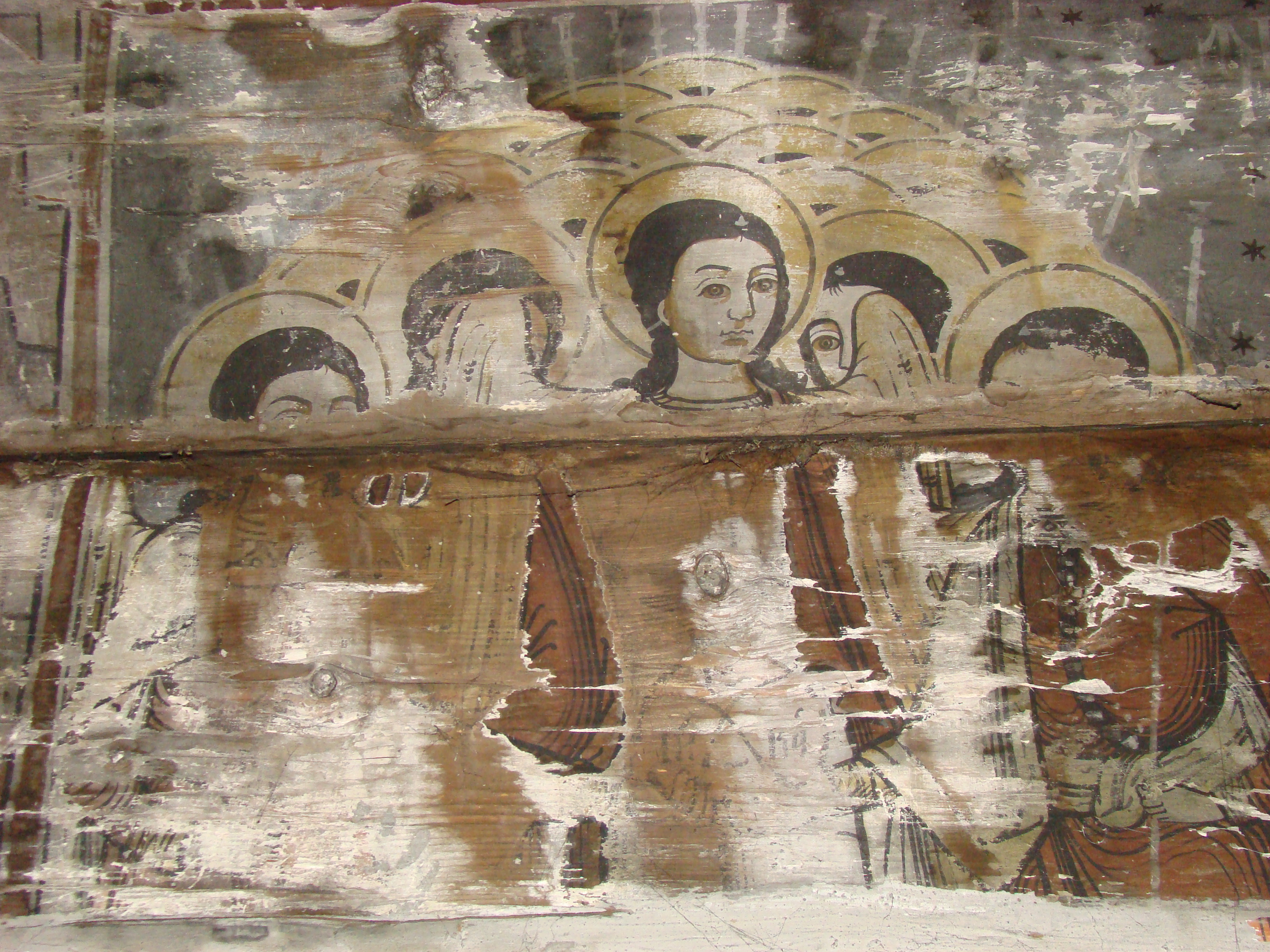
Ceată îngerească
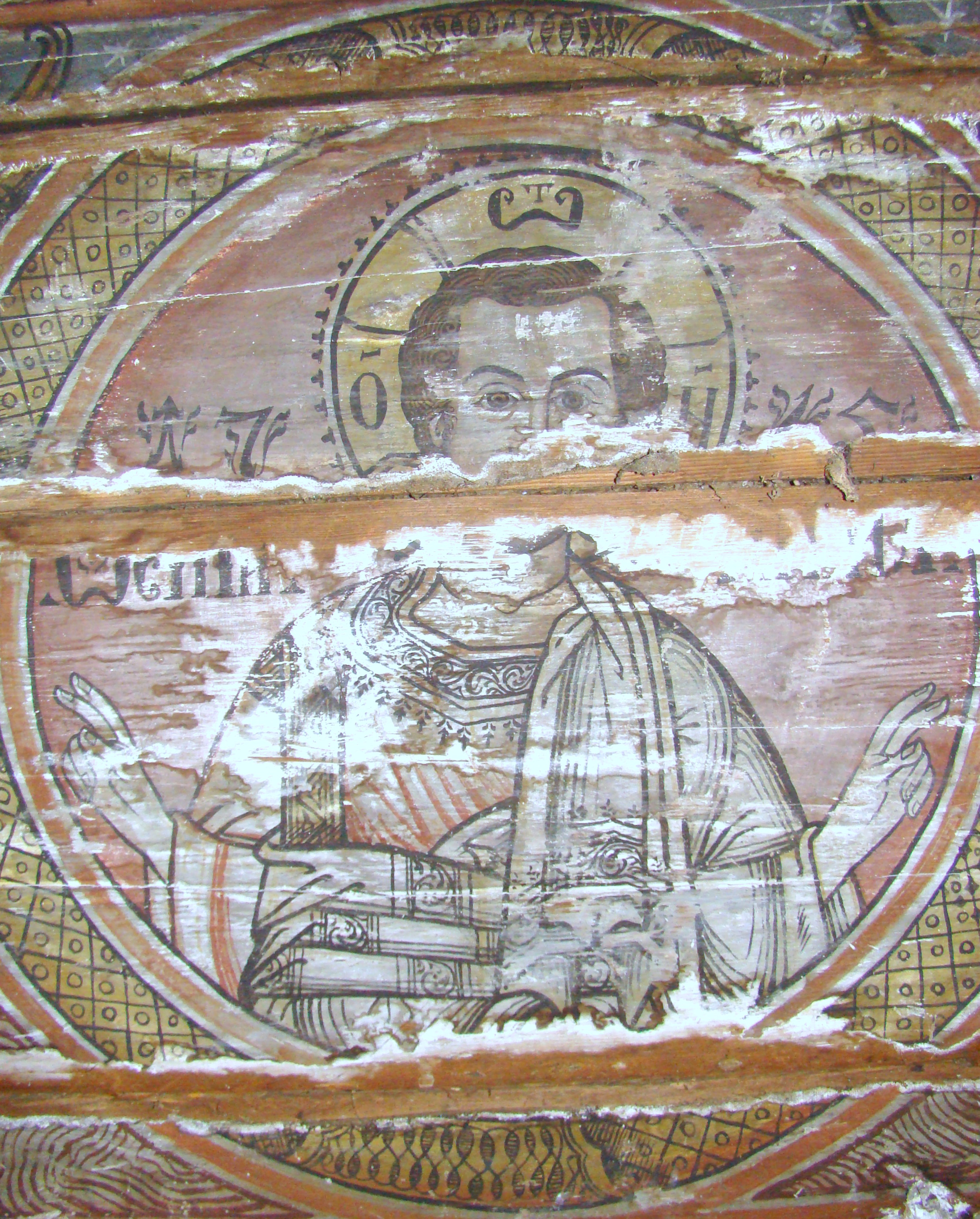
Pictura altarului (detaliu)
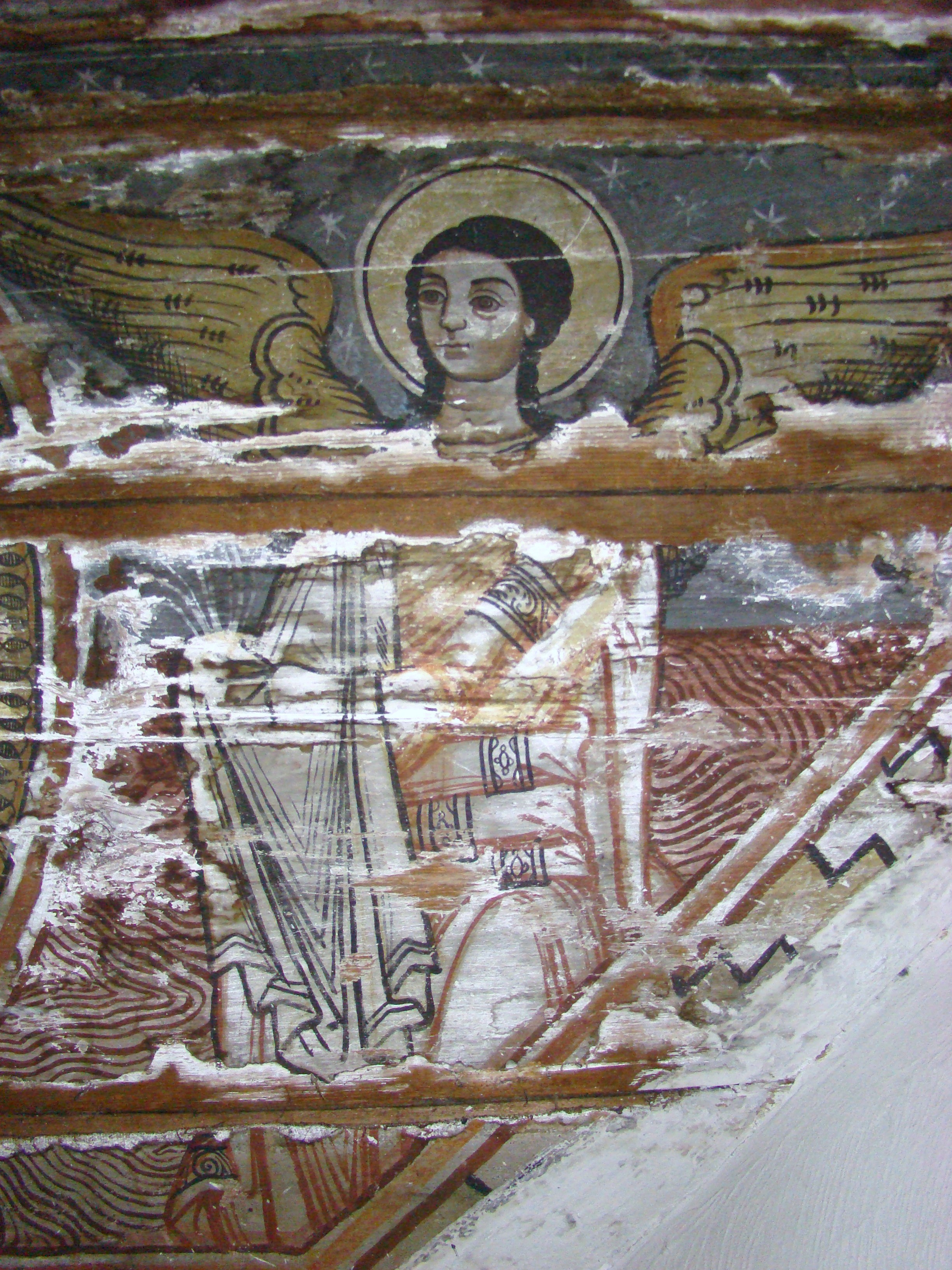
Pictura altarului (detaliu)
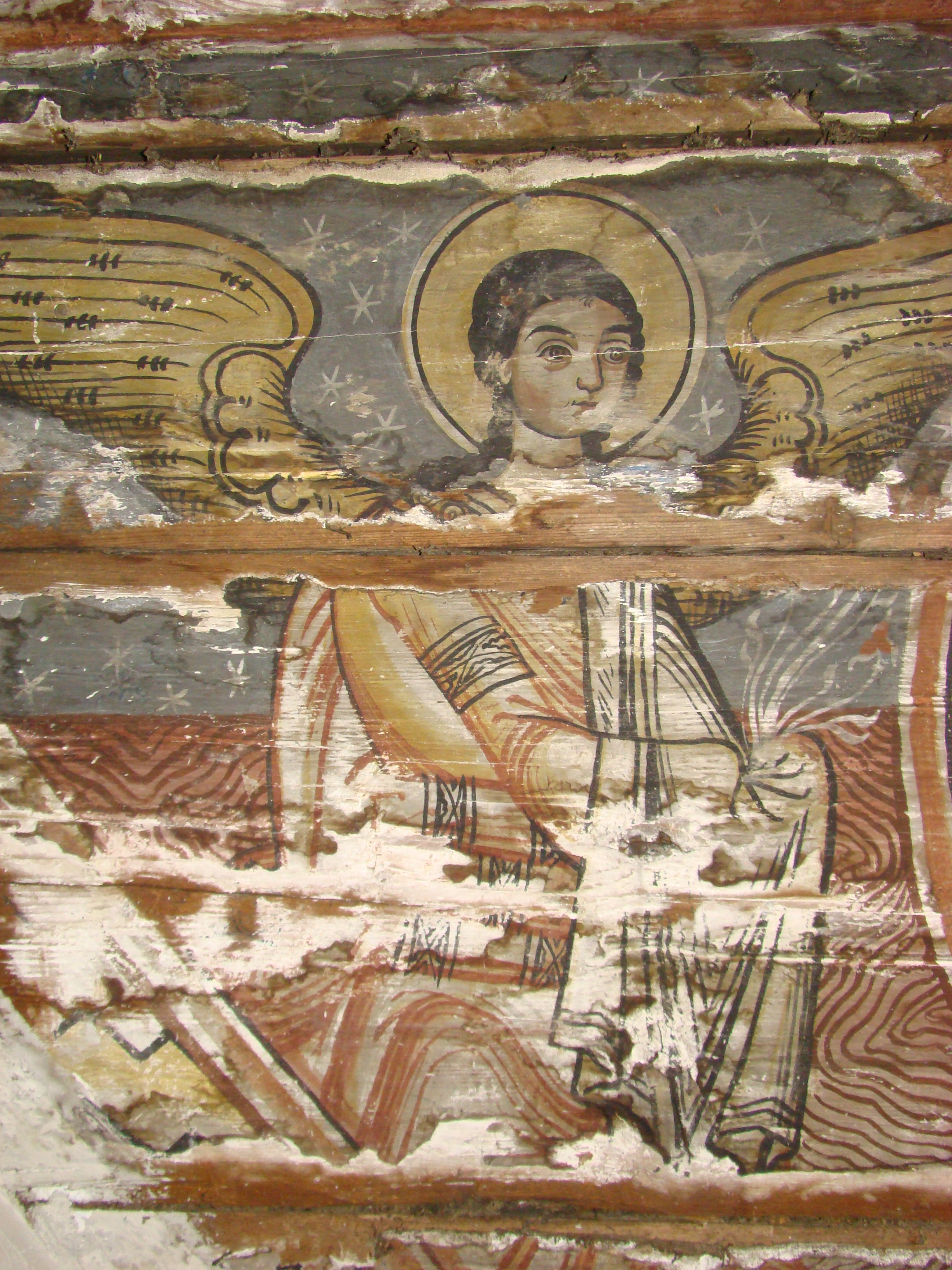
Pictura altarului (detaliu)
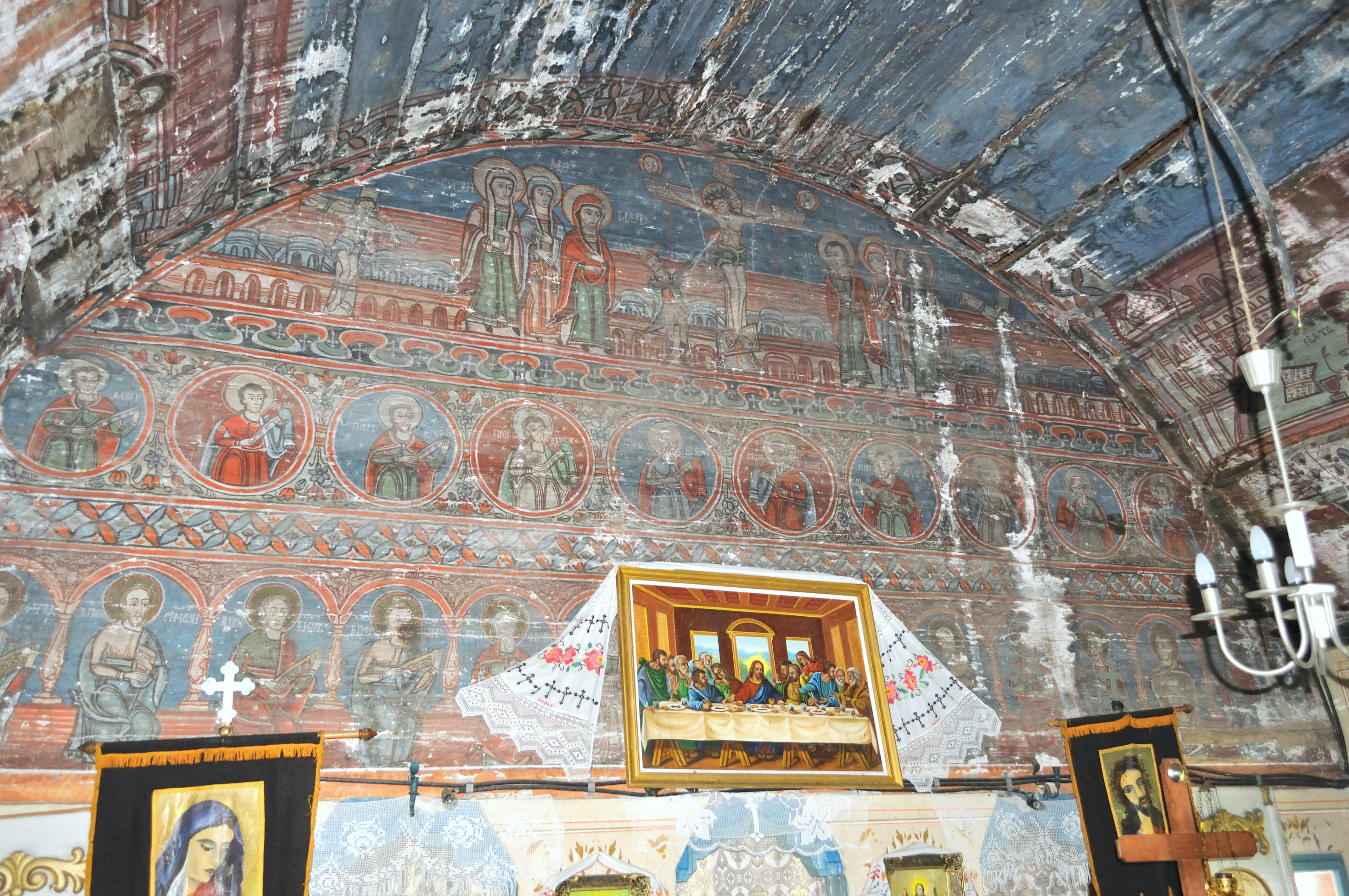
Pictura tâmplei
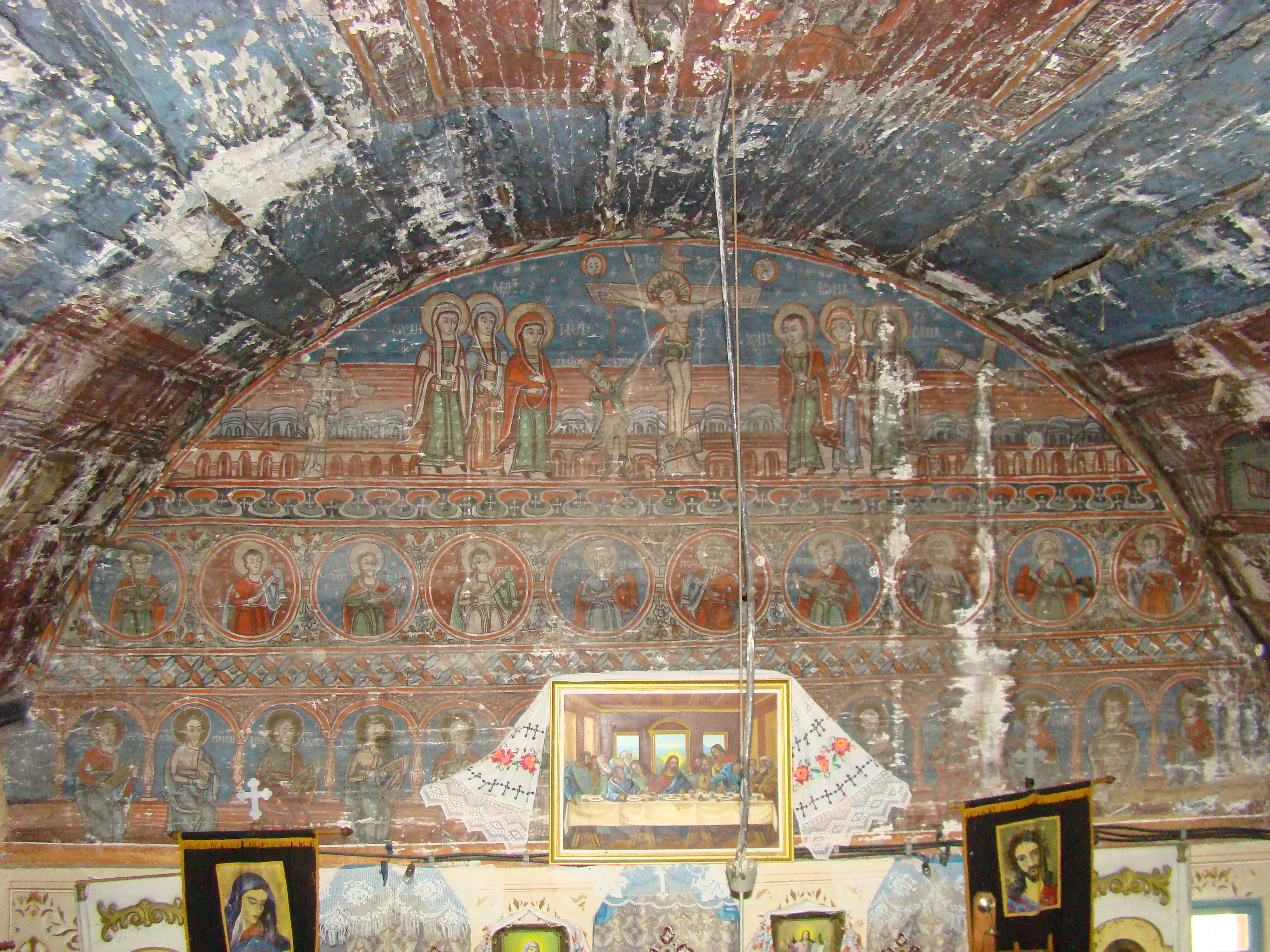
Pictura tâmplei văzută din cor
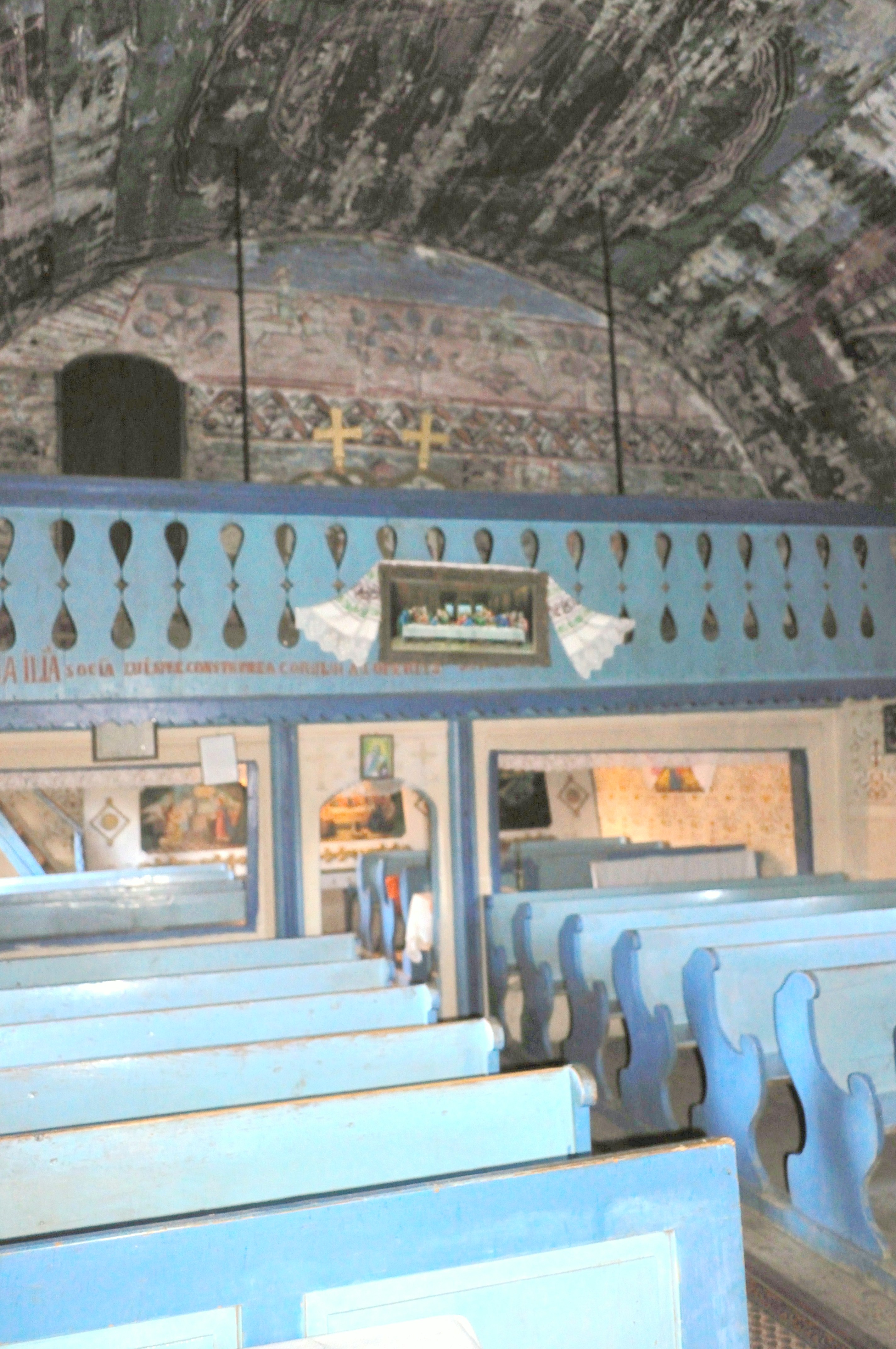
Interiorul navei
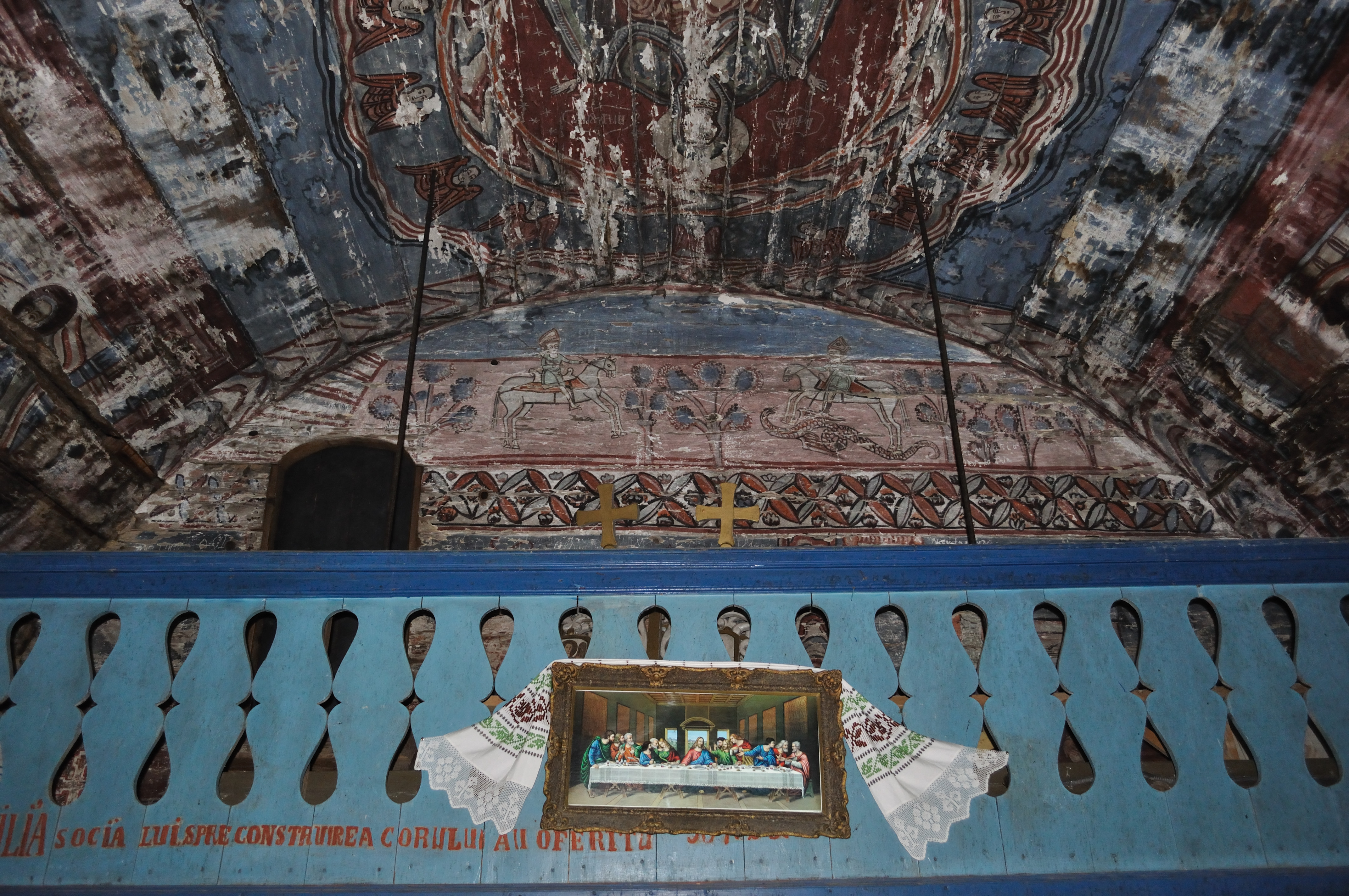
Timpanul de vest al naosului
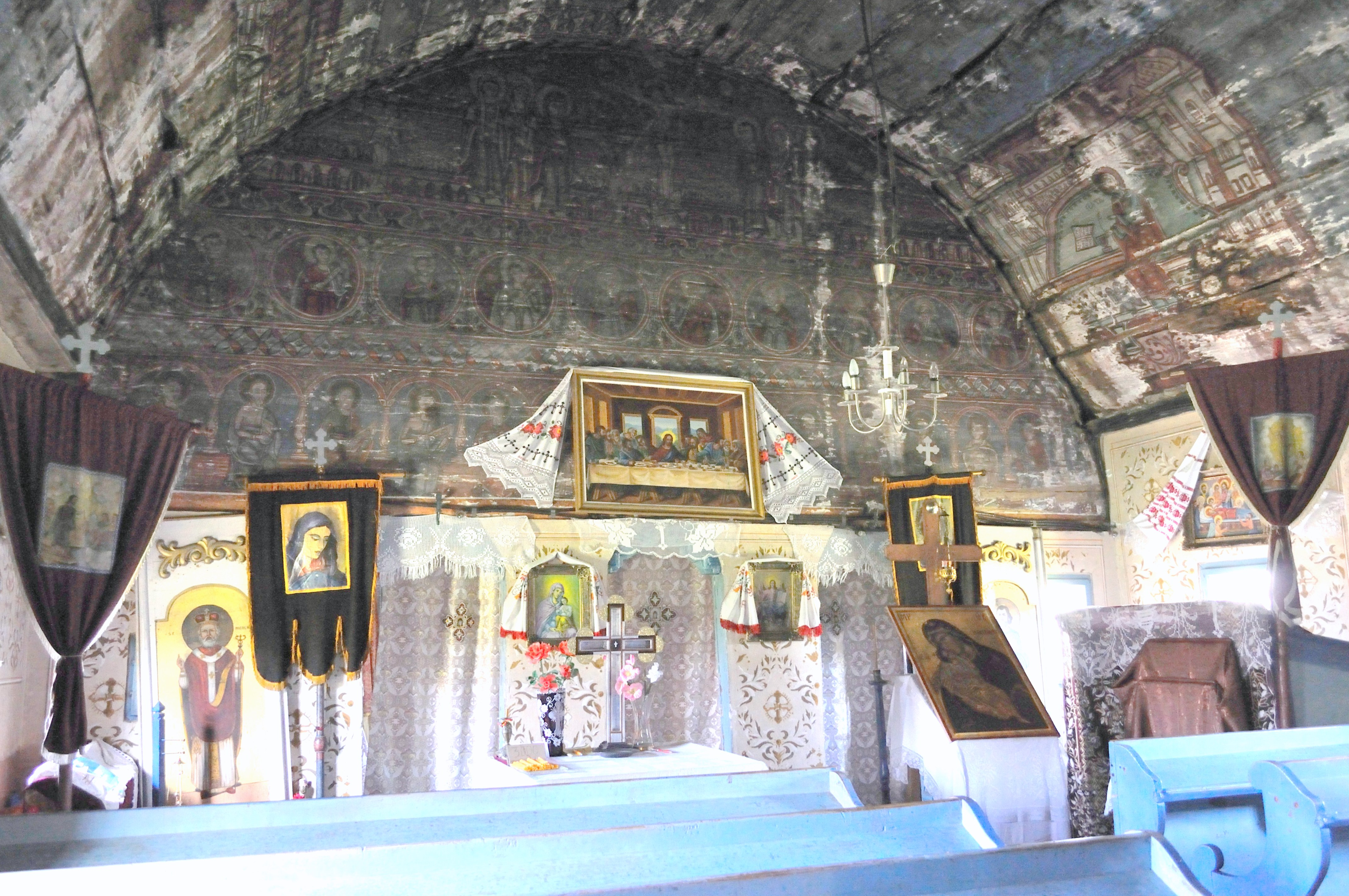
Interiorul navei
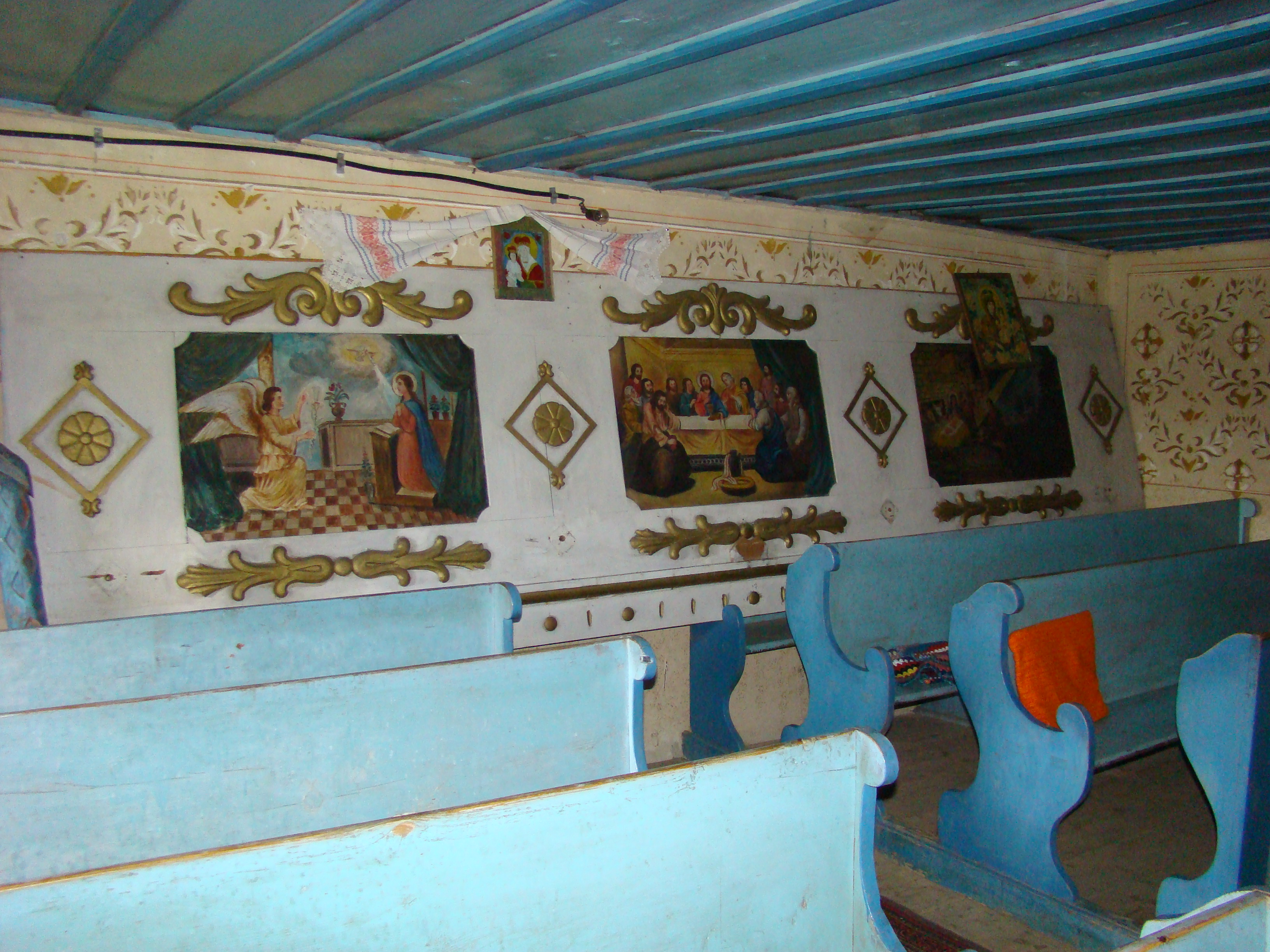
În pronaos
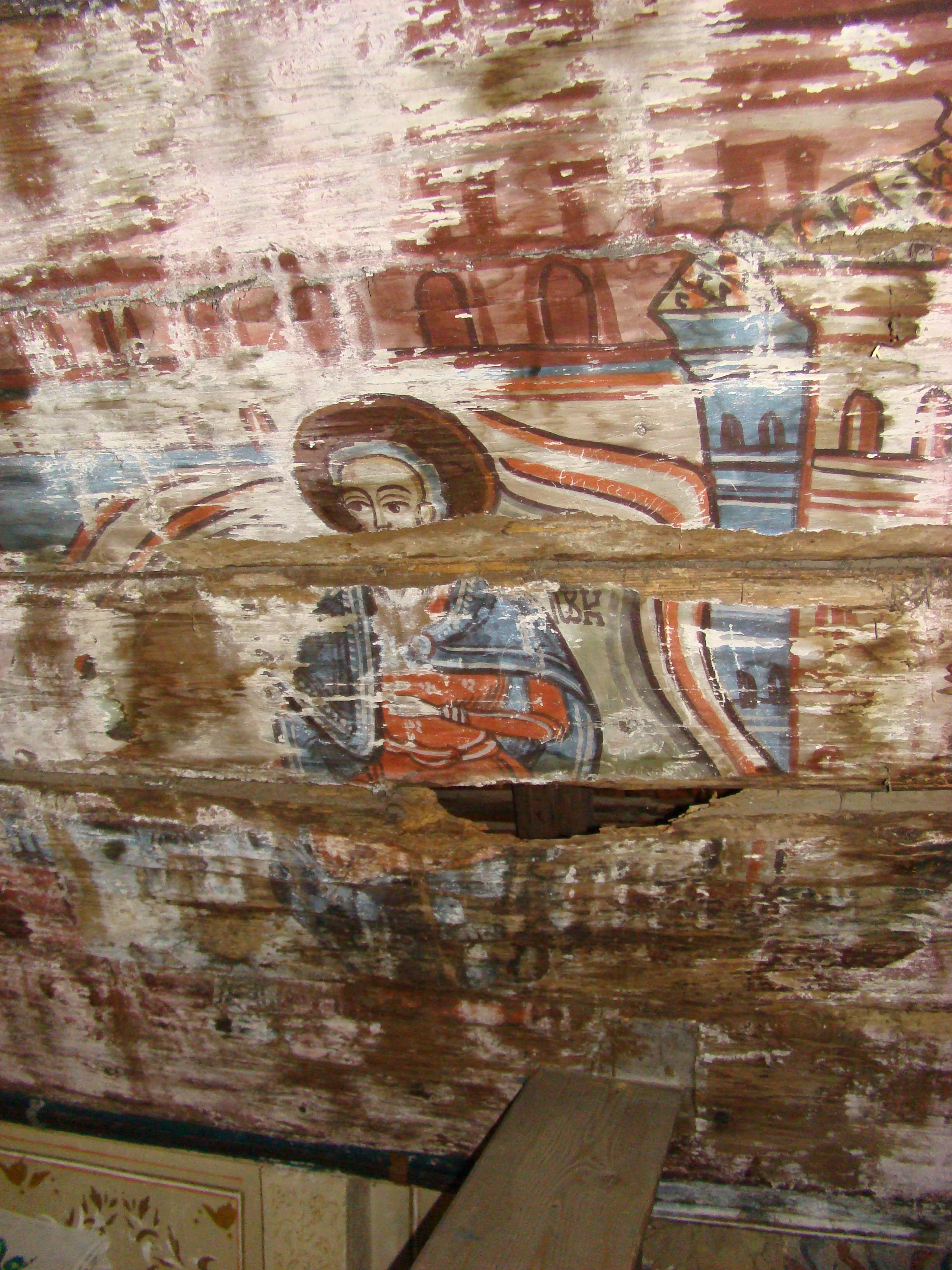
Pictura naosului (detaliu)
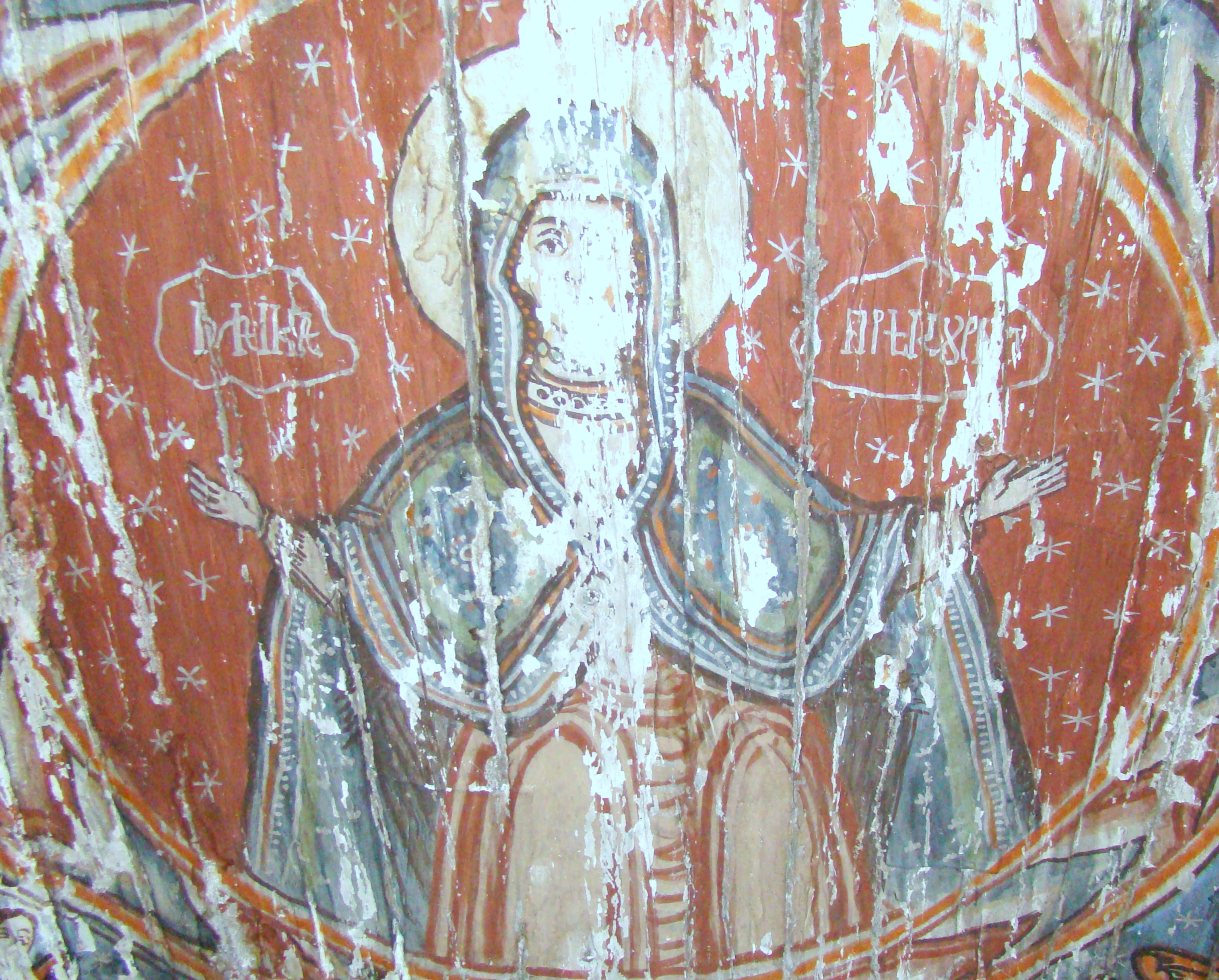
Bolta naosului: Maica Domnului
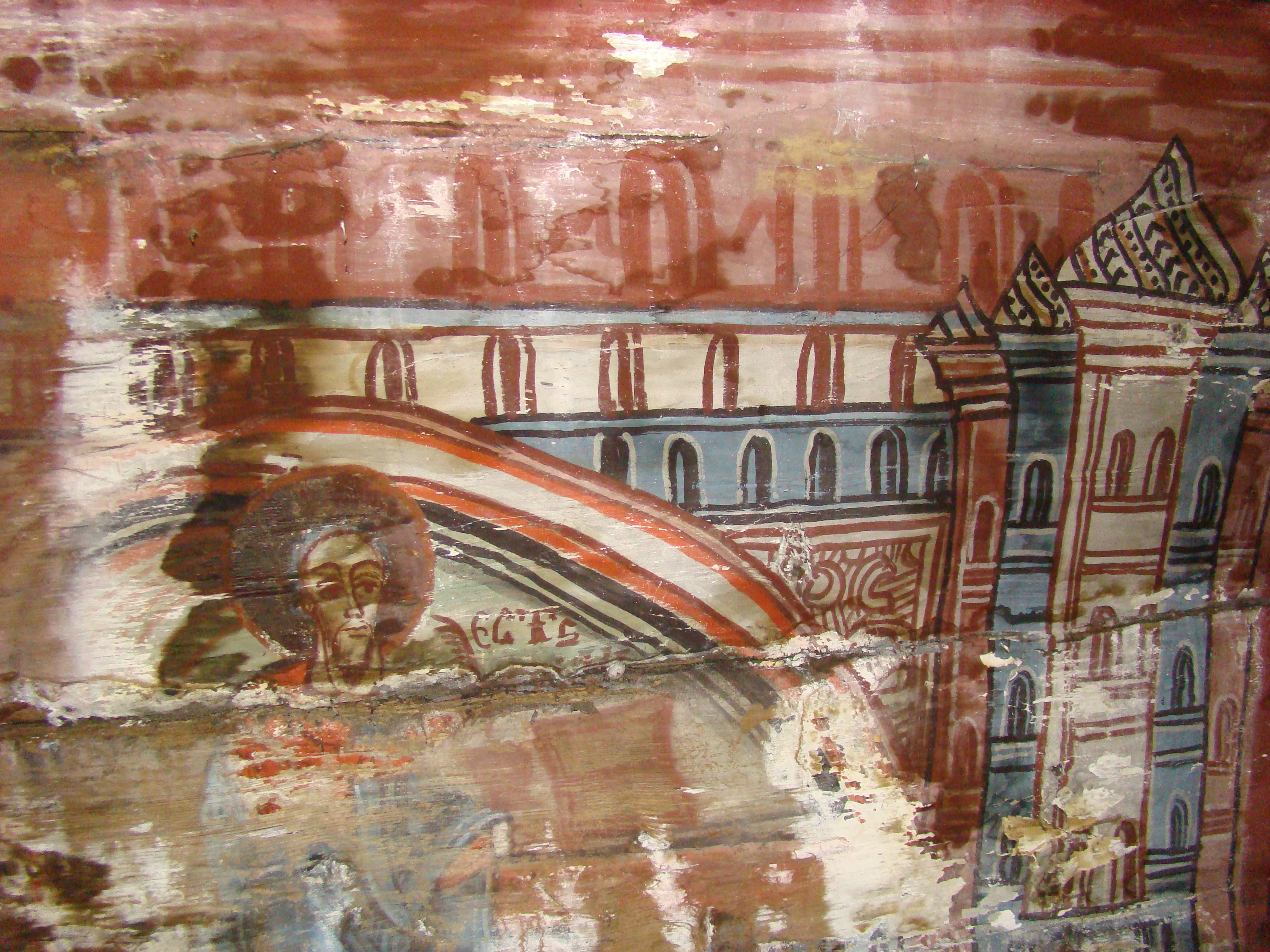
Pictura naosului (detaliu)
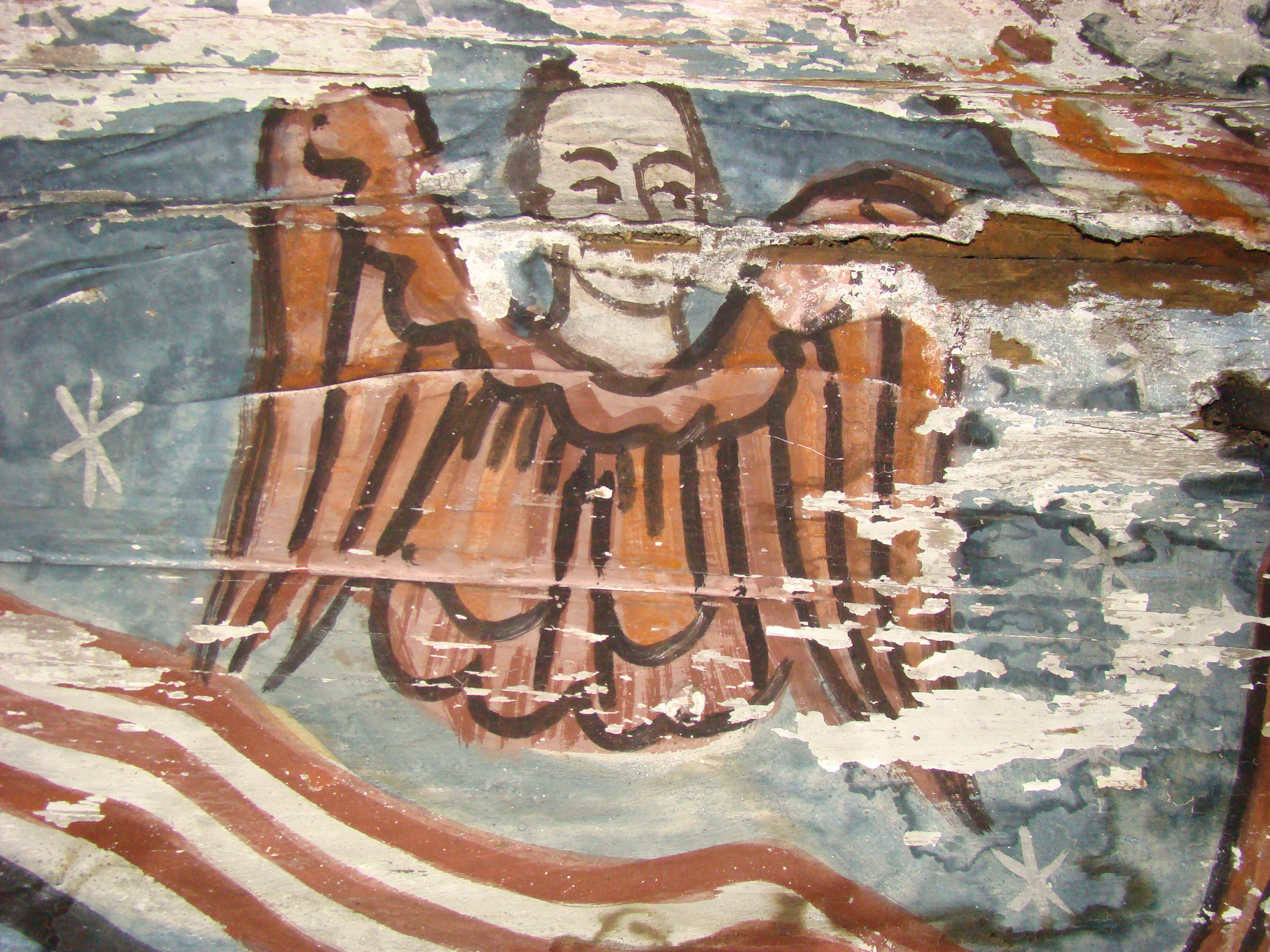
Pictura naosului (heruvim)
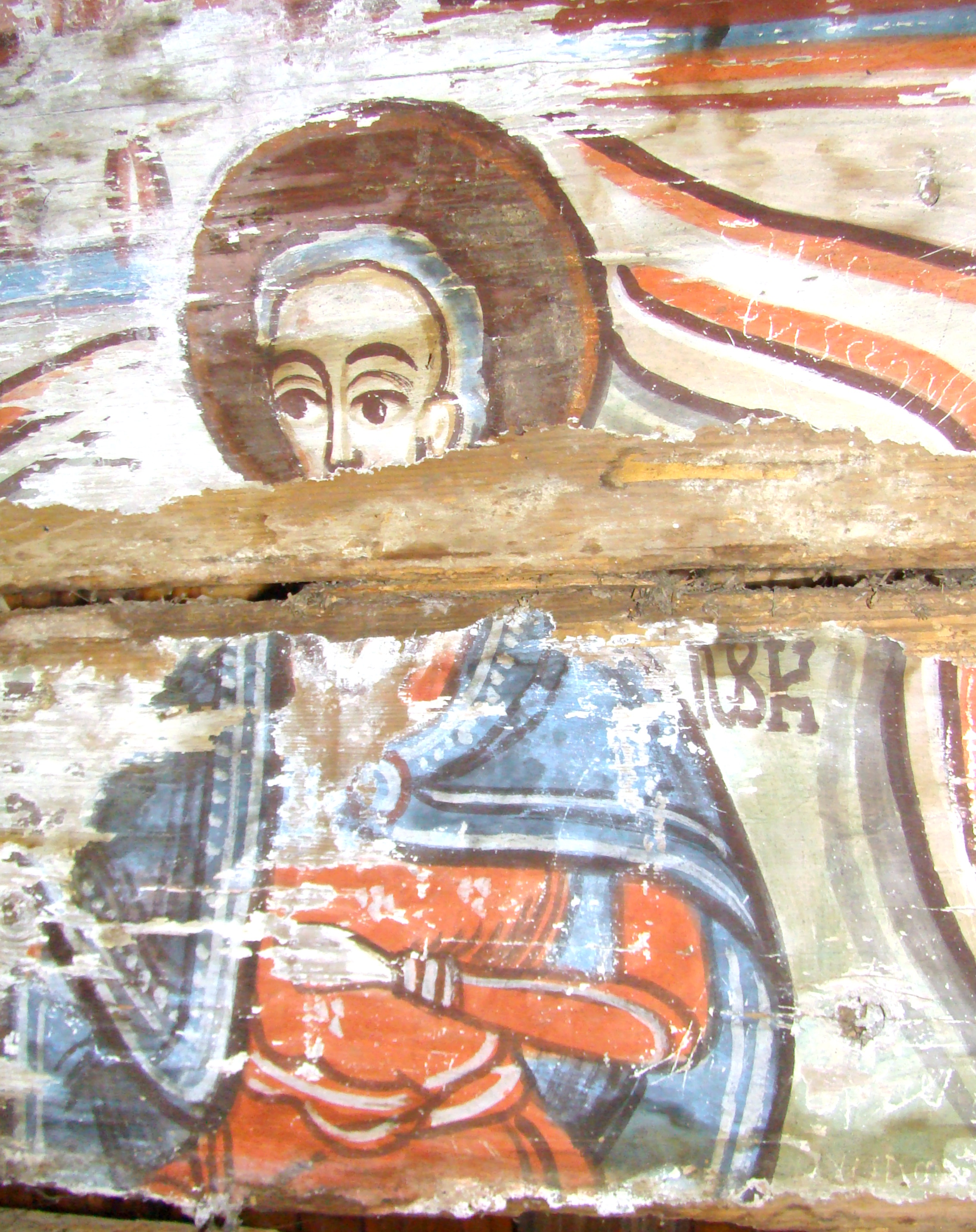
Pictura naosului (detaliu)
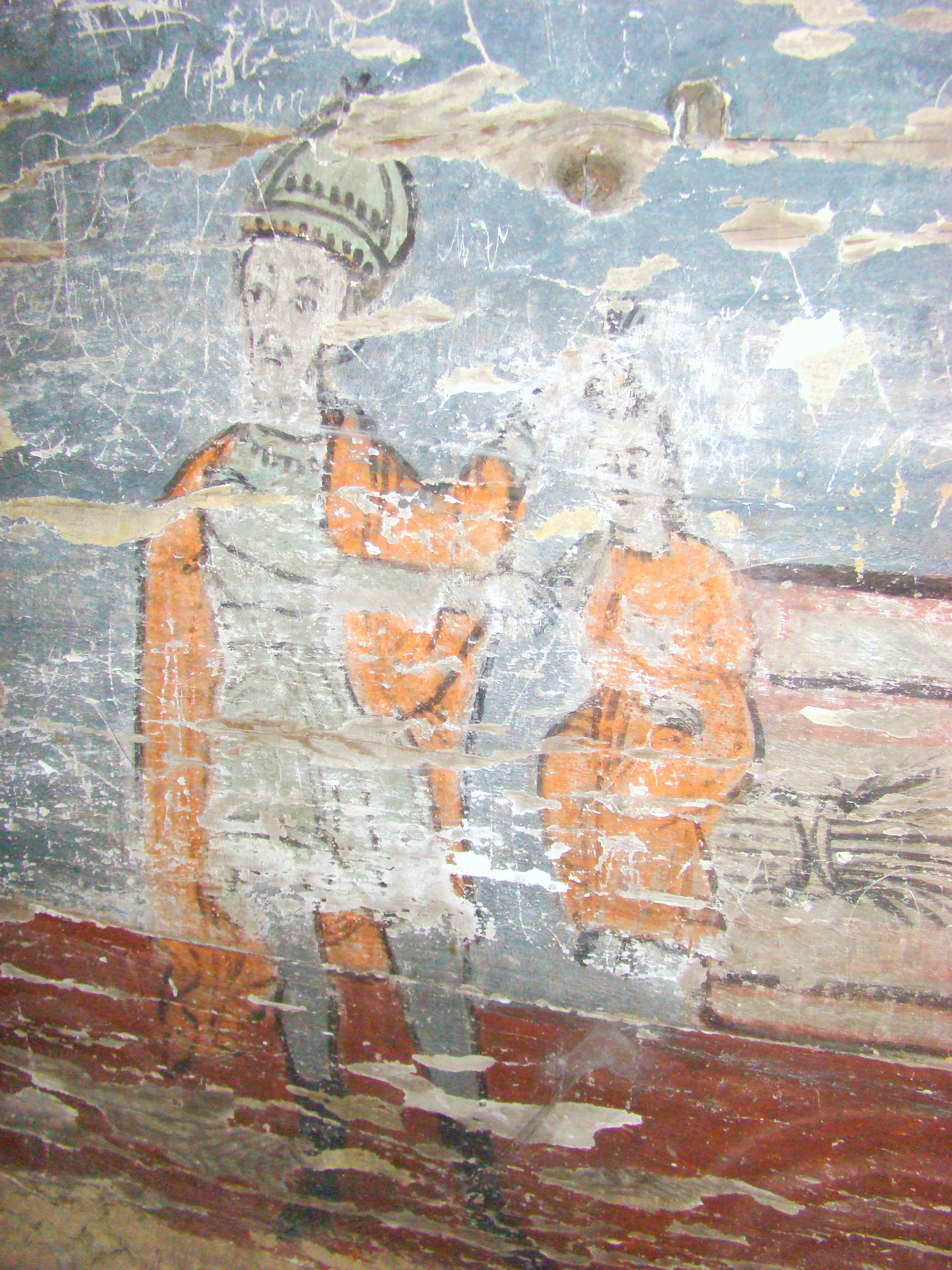
Pictura naosului (Jertfa lui Avraam)
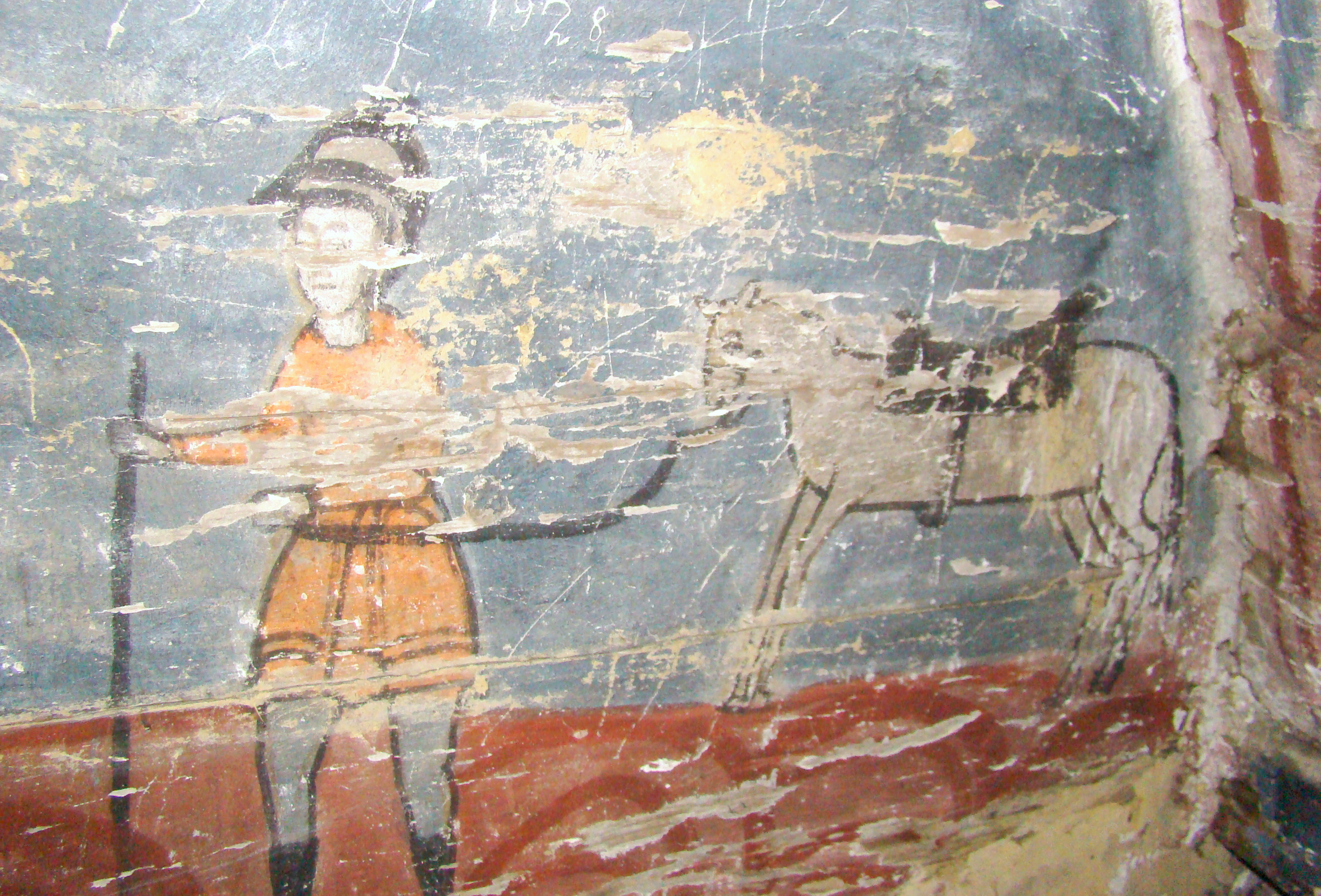
Pictura naosului (detaliu)
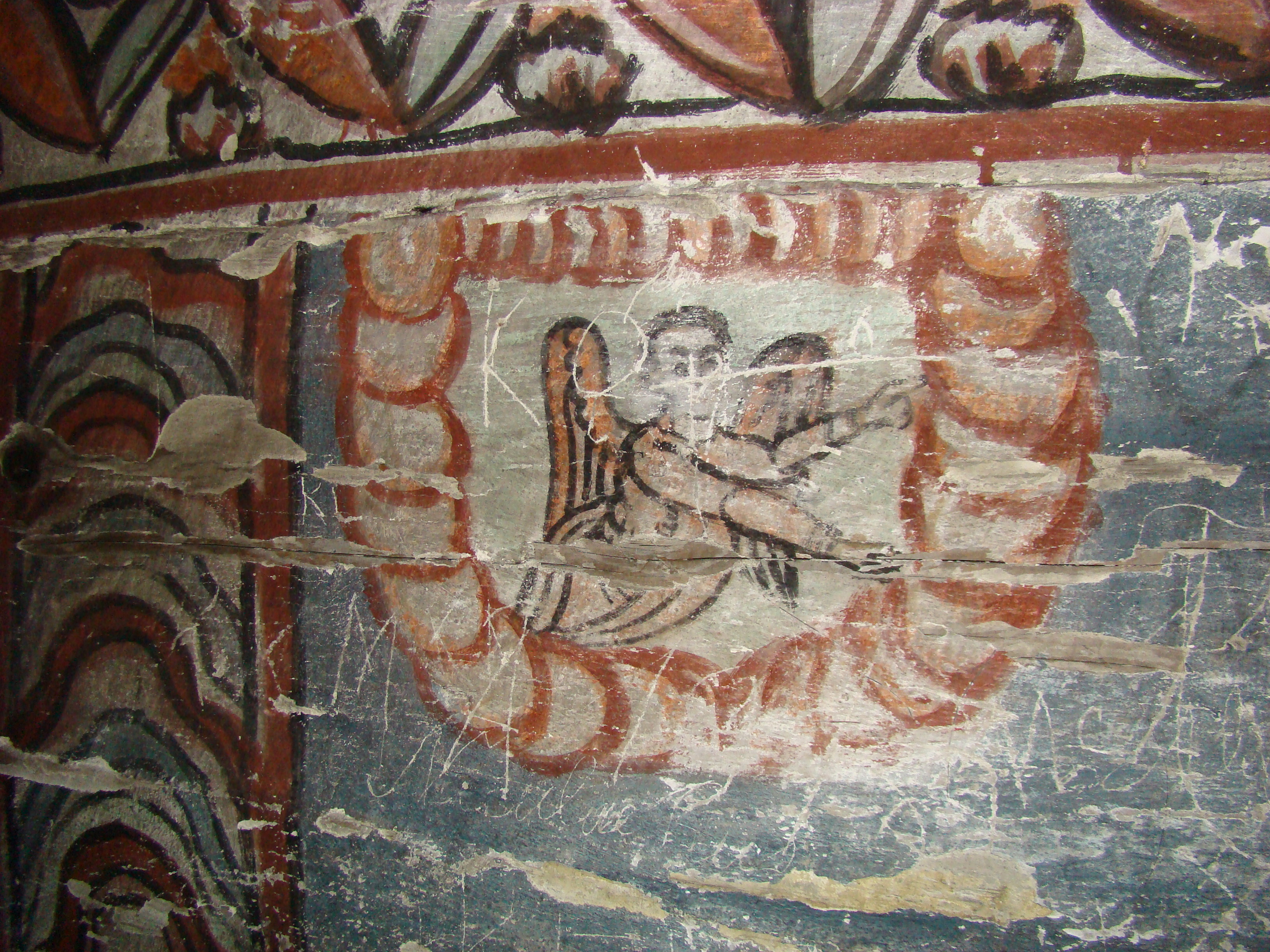
Pictura naosului (detaliu)
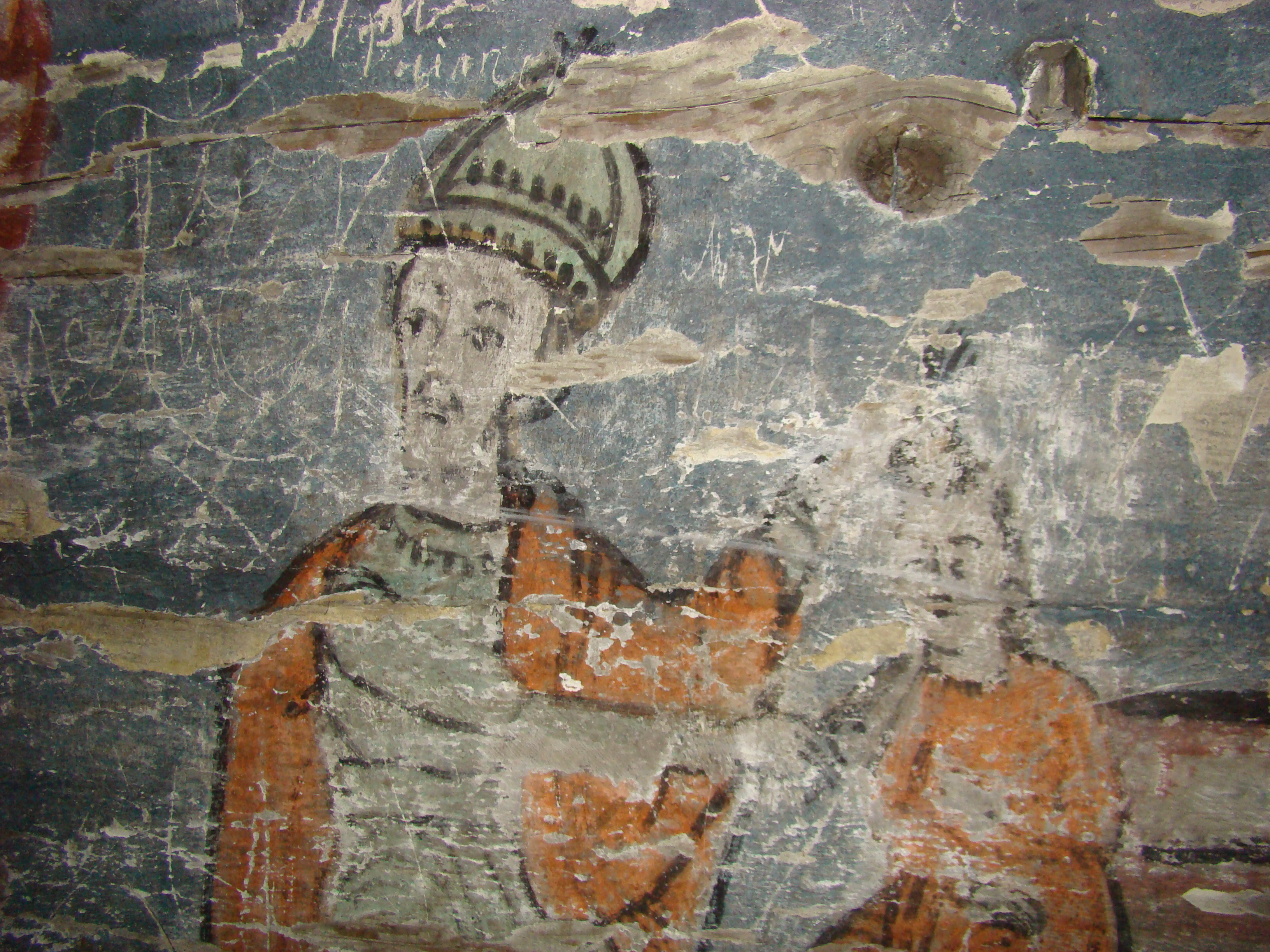
Pictura naosului (detaliu)
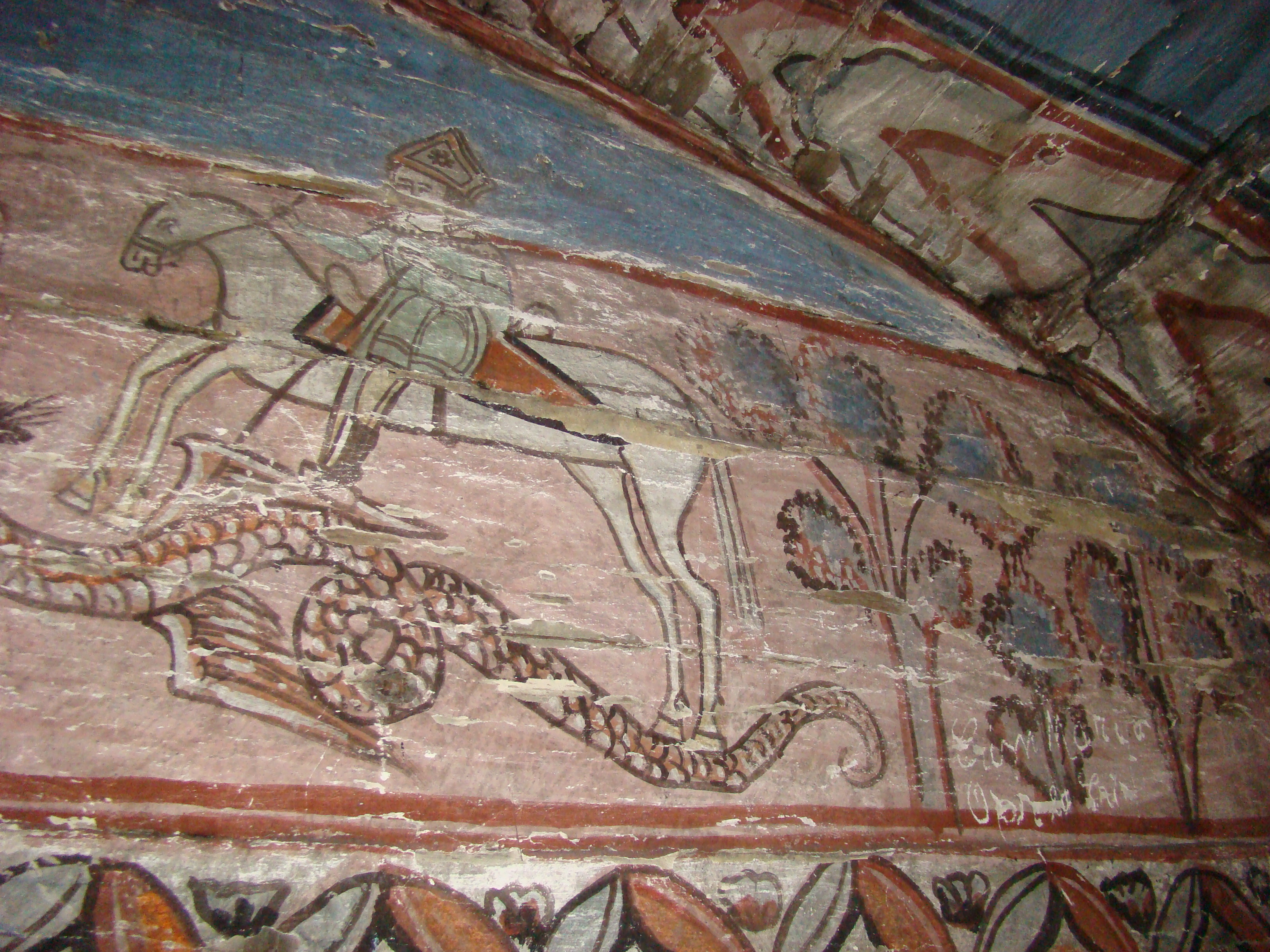
Pictura naosului (detaliu)
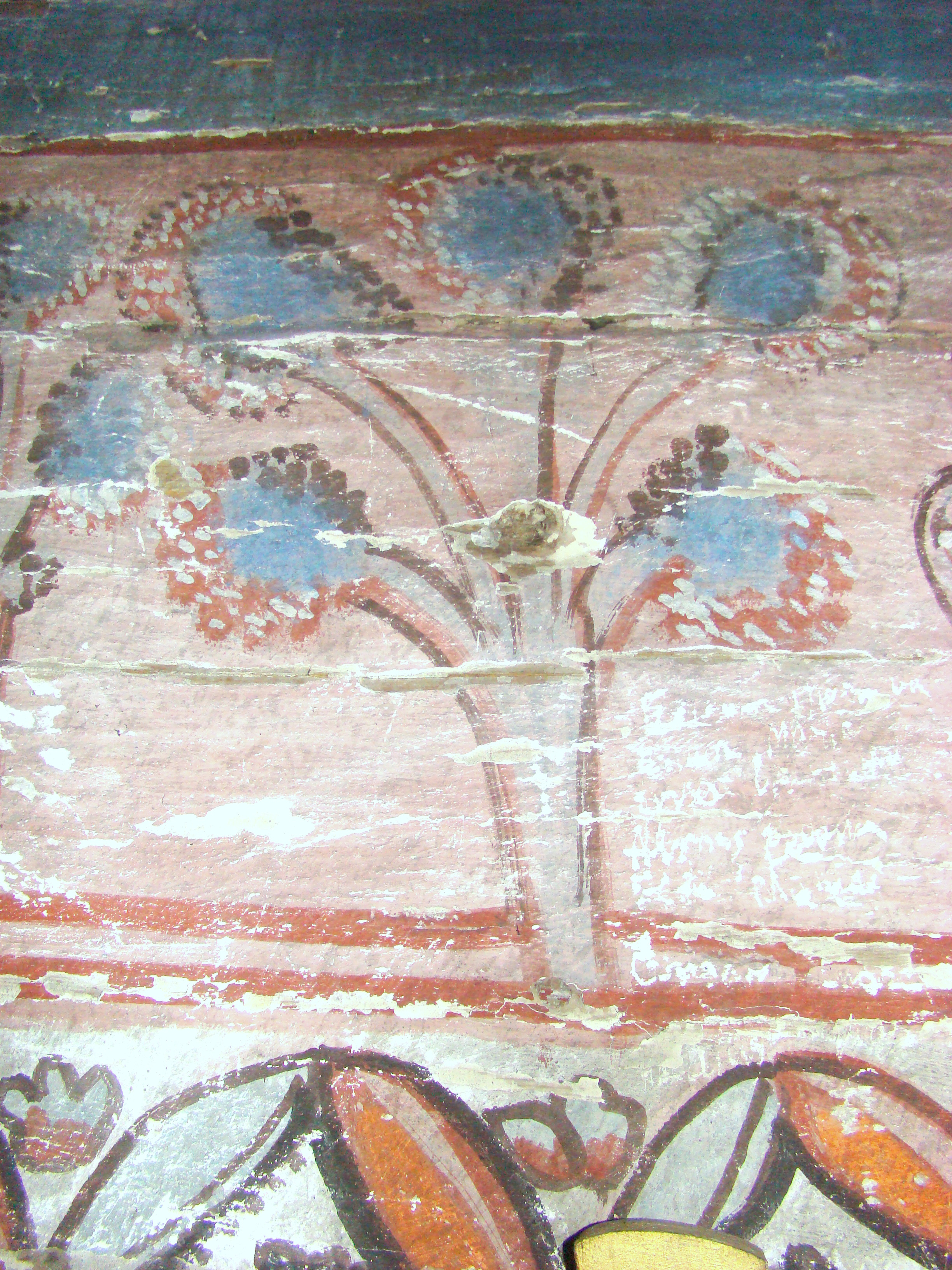
Pictura naosului (detaliu)
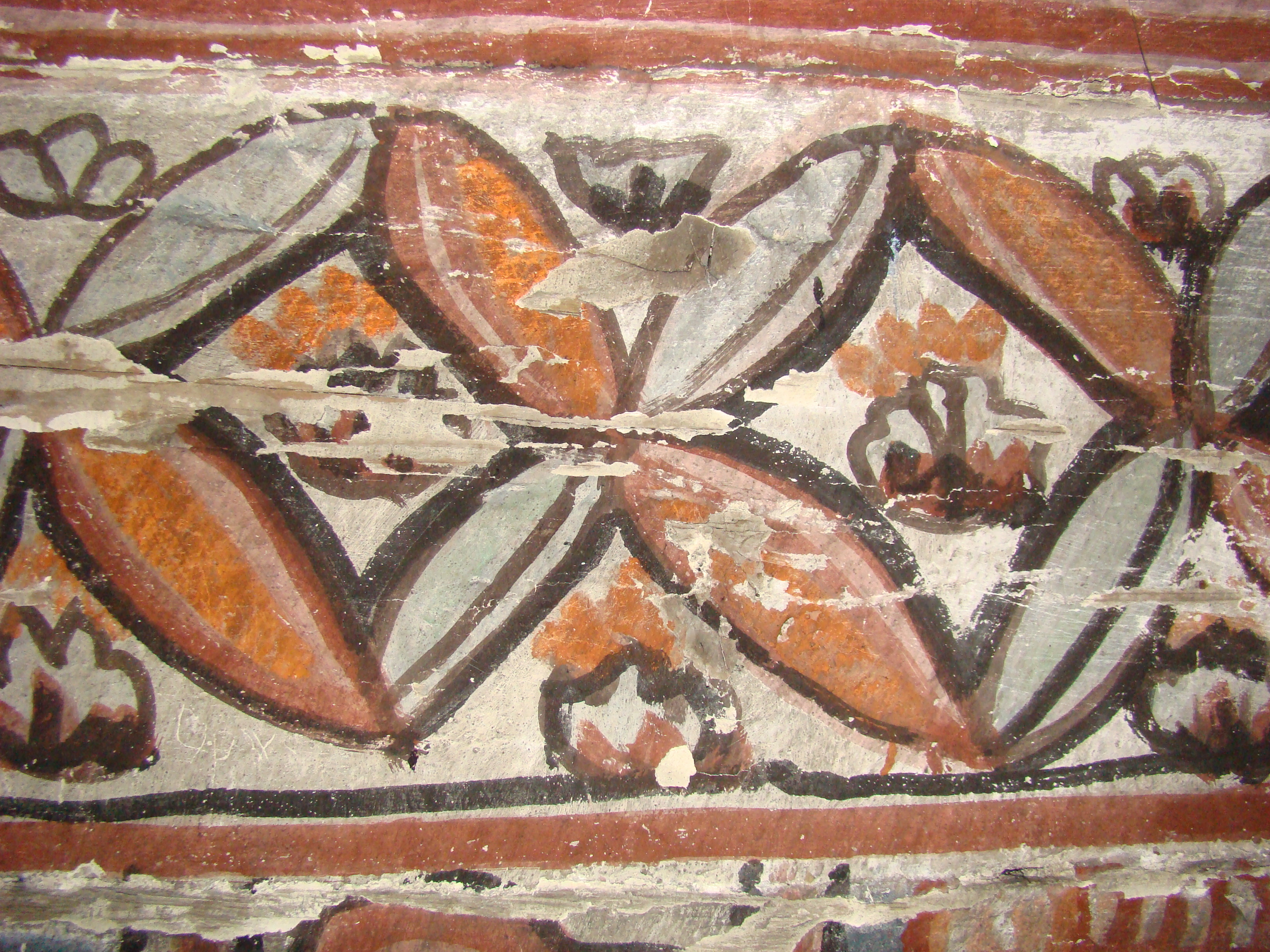
Pictura naosului (detaliu)
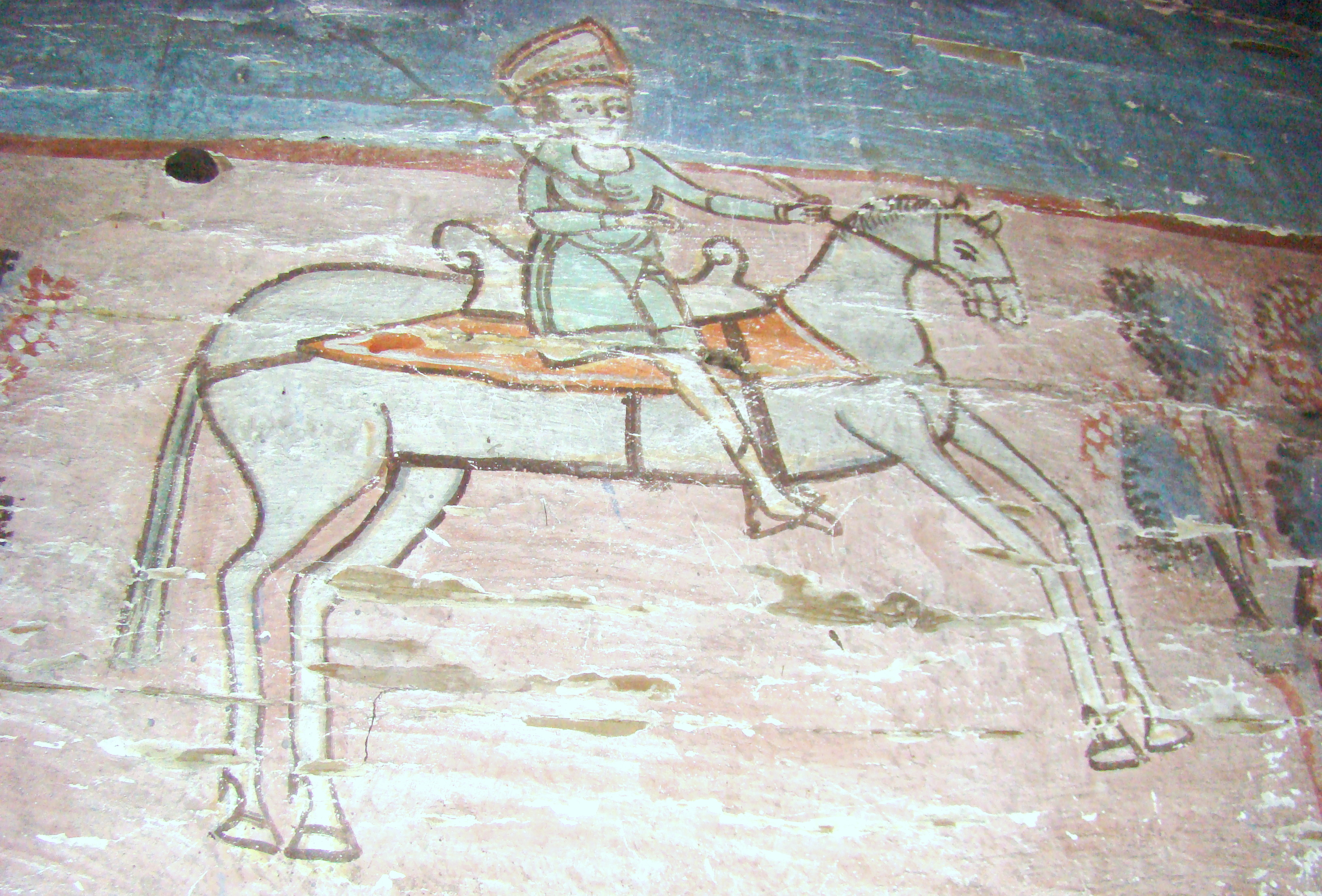
Pictura naosului (detaliu)
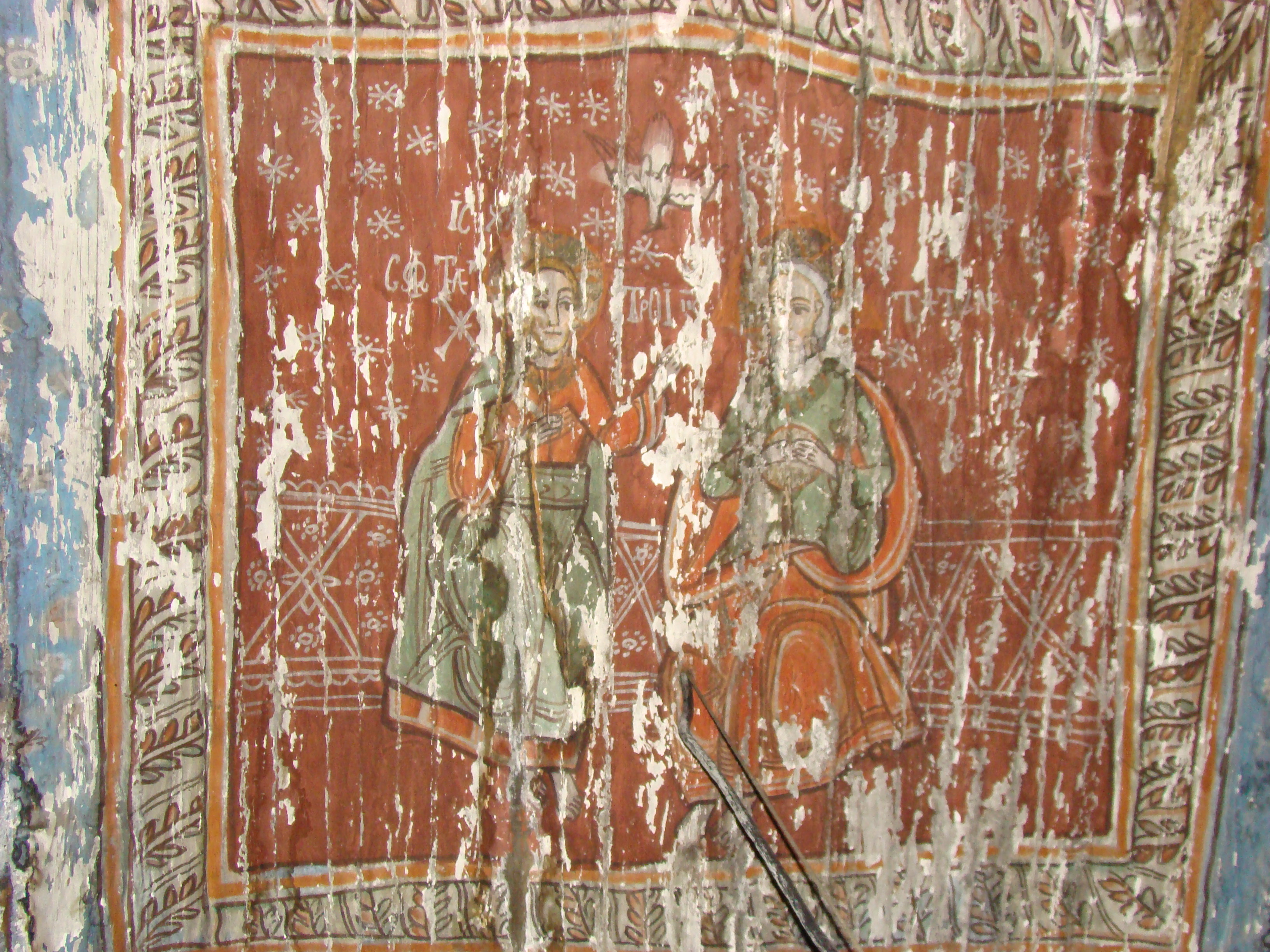
Sfânta Troiță
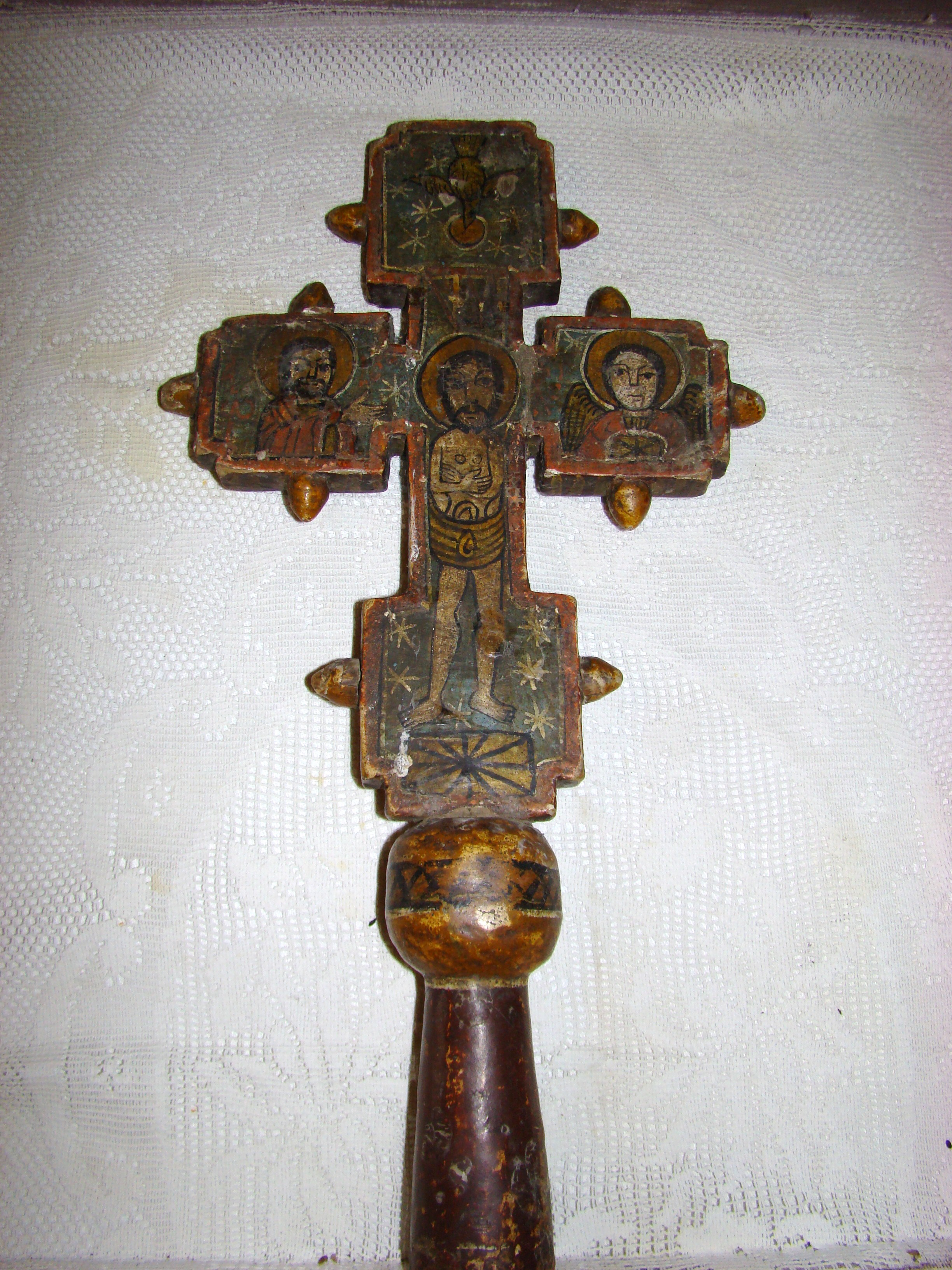
Cruce pictată
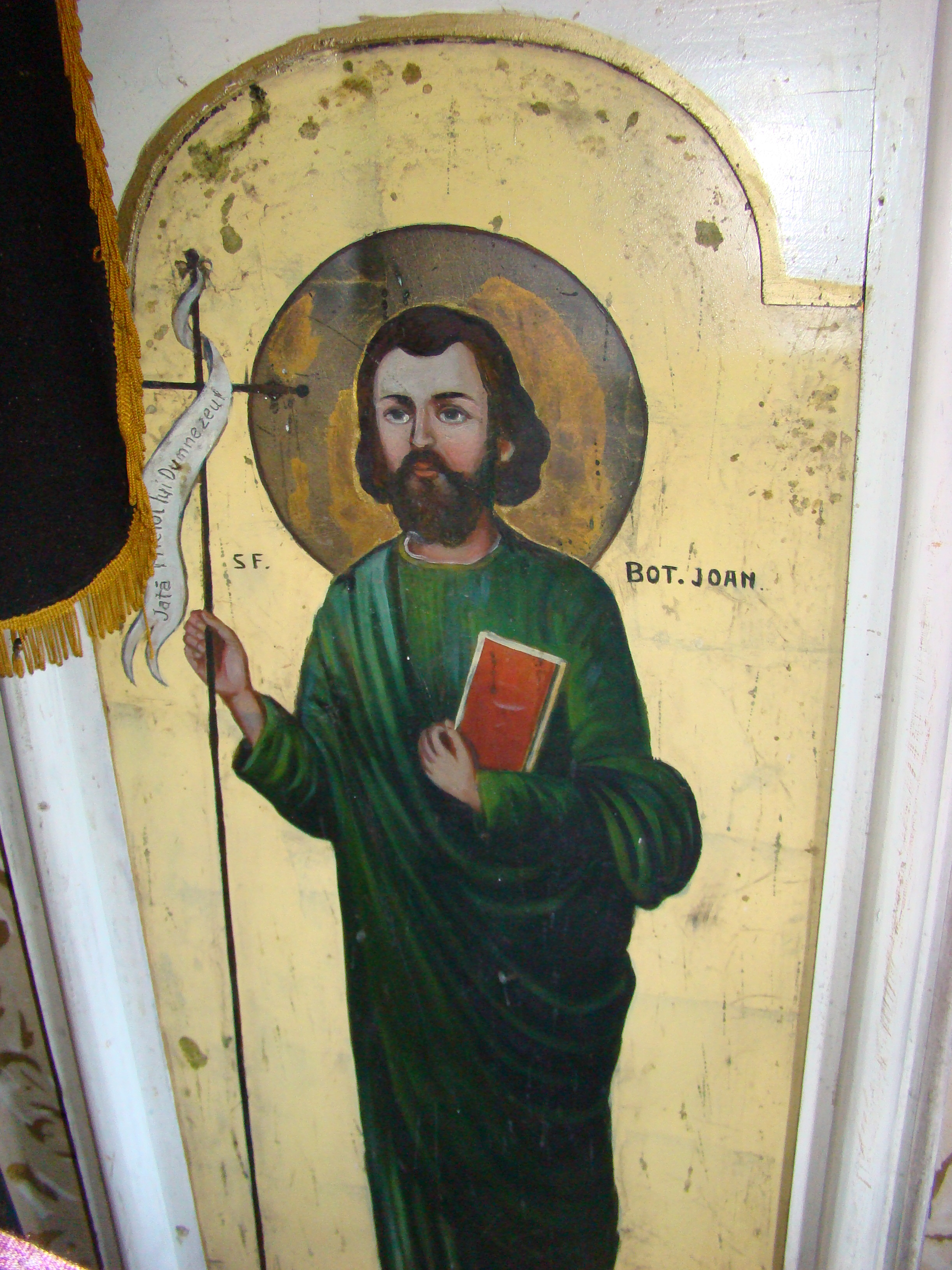
Ușă diaconească
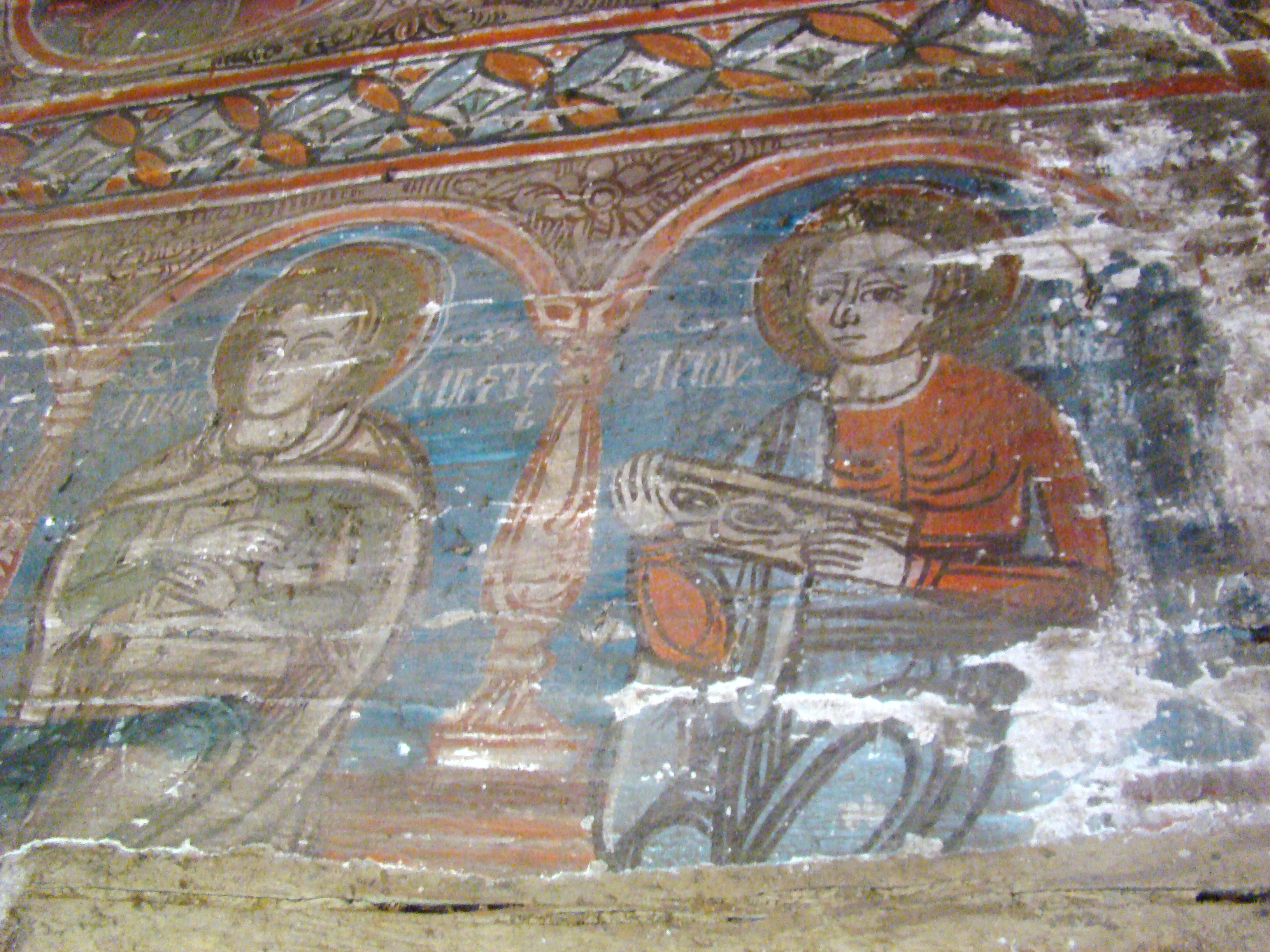
Pictura tâmplei (detaliu)
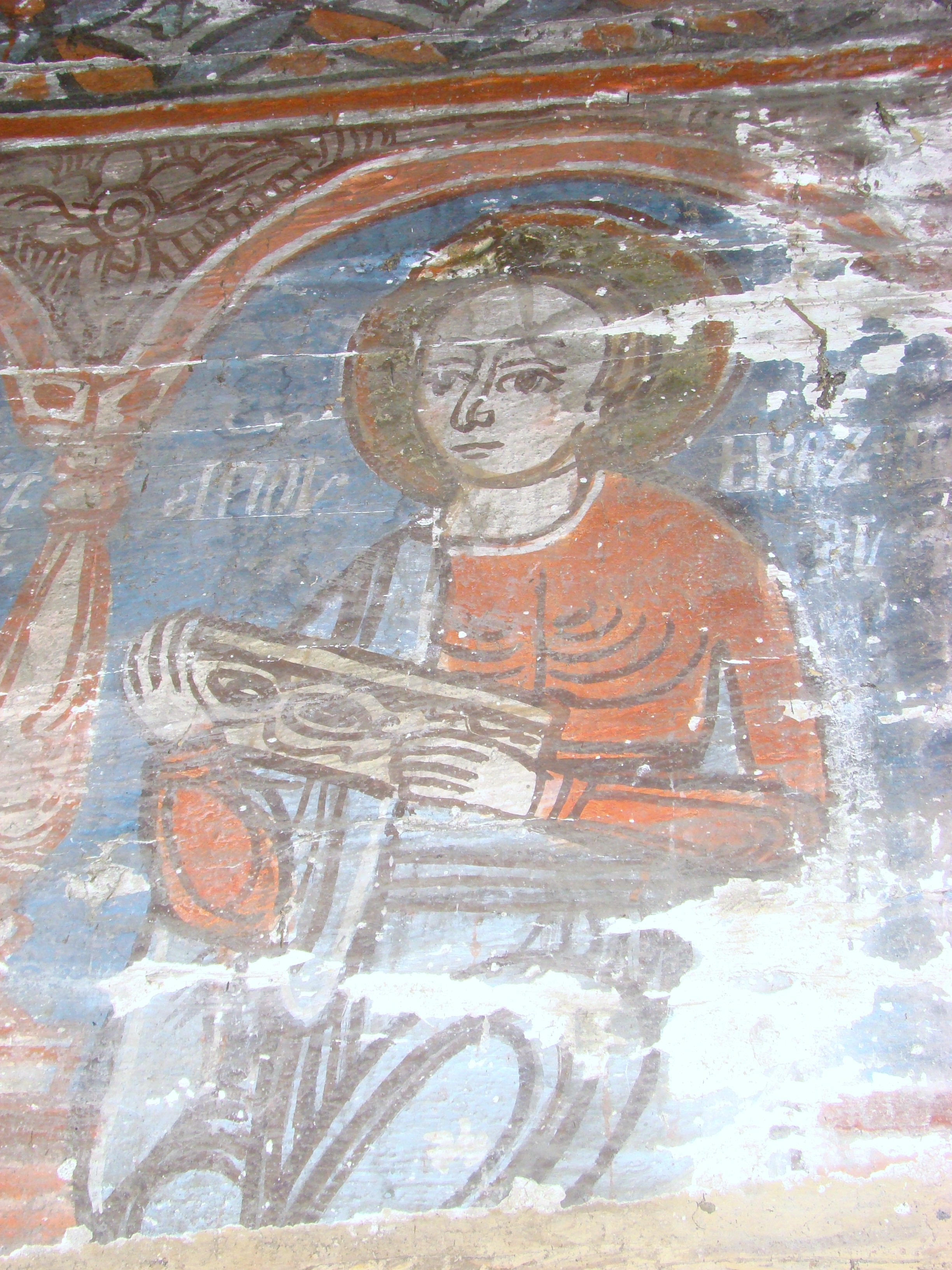
Pictura tâmplei (detaliu)
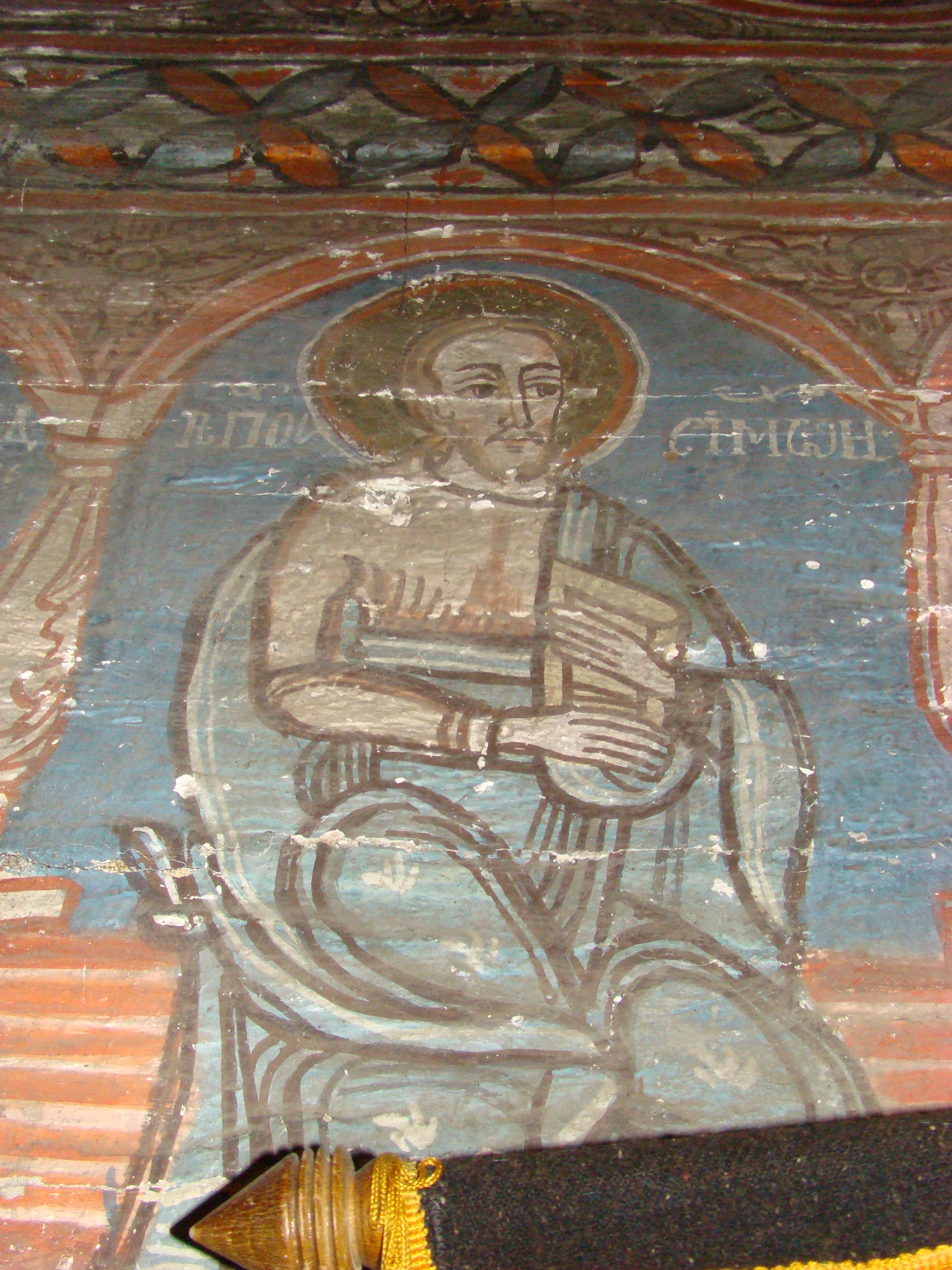
Pictura tâmplei (detaliu)
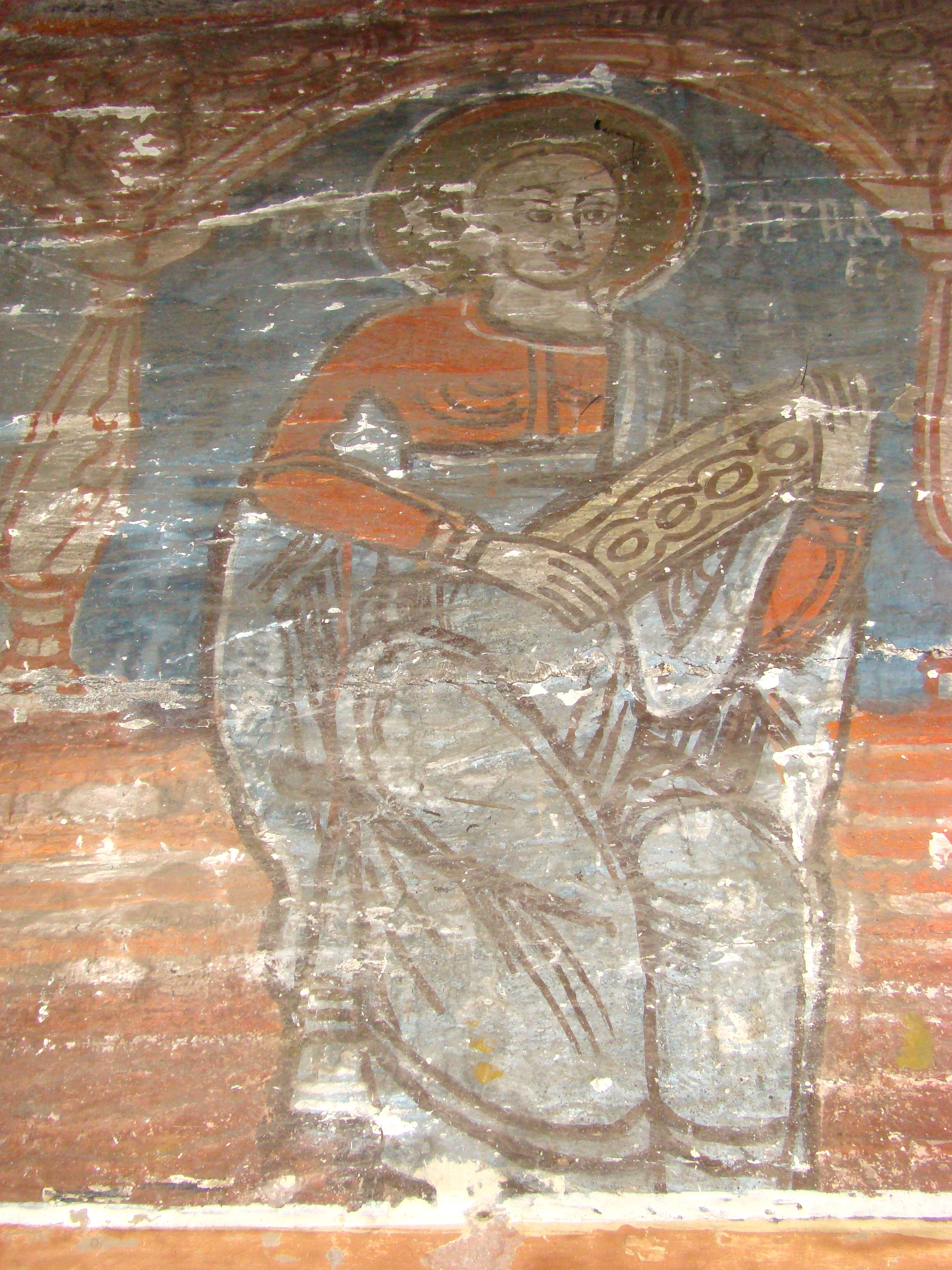
Pictura tâmplei (detaliu)
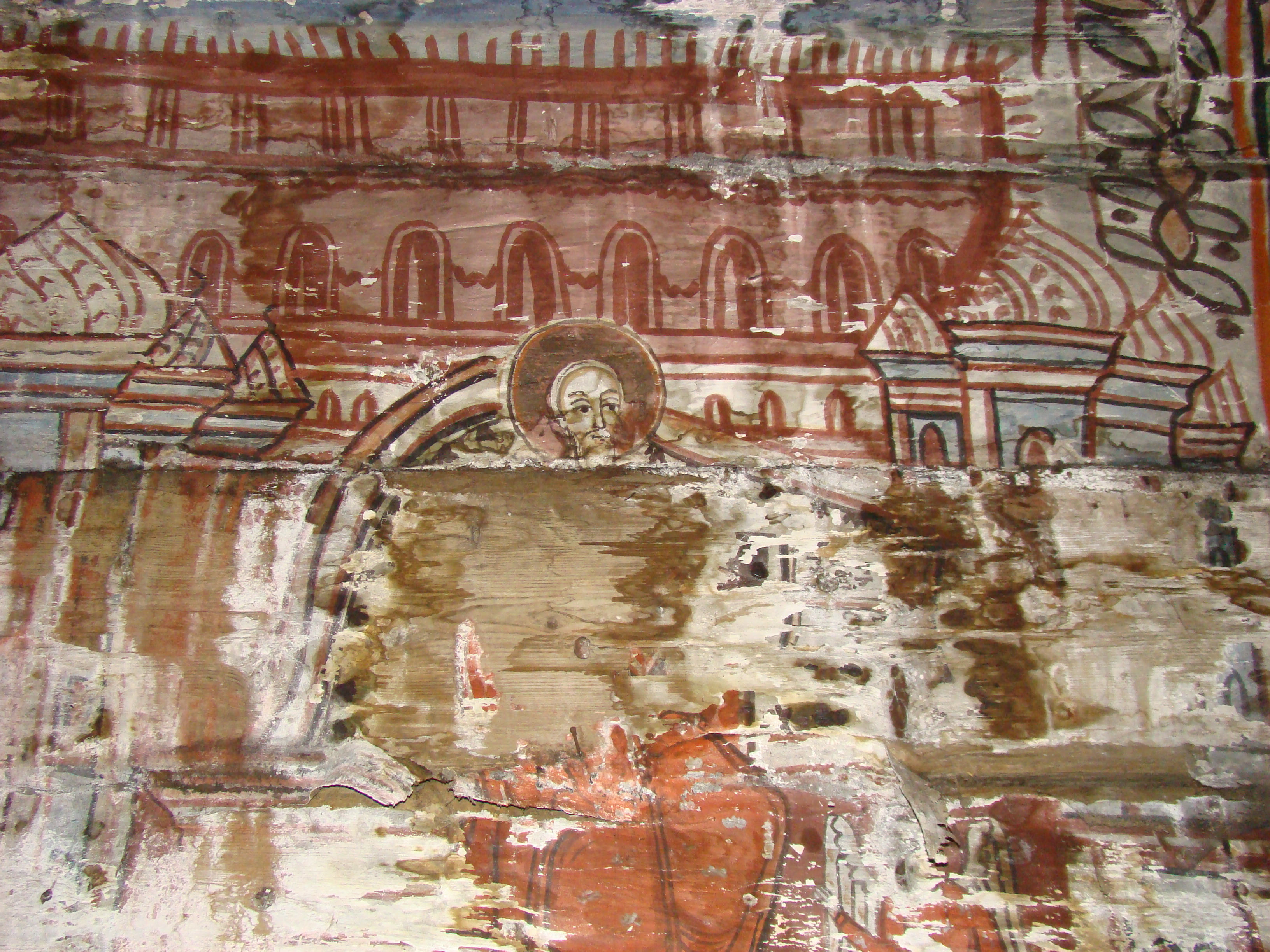
Pictura naosului (Evangheliștii)
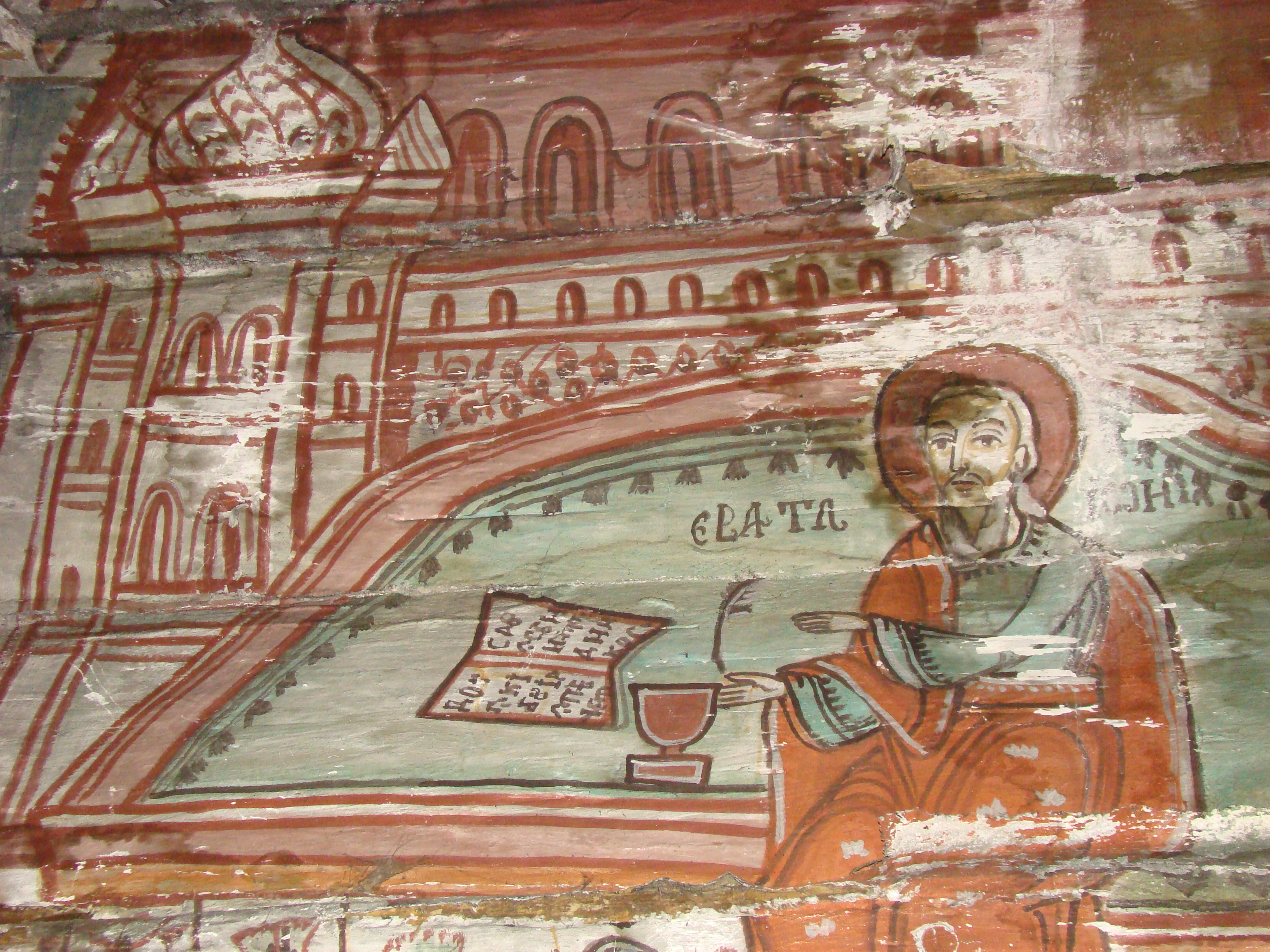
Pictura naosului (Evangheliștii)
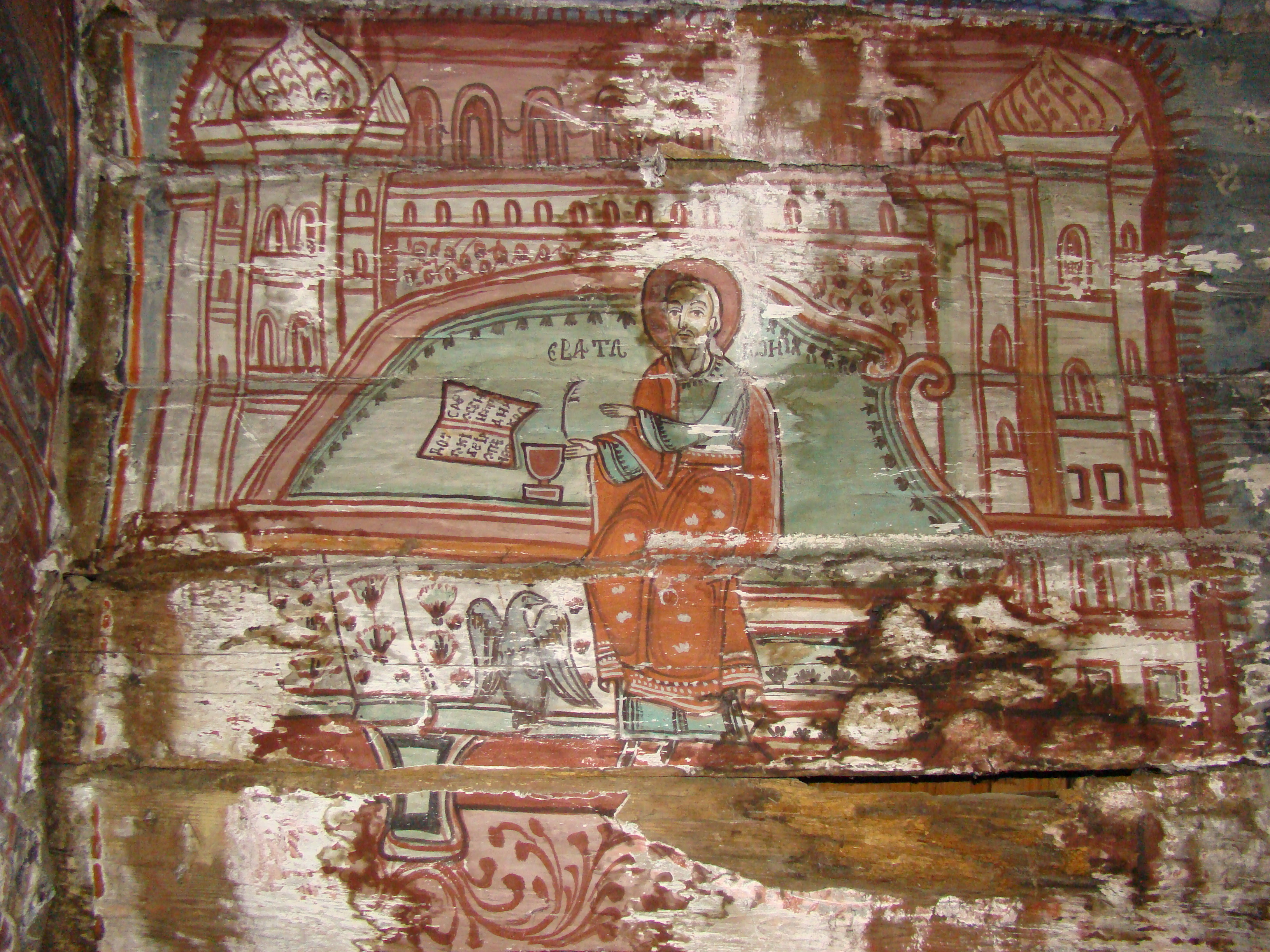
Pictura naosului (Evangheliștii)
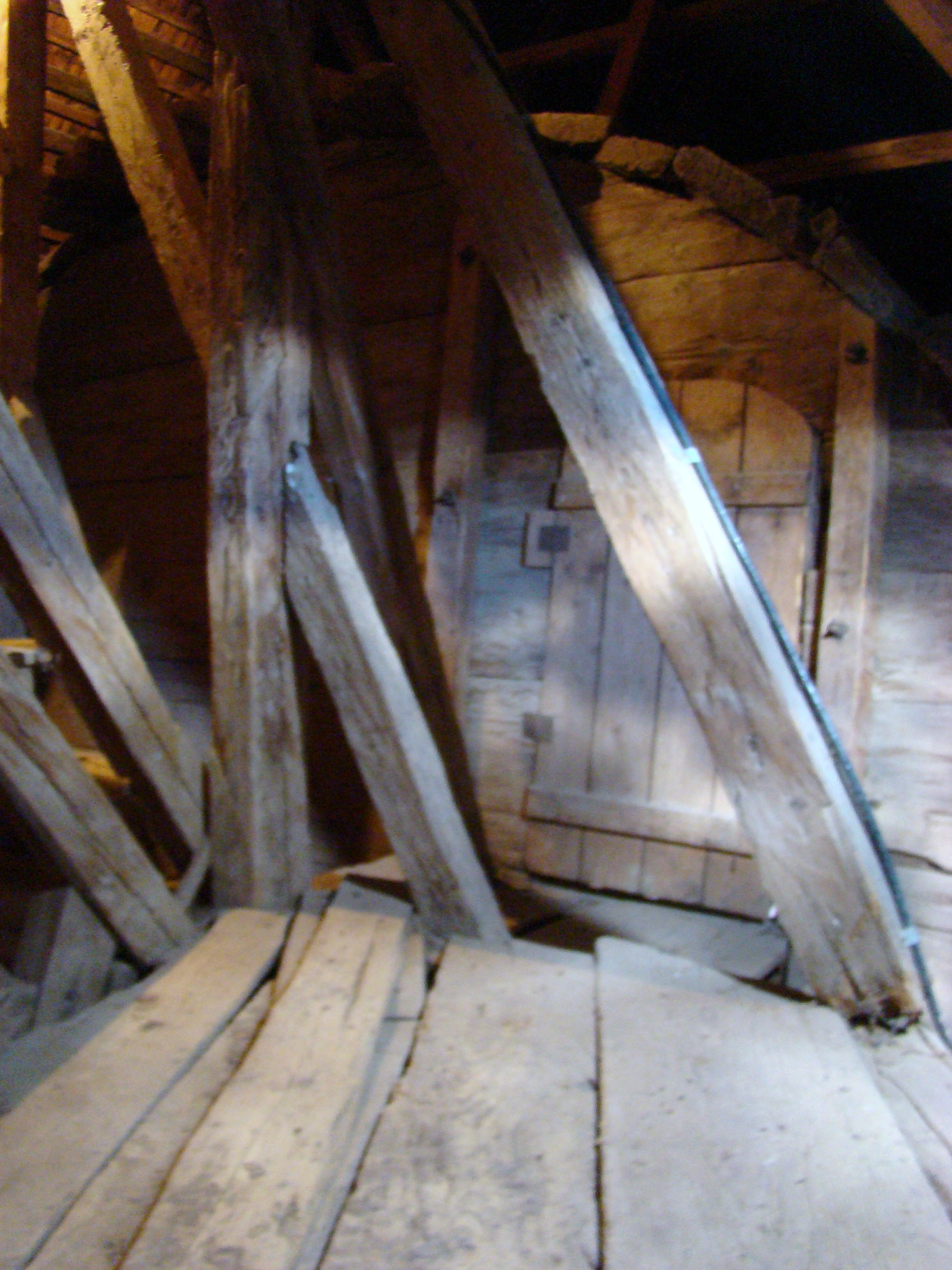
Intrarea în cor și stâlpii care susțin turnul-clopotniță
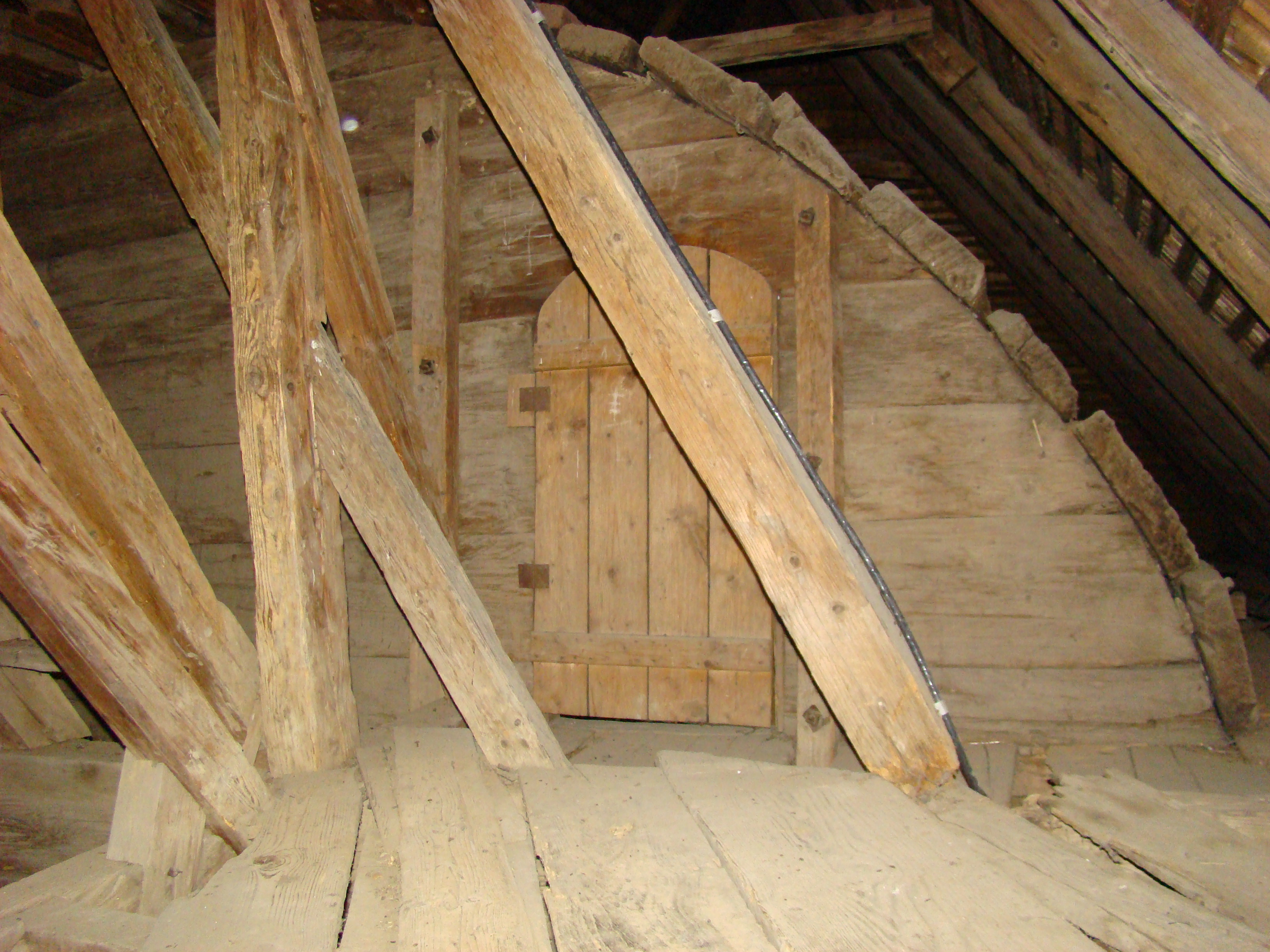
Intrarea în cor și stâlpii care susțin turnul-clopotniță